# Architettura statunitense
L'architettura statunitense ha una storia relativamente recente: i Nativi americani non vi hanno infatti lasciato edifici importanti come quelli presenti in Messico o in Perù e in riferimento ad essa si pensa spontaneamente ai grattacieli del XIX e XX secolo. Essendo propria di una società multiculturale ha avuto un carattere essenzialmente eclettico e, in modo diverso nei diversi stati, si è costituita grazie a numerosi apporti esterni.

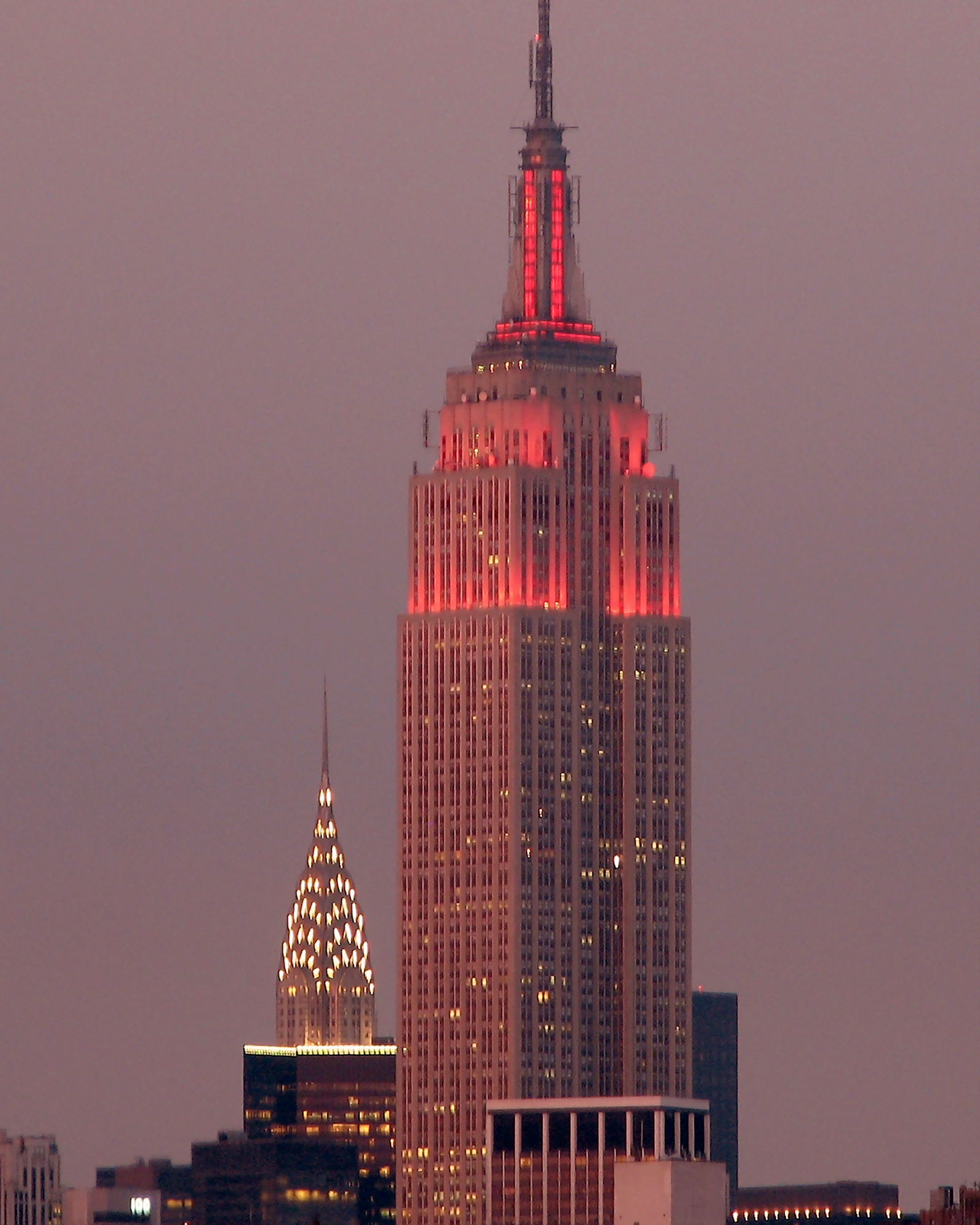
Cima del Chrysler Building (a sinistra) e Empire State Building (a destra), New York, 1929-1931, art déco

## Architettura dei nativi americani nel territorio attuale degli Stati Uniti

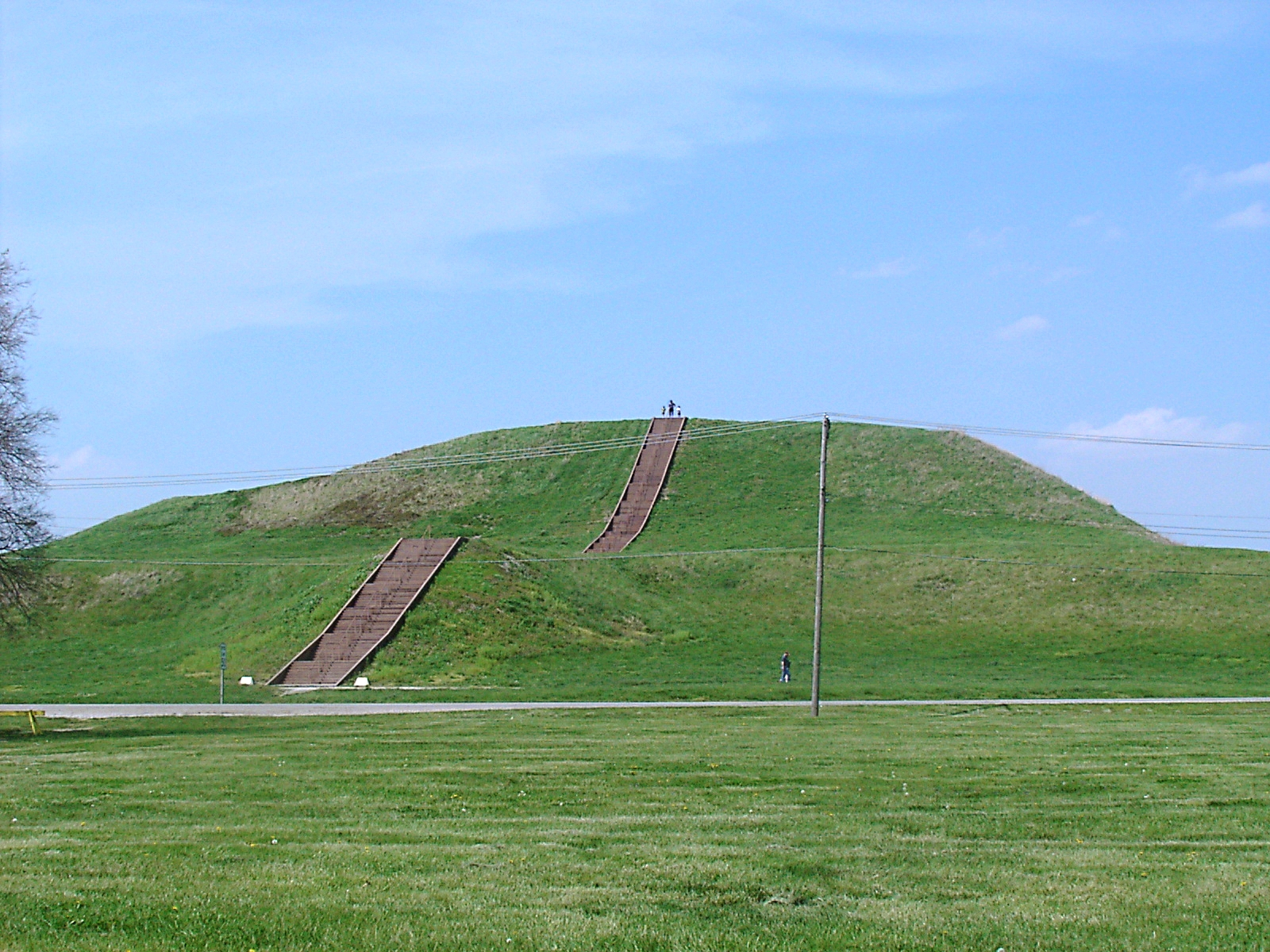
Monks Mound, nel sito dei Cahokia Mounds (classificato Patrimonio dell'umanità dall'UNESCO), presso Collinsville (Illinois), il più grande tumulo degli Stati Uniti, appartenente alla cultura dei Mound Builders

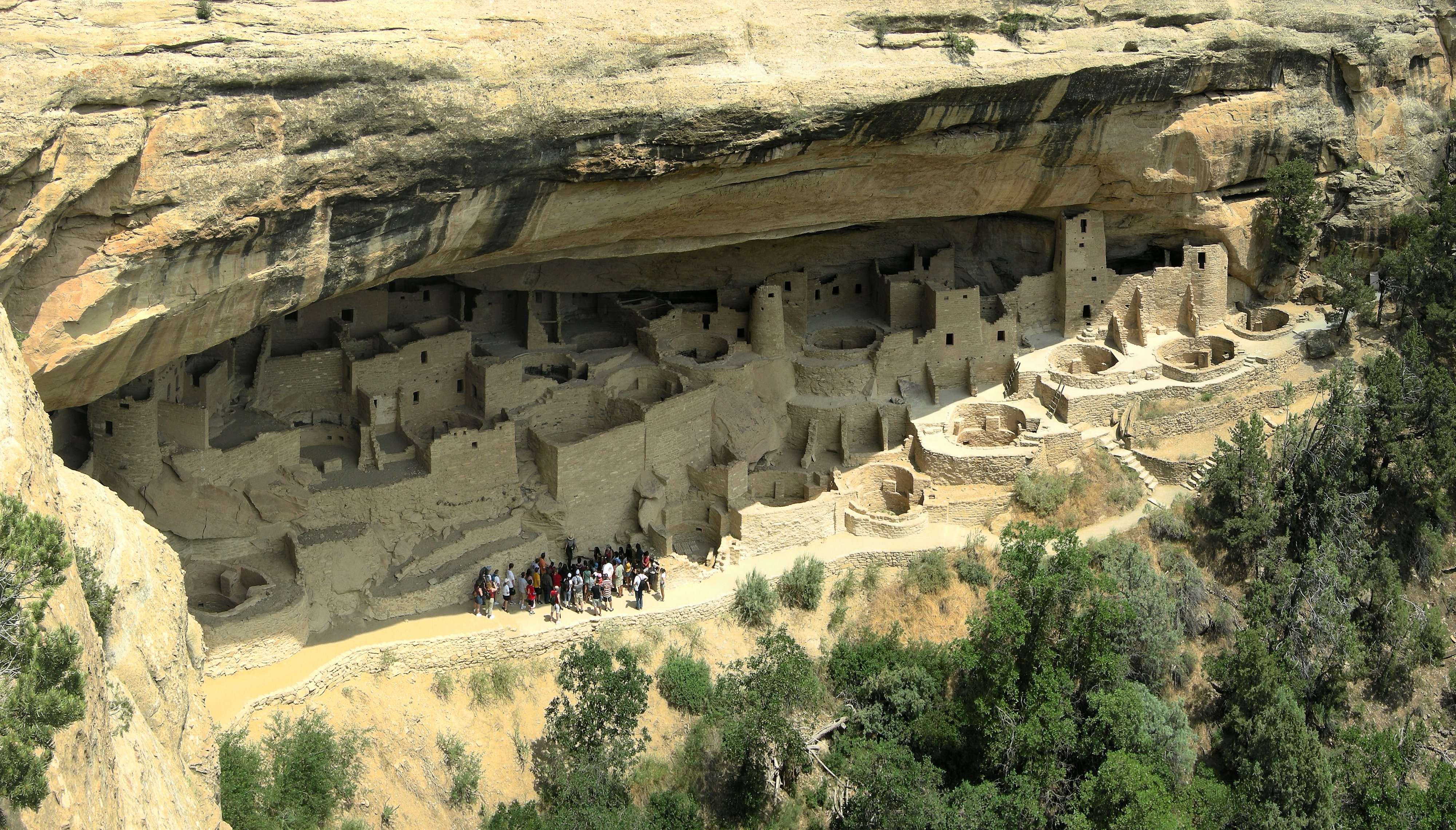
Cliff Palace nel parco nazionale di Mesa Verde, Colorado (classificato Patrimonio dell'umanità dall'UNESCO), appartenente alla cultura degli Anasazi

Gli esempi di architetture più antichi degli Stati Uniti sono suddivisi in due principali aree: la prima di esse è la metà orientale, nella quale si trovano testimonianze della cultura dei Mound Builders, che costruivano tumuli e piramidi in terra di grandi dimensioni per seppellire i loro morti. Appartennero alle culture di Adena e di Hopewell e alla cultura del Mississippi, sviluppatesi tra il 1000 a.C. e il XIV secolo tra la regione dei Grandi Laghi e le valli del fiume Ohio e del fiume Mississippi e di altri suoi tributari.
La seconda regione è quella di sud-ovest, dove si erano sviluppati le genti dei Pueblo: i siti archeologici più conosciuti sono quelli della cultura degli Anasazi (cliff-dwelling a Chaco Canyon e a Pueblo Bonito, nel Parco nazionale storico della cultura Chaco, e a Mesa Verde).
L'architettura dei Pueblo era costituita da case in adobe (mattoni di terra seccata al sole), sostenute da travi in legno a vista. La loro forma cubica e il loro addossamento le une alle altre davano ai villaggi una forma caratteristica. Le costruzioni erano prive di decorazione e all'interno conservavano una temperatura costante e fresca.

## Architettura coloniale (XVI -XVIII secolo)
Quando gli Europei arrivarono nell'America settentrionale, portarono con loro le proprie tradizioni architettoniche e le proprie tecniche di costruzione. L'architettura coloniale, tra il XVI e il XVIII secolo è dunque dipendente dalle influenze europee.
Gli edifici sono tuttavia costruiti con i materiali disponibili sul posto: legno e mattoni sono elementi onnipresenti negli edifici del New England. L'architettura è inoltre legata alle logiche della colonizzazione e dell'appropriazione politica degli spazi (palazzi del governatore, forti). Il segno della dominazione europea si esplica anche in ambito economico (dogane, piantagioni, empori) e religioso (chiese cattoliche e protestanti, missioni francescane e gesuite).

### Influenza spagnola nel sud

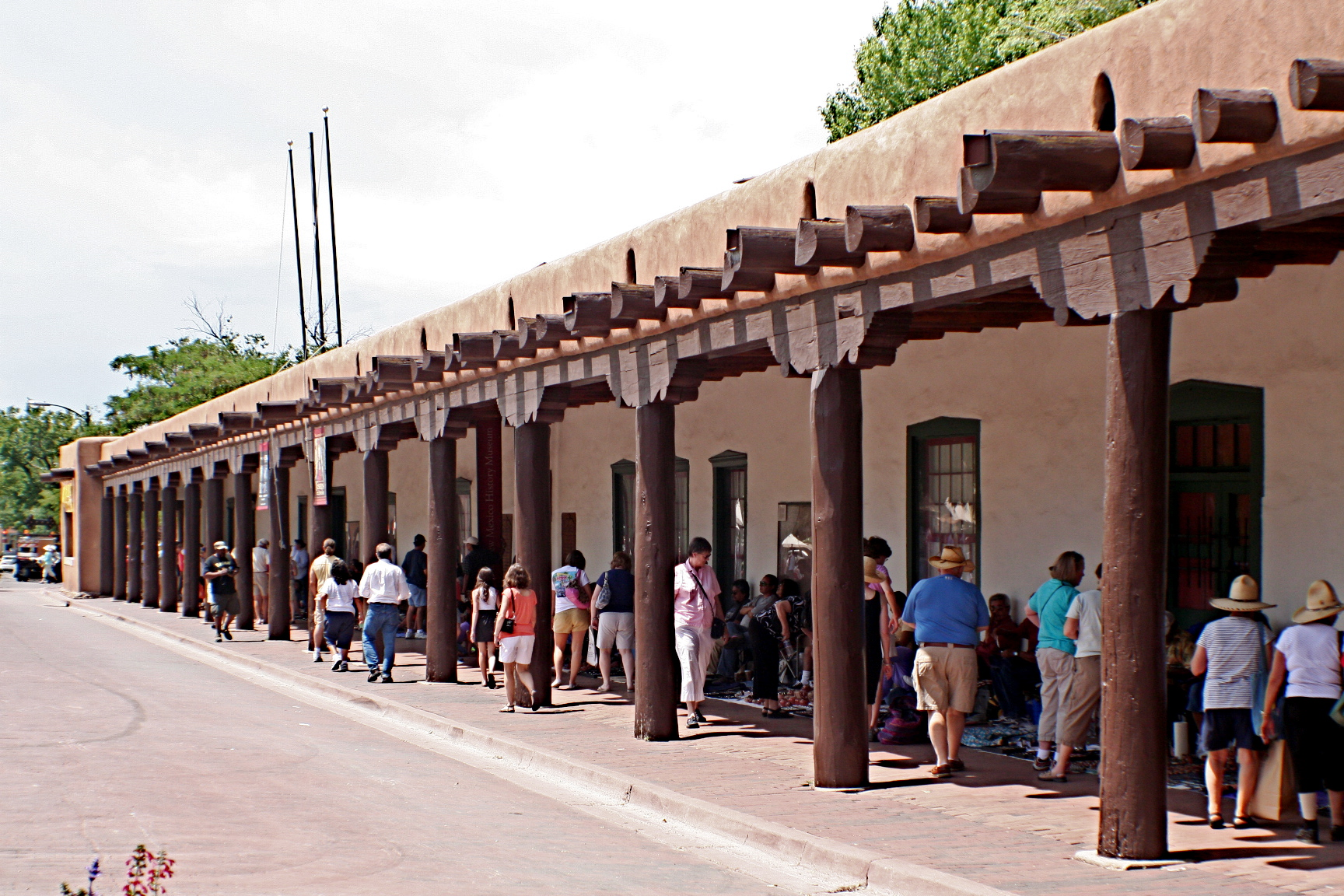
Palazzo dei Governatori a Santa Fe, 1610-1614

L'esplorazione spagnola del sud-ovest americano iniziò negli anni 1540. Il conquistador Francisco Vásquez de Coronado percorse questa regione arida alla ricerca delle mitiche città d'oro degli indigeni Pueblo.

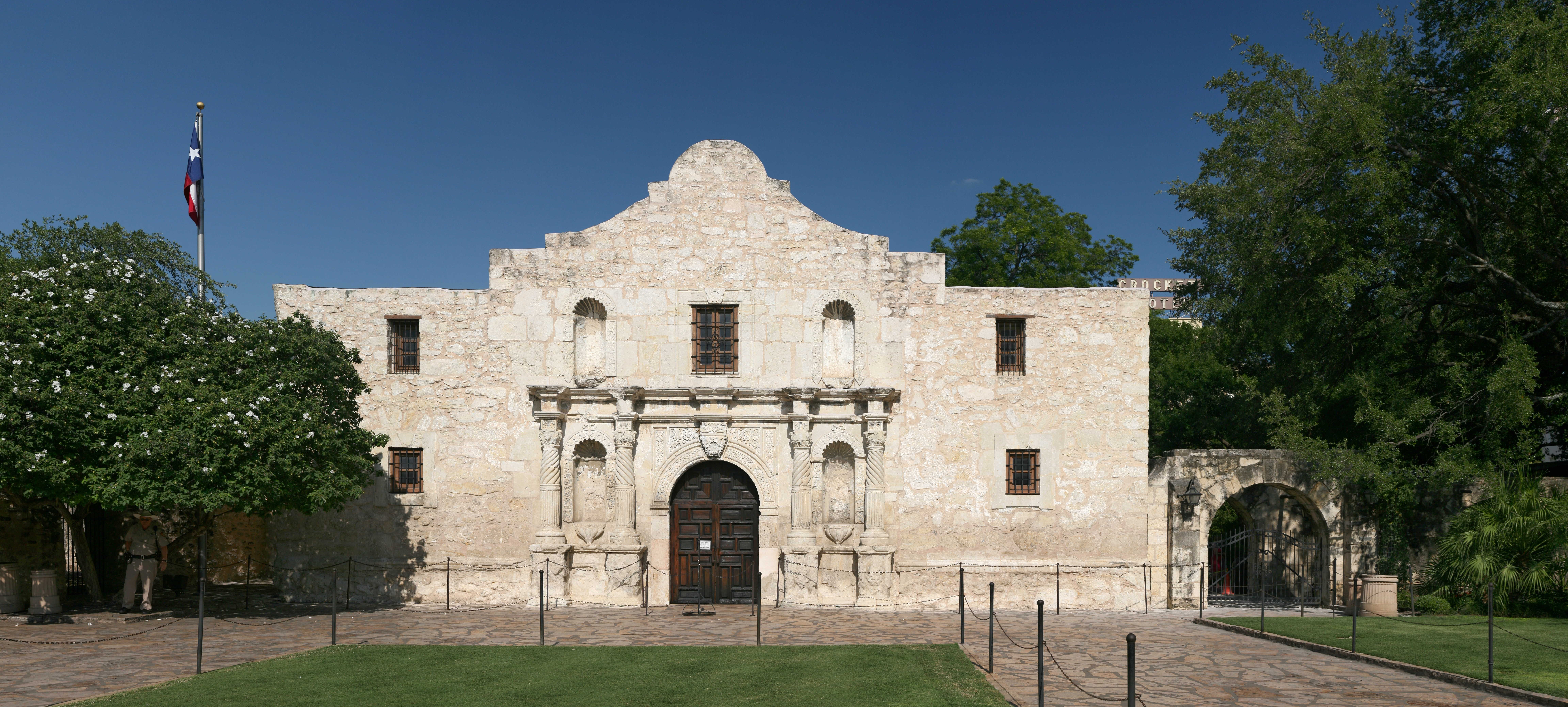
Chiesa della missione di San Antonio de Valero (Alamo), in Texas, 1758

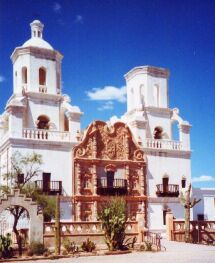
Facciata della chiesa della missione di San Xavier del Bac presso Tucson, in Arizona, 1699

Nel 1609 gli Spagnoli avevano conquistato la regione e dato origine alla città di Santa Fe, come capitale amministrativa. Il Palazzo dei governatori fu costruito tra il 1610 e il 1614, mescolando influenze indigene (uso dell'adobe) e spagnole (grate in ferro battuto): si tratta di un edificio allungato, dotato di un patio.
La cappella di San Michele della Santa Fe fu costruita nel 1610, ancora con la tecnica dell'adobe, ottenendo un aspetto austero e massiccio.
Nel XVII e XVIII secolo gli spagnoli fondarono una serie di forti (presidios), tra le attuali Los Angeles e San Francisco, e una rete di missioni nella regione sud-occidentale, tra cui la più antica (1598) fu quella di San Gabriel de Yungue-Ouinge, nel Nuovo Messico.
La missione più nota è invece quella settecentesca di San Antonio de Valero, in Texas, creata a oltre 600 km dal più vicino insediamento spagnolo nel 1718 e con cappella in pietra incompiuta, ma riccamente decorata nella facciata, iniziata nel 1758.
La missione di San Agustín de la Isleta, nella contea di Beralillo (Nuovo Messico), a circa 20 km da Albuquerque, conserva una chiesa del 1612 in adobe, a singola navata, dotata all'esterno di contrafforti e di due campanili simmetrici, senza decorazioni.
La missione di San Xavier del Bac, fondata nel 1699 e oggi a circa 16 km da Tucson, in Arizona, è un esempio di stile churrigueresco, in voga nello stesso periodo in America Latina: la facciata è inquadrata da due torri massicce ed è riccamente decorata.
La dominazione spagnola si estese anche in Florida, in modo discontinuo tra il 1559 e il 1821, con case ornate da balconi con ringhiere in ferro battuto (conch style) quali quelle che si ritrovano ad esempio a Pensacola; la medesima tendenza si trova nel quartiere francese di New Orleans, in Louisiana.
Gli spagnoli costruirono anche dei forti, come quello di Pensacola (Fort San Carlos de Austria, costruito nel 1698 e distrutto nel 1719 sul sito del successivo Fort Barrancas) e quello di St. Augustine (Castillo de San Marcos, del 1565), tra i pochi monumenti del periodo conservati negli Stati Uniti.

### Influenza inglese sulla costa orientale
L'architettura coloniale delle prime tredici colonie era caratterizzata dal modello inglese, con l'introduzione di elementi locali derivanti dalle differenze climatiche e religiose.

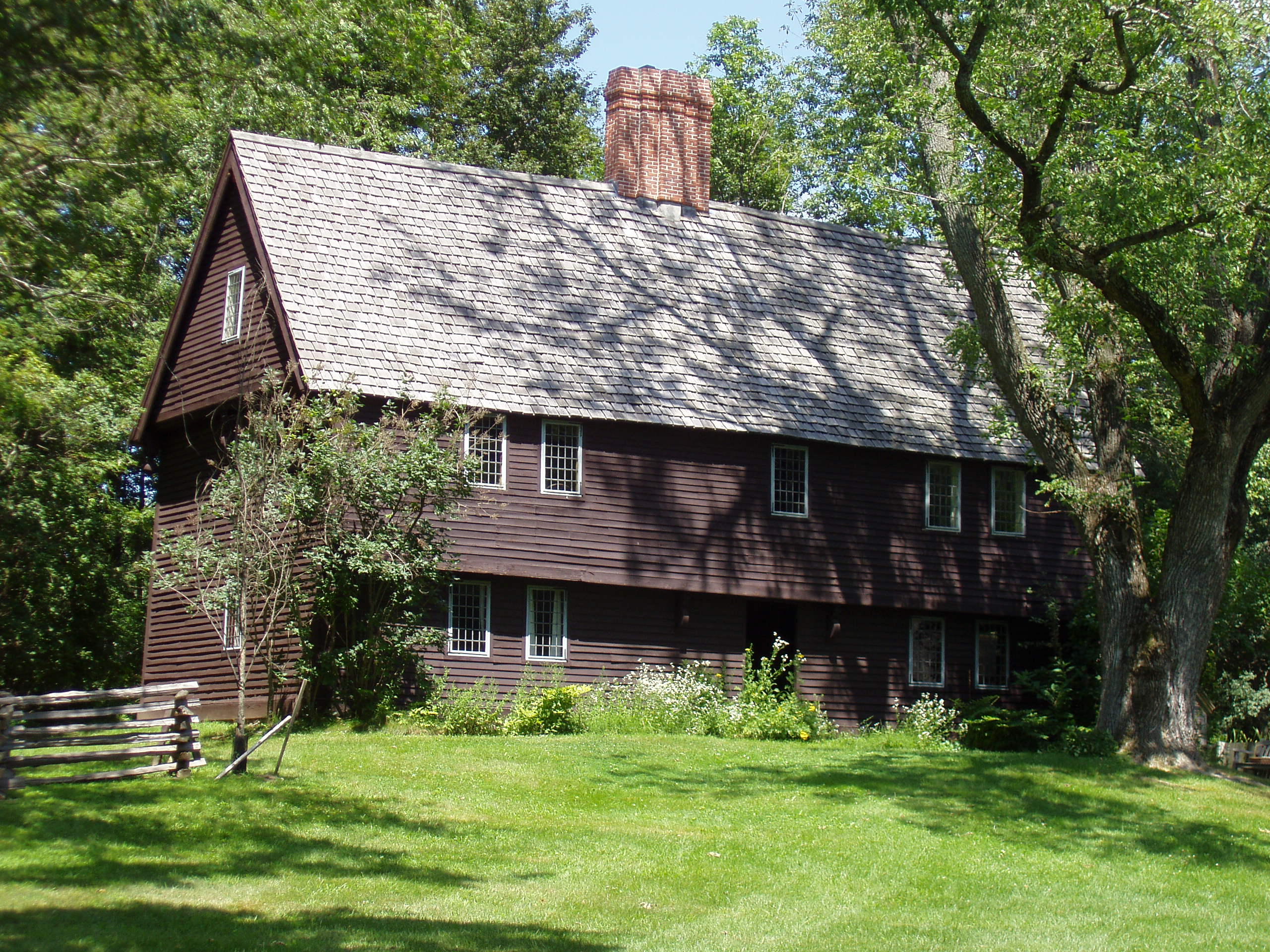
Casa del pastore Capen a Topsfield (Massachusetts), 1683
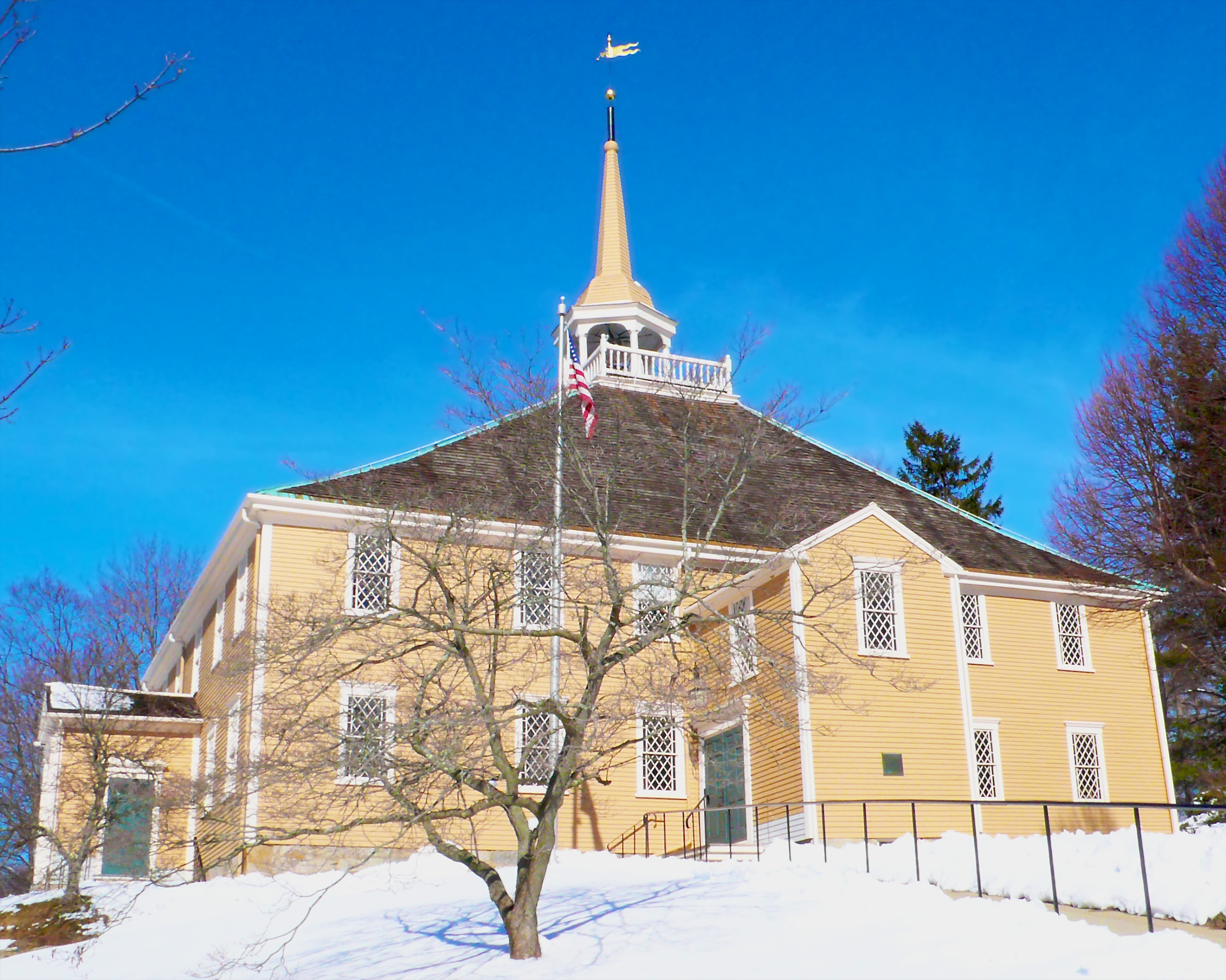
Old Ship Meetinghouse a Hingham (Massachusetts), 1681
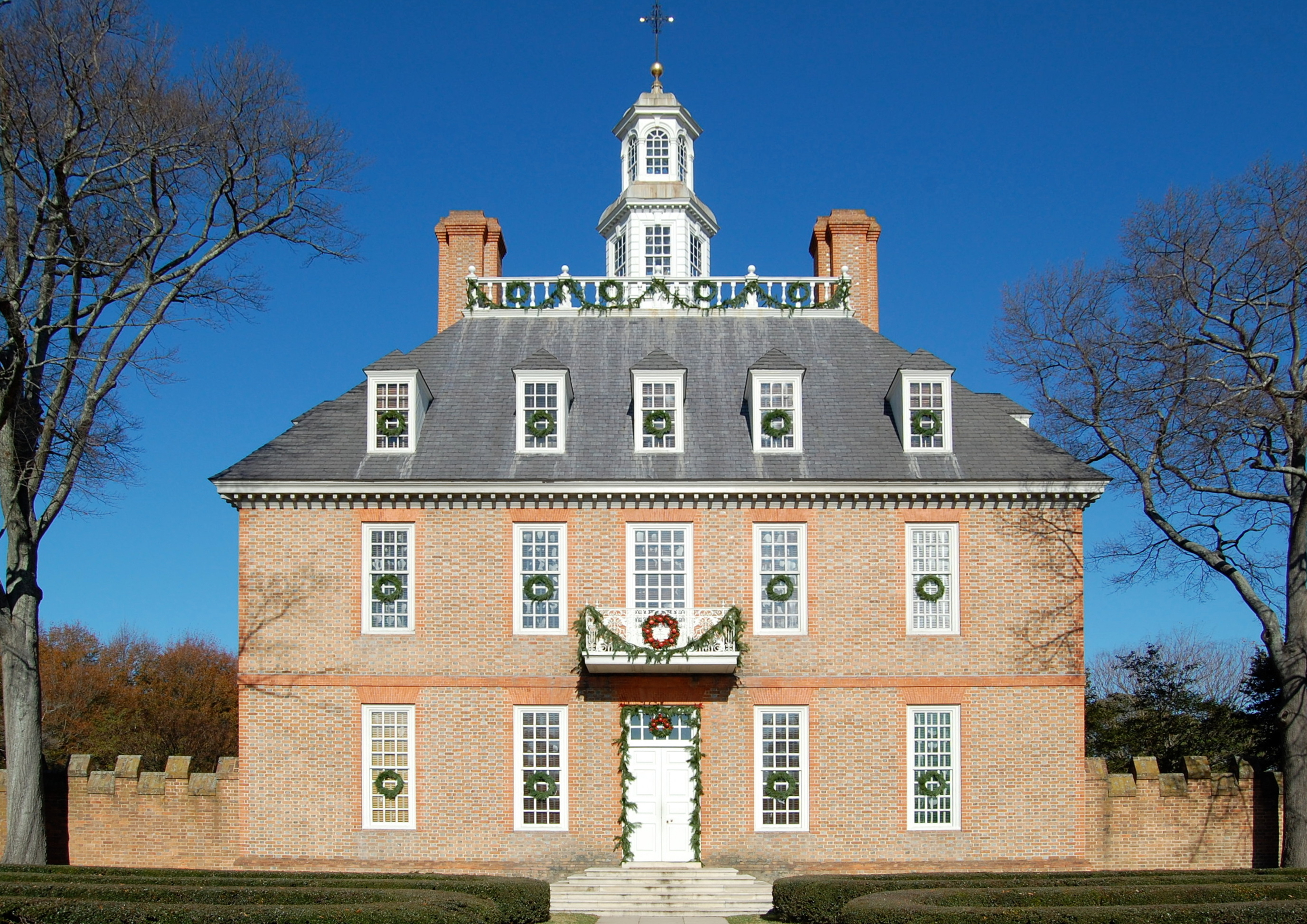
Palazzo del governatore a Williamsburg (Virginia), 1706-1720, in stile georgiano
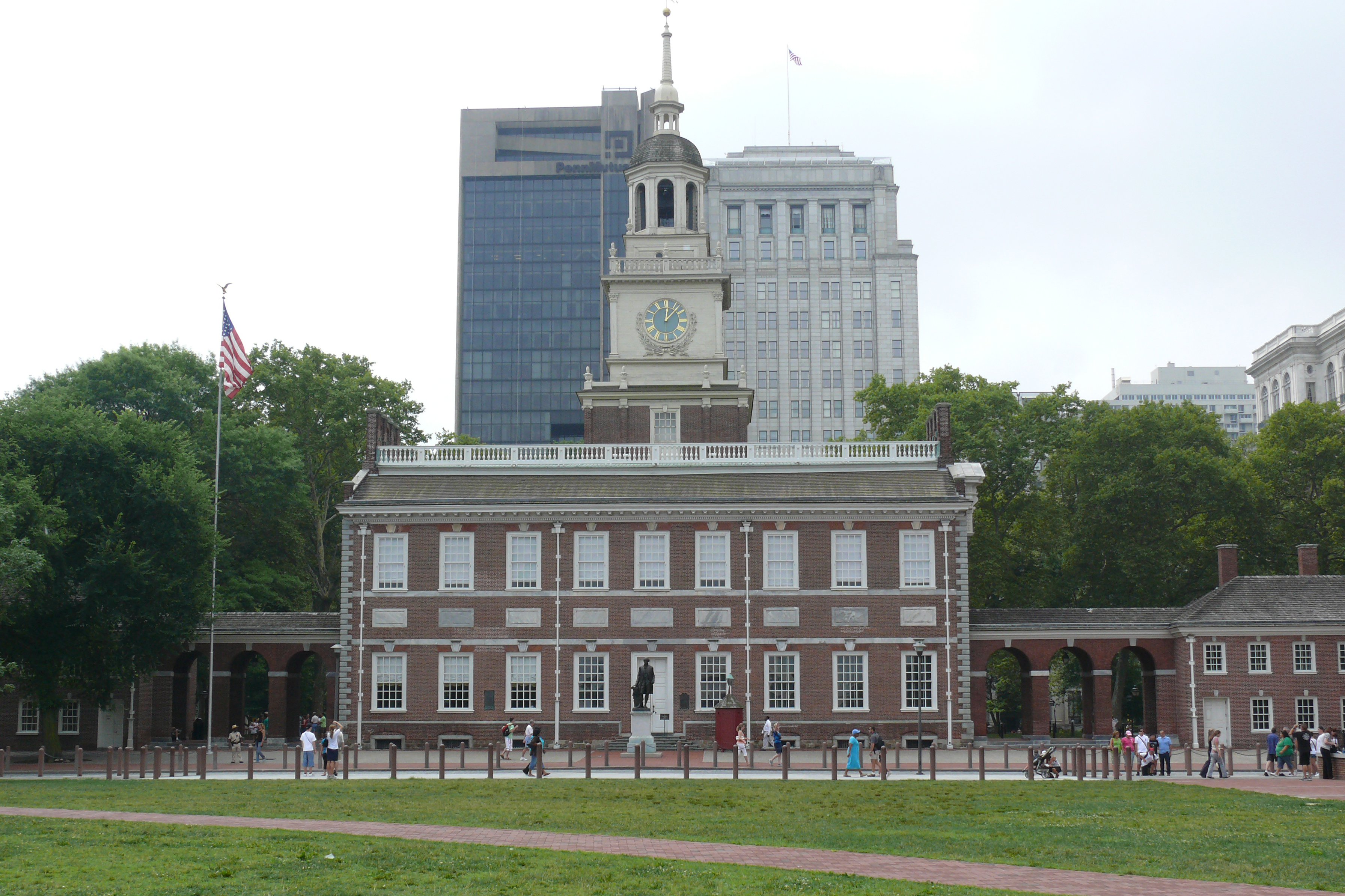
Independence Hall a Filadelfia (Pennsylvania), di Andrew Hamilton, 1732-1753

In New England, nella casa del pastore Capen a Topsfield (Massachusetts, 1683), la posizione centrale del caminetto rispondeva all'esigenza di riscaldamento in inverno e la casa ha tegole e travature in legno, che rappresentavano caratteristiche tipicamente americane.
Il puritanesimo impose edifici di culto semplici e sobri, privi di decorazioni ostentate e le meeting house ("case di riunione") erano utilizzate per il culto, ma anche per riunioni sociali. La Old Ship Meetinghouse di Hingham (Massachusetts, 1681) è la più antica chiesa in legno degli Stati Uniti. La pianta non è più a croce latina, come quella delle chiese cattoliche, il pulpito è collocato al centro, le travature sono lasciate volutamente in vista, non è presente l'abside e manca ogni decorazione.
Nel XVIII secolo si svilupparono lo stile georgiano e il palladianesimo, a partire dalla città di Williamsburg in Virginia.
Il Palazzo del governatore di Williamsburg, edificato tra il 1706 e il 1720, è preceduto da un ampio cortile e coronato da una lanterna al di sopra di una piattaforma con balaustra. L'insieme venne impostato sul principio della simmetria e associava materiali frequenti nel New England (mattoni rossi, legno dipinto in bianco e ardesia per le tegole del tetto, a doppio spiovente). L'edificio si ispirò alle opere dell'architetto barocco inglese Christopher Wren e servì da modello per le successive dimore aristocratiche.

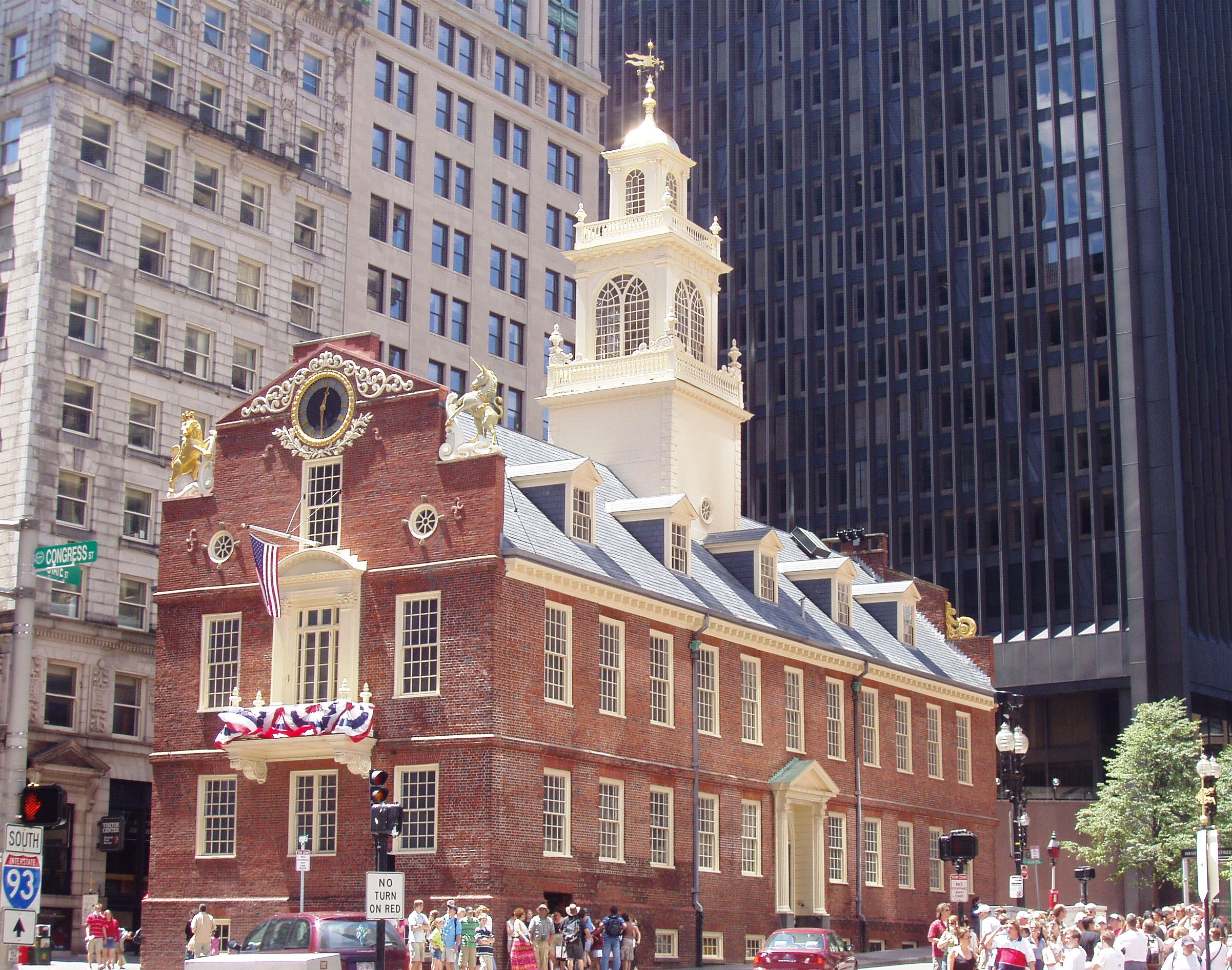
Old State House a Boston (Massachusetts), 1713, in stile georgiano

A Boston fu ricostruita in mattoni la sede del governo coloniale del Massachusetts (Old State House), dopo l'incendio del 1711 che aveva distrutto la sede originale (Town House), costruita in legno nel 1657).

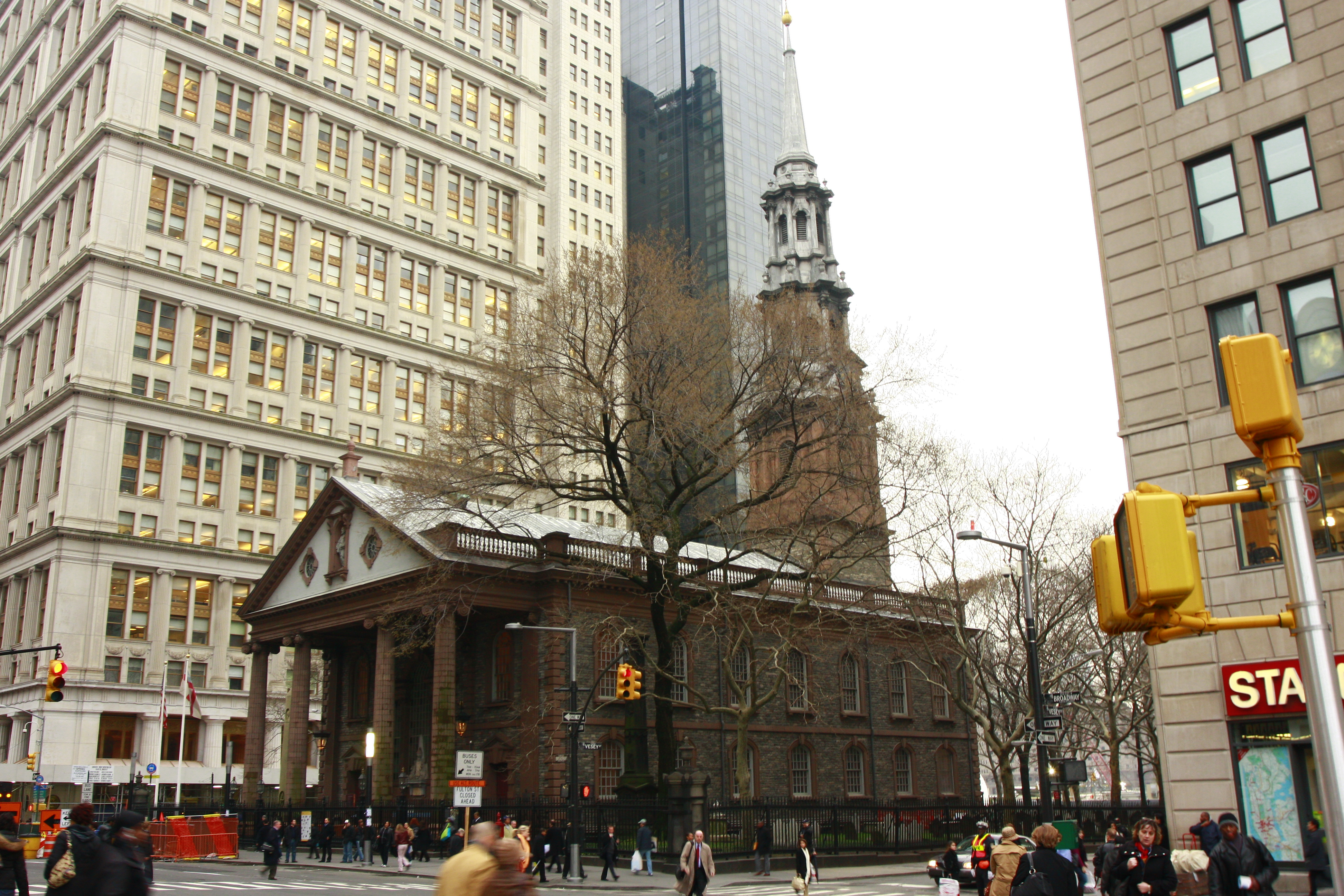
Cappella di Saint Paul a New York del 1764-1766

L'Independence Hall di Filadelfia, in Pennsylvania (Patrimonio dell'umanità dell'UNESCO per essere stato il luogo dove fu firmata la dichiarazione di indipendenza degli Stati Uniti), fu costruita nel 1731 su progetto di Andrew Hamilton e di Edmund Woolley, che si ispirarono ancora a Christopher Wren per la facciata e a James Gibbs per la torre.
Nell'architettura religiosa, gli elementi comuni furono rappresentati dall'impiego del mattone e talvolta dello stucco, a imitazione della pietra, e dalla presenza di una guglia al di sopra dell'entrata: la chiesa episcopale di Saint Michael di Charleston (Carolina del Sud), 1752-1761 e la cappella di San Paolo di New York, 1764-1766, si ispirarono alla chiesa di Saint Martin-in-the Fields di Londra (Trafalgar Square).
La First Baptist Church in America a Providence (Rhode Island) fu la prima ad avere aperture di tipo palladiano e colonne tuscaniche.

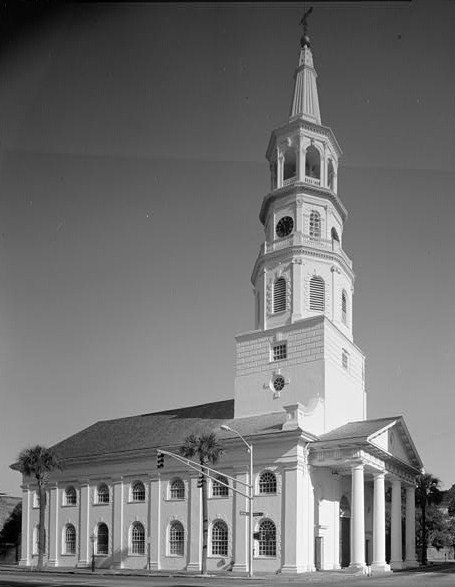
Chiesa episcopale di Saint Michael a Charleston (Carolina del Sud), del 1752-1761
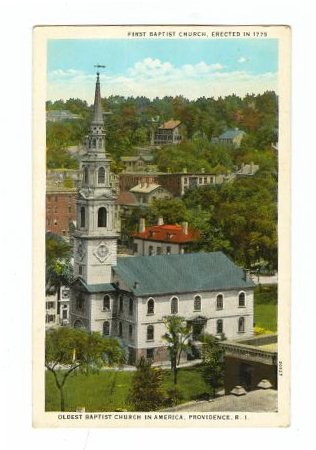
First Baptist Church in America, a Providence (Rhode Island), 1774-1775
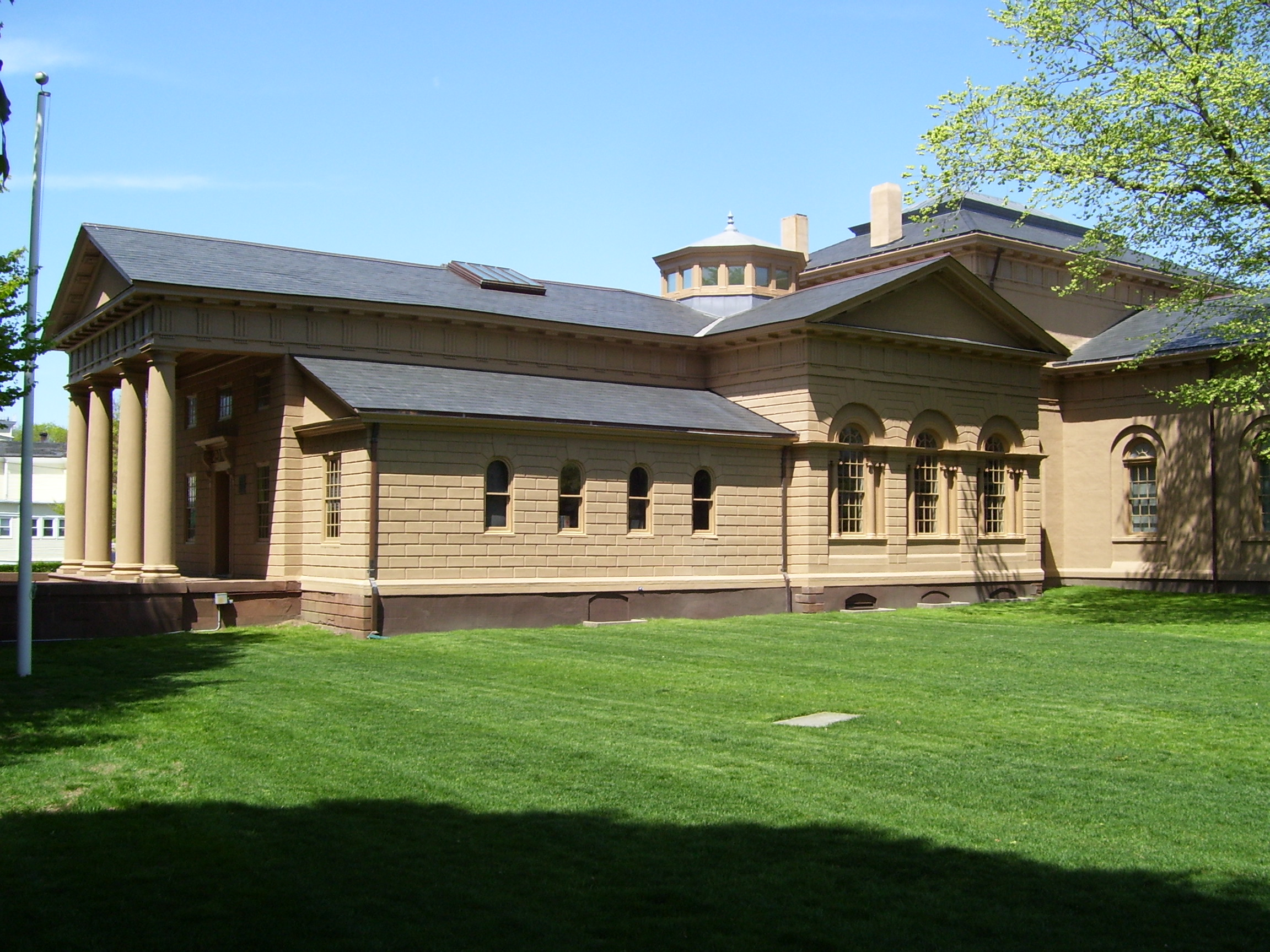
Redwood Library a Newport (Rhode Island), di Peter Harrison, anni 1750
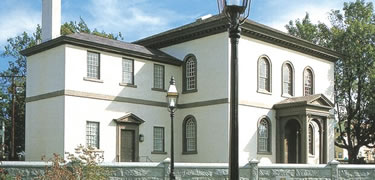
Sinagoga Touro di Newport, di Peter Harrison, 1763

Gli architetti di questo periodo furono fortemente influenzati dai canoni europei. Peter Harrison (1716-1775) portò con sé dai suoi viaggi tecniche europee che applicò nello stato di Rhode Island: costruì a Newport la Redwood Library (anni 1750), con legno sagomato ad imitazione di blocchi in pietra bugnati e con portico dorico a forma di tempio, e la Touro Synagogue (1763), con colonne ioniche in legno all'interno, la più antica sinagoga tuttora esistente negli Stati Uniti.

## Architettura pubblica della "giovane nazione"

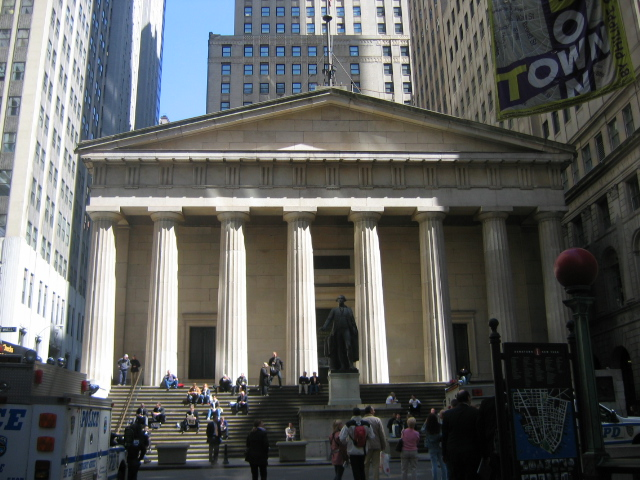
Federal Hall, New York, anni 1830, stile neoclassico

Dopo la dichiarazione d'indipendenza del 1776 e il riconoscimento nel trattato di Parigi del 1783, nonostante la rottura con il Regno Unito sul piano politico, l'influenza inglese rimase attiva in architettura. Le commissioni pubbliche, filantropiche e commerciali si svilupparono parallelamente alla crescita demografica e all'estensione dei territori controllati. L'affermazione dell'indipendenza si estese in tutti i campi, anche in quello culturale, con la fondazione di università e di musei.
Gli edifici delle nuove istituzioni federali e giudiziarie adottarono il vocabolario neoclassico, con colonne, cupole e frontoni. Iniziarono le pubblicazioni sull'architettura, con The Country Builder's Assistant di Asher Benjamin (1797).
Boston e Salem furono le due città in cui l'influenza inglese si manifestò in modo più evidente, ma sempre in uno stile epurato e adattato ai modi di vita americani. L'architetto Charles Bulfinch, costruì la Massachusetts State House tra il 1795 e il 1798, ispirandosi a due edifici londinesi (la Somerset House, di William Chambers, e il Pantheon di Oxford Street, di James Wyatt) e lavorò alla costruzione di diverse residenze private nel quartiere di Beacon Hill di Boston.

### Thomas Jefferson: architettura, repubblica e democrazia
Thomas Jefferson, presidente degli Stati Uniti d'America tra il 1801 e il 1809, si interessò anche di architettura. Avendo soggiornato a più riprese in Europa, auspicò l'applicazione della sintassi formale del palladianesimo e dell'architettura neoclassica agli edifici pubblici e privati, sia urbani che rurali.

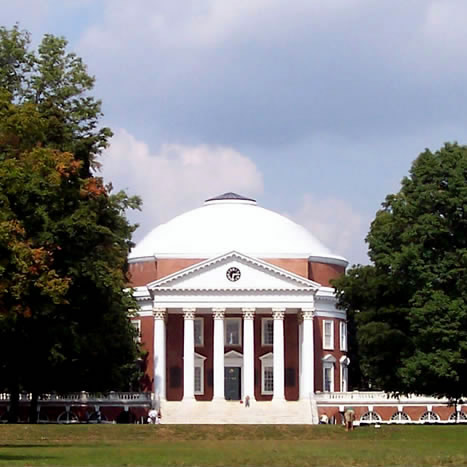
Rotonda dell'Università della Virginia, concepita da Thomas Jefferson (1817), in stile palladiano
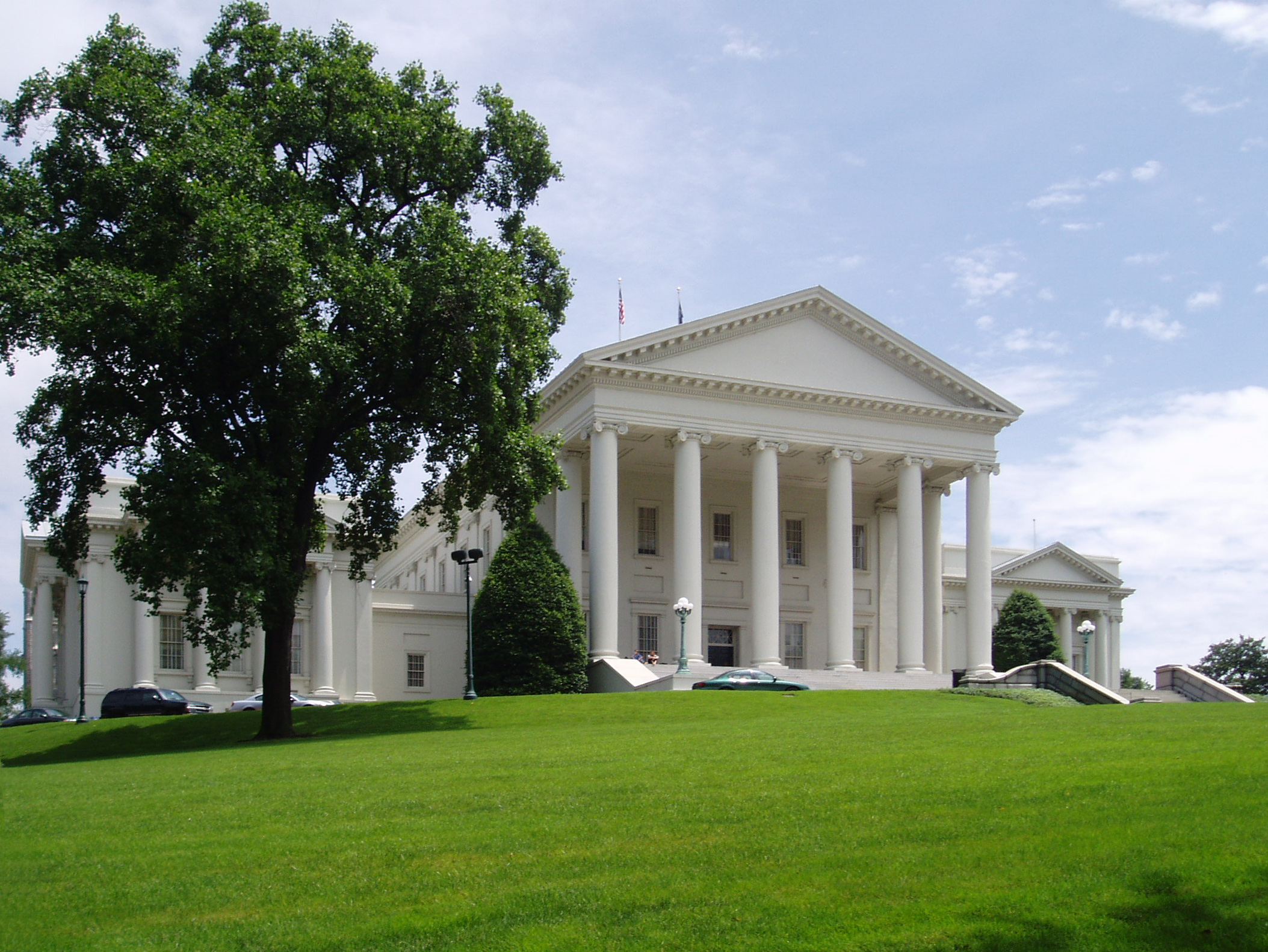
Campidoglio di Richmond (Virginia), del 1785-1796

Jefferson contribuì al progetto, completato dall'architetto Benjamin Henry Latrobe, della nuova Università della Virginia, costruita a partire dal 1817. La biblioteca universitaria fu costruita come una rotonda coperta da una cupola, ispirata dal Pantheon di Roma: l'insieme presenta una grande omogeneità, grazie all'uso del mattone e del legno dipinto in bianco.
Il Campidoglio di Richmond (Virginia, 1785-1796), il cui progetto era stato elaborato da Jefferson insieme all'architetto Charles-Louis Clérisseau in occasione di un suo soggiorno a Parigi, imitava il tempio della Maison Carrée di Nîmes, ma sostituendovi l'ordine ionico a quello corinzio.
Jefferson, partecipe dell'Illuminismo contribuì all'emancipazione dell'architettura americana, imponendo la visione di un'arte al servizio della democrazia.
La Costituzione degli Stati Uniti, redatta nel 1787, diede origine a nuove istituzioni, ispirate ai principi di sovranità nazionale e di separazione dei poteri, che necessitavano delle proprie sedi. Jefferson favorì lo sviluppo dello stile federale della nuova nazione, che adattava l'architettura neoclassica europea ai valori repubblicani nati dalla Rivoluzione americana, distaccandosi dall'architettura georgiana coloniale di Williamsburg, che rappresentava il simbolo del dominio inglese sulle tredici colonie.

### Revival greco
Nell'ambito dell'architettura neoclassica la ripresa dell'architettura greca antica ("stile neogreco") esercitò una grande attrazione sugli architetti che lavorarono negli Stati Uniti nella prima metà del XIX secolo. La nuova nazione riprendeva anche in campo politico il modello greco e in particolare di Atene, culla della democrazia.
L'architettura ufficiale, ma anche quella civile e quella religiosa (cosa che rappresenta un tratto originale dell'architettura statunitense), fu il riflesso di questa visione e prese per modello gli edifici dell'Acropoli di Atene. I Propilei vennero riprodotti a scala minore come ingresso delle residenze di campagna della costa orientale. Benjamin Henry Latrobe (1764-1820) e i suoi allievi William Strickland (1788-1854) e Robert Mills (1781-1855) ottennero commissioni per la costruzione di sedi di banche e chiese nelle grandi città come Filadelfia, Baltimora e Washington.

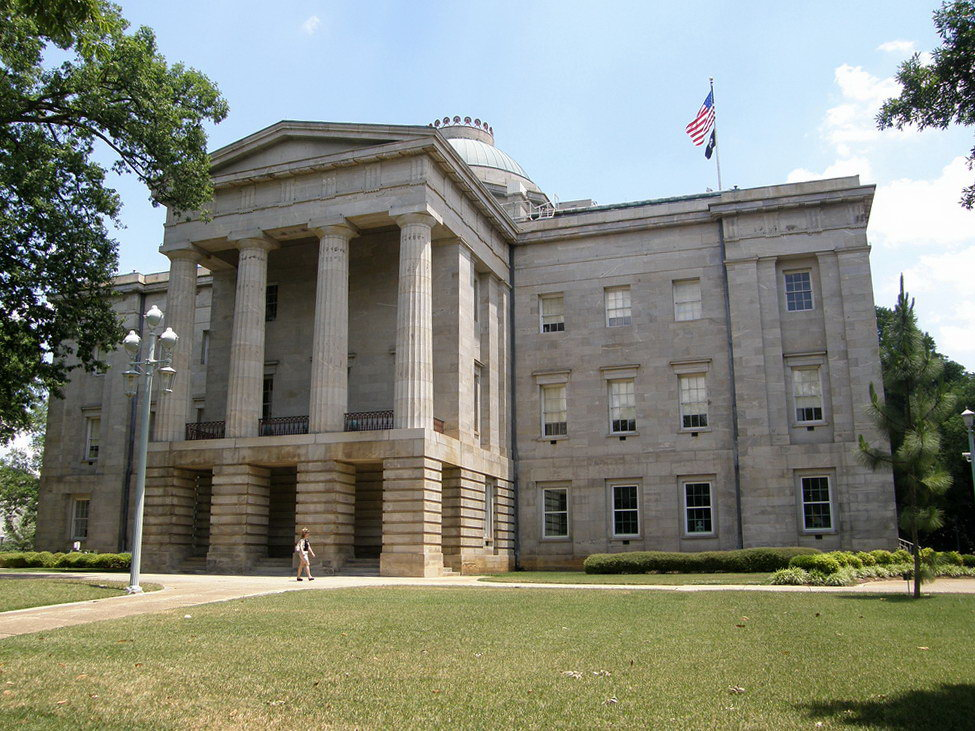
Campidoglio di Raleigh (Carolina del Nord, 1833-1840)
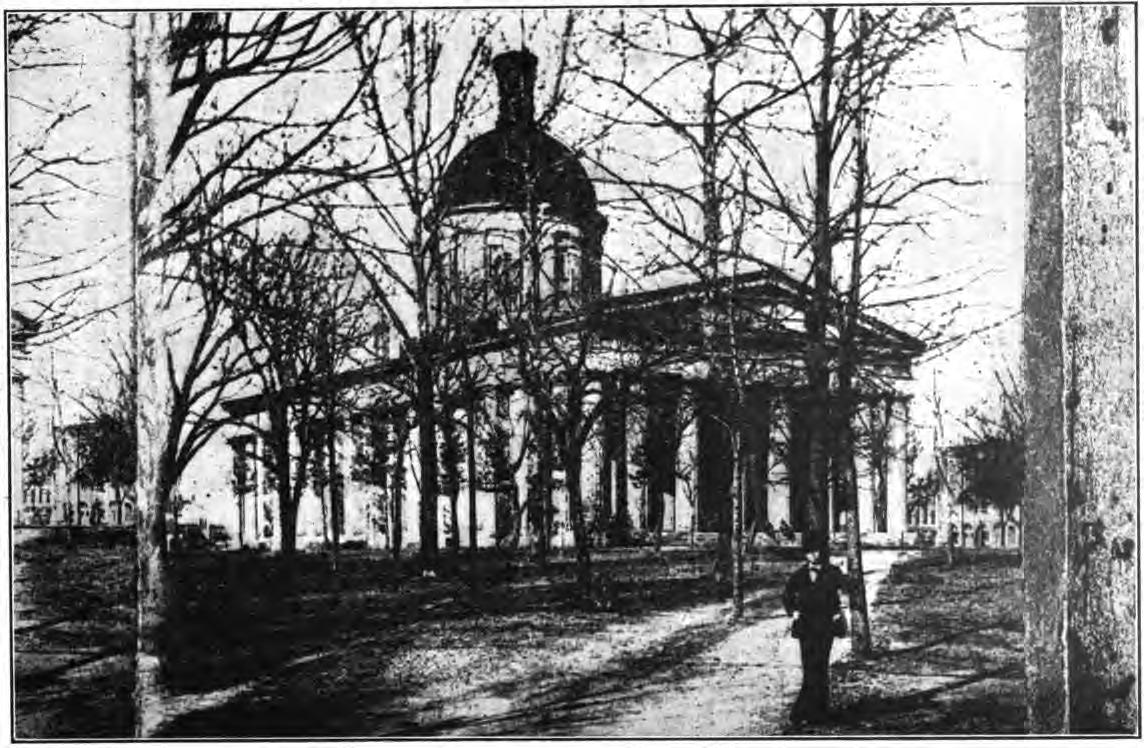
Antico Campidoglio di Indianapolis (Indiana, 1835), in un'immagine del 1860
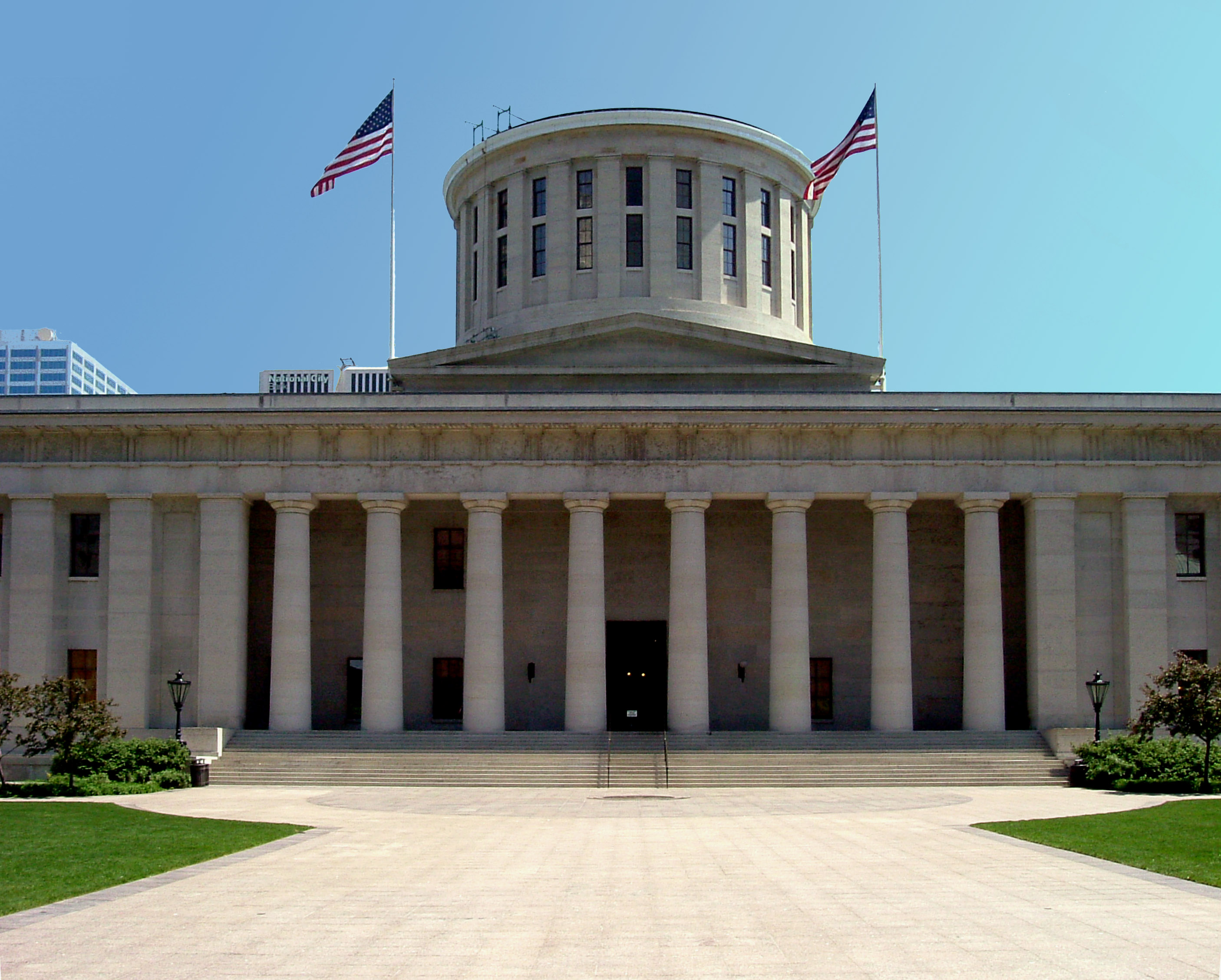
Il Campidoglio di Columbus (Ohio, 1861), di Thomas Walter, in stile neogreco

Soprattutto i campidogli degli stati federali adottarono lo stile neogreco, come quello di Raleigh (Carolina del Nord), ricostruito nel 1833-1840 dopo un incendio, o quello vecchio di Indianapolis (Indiana), ispirato al Partenone e demolito nel 1877.
Uno degli esempi più tardivi di questa tendenza è il Campidoglio di Columbus (Ohio), progettato da Henry Walters e completato nel 1861, con sobria facciata con cornice continua e privo di cupola, caratteristiche che conferiscono un'impressione di austerità e maestosità all'edificio.

### Architettura ufficiale a Washington DC

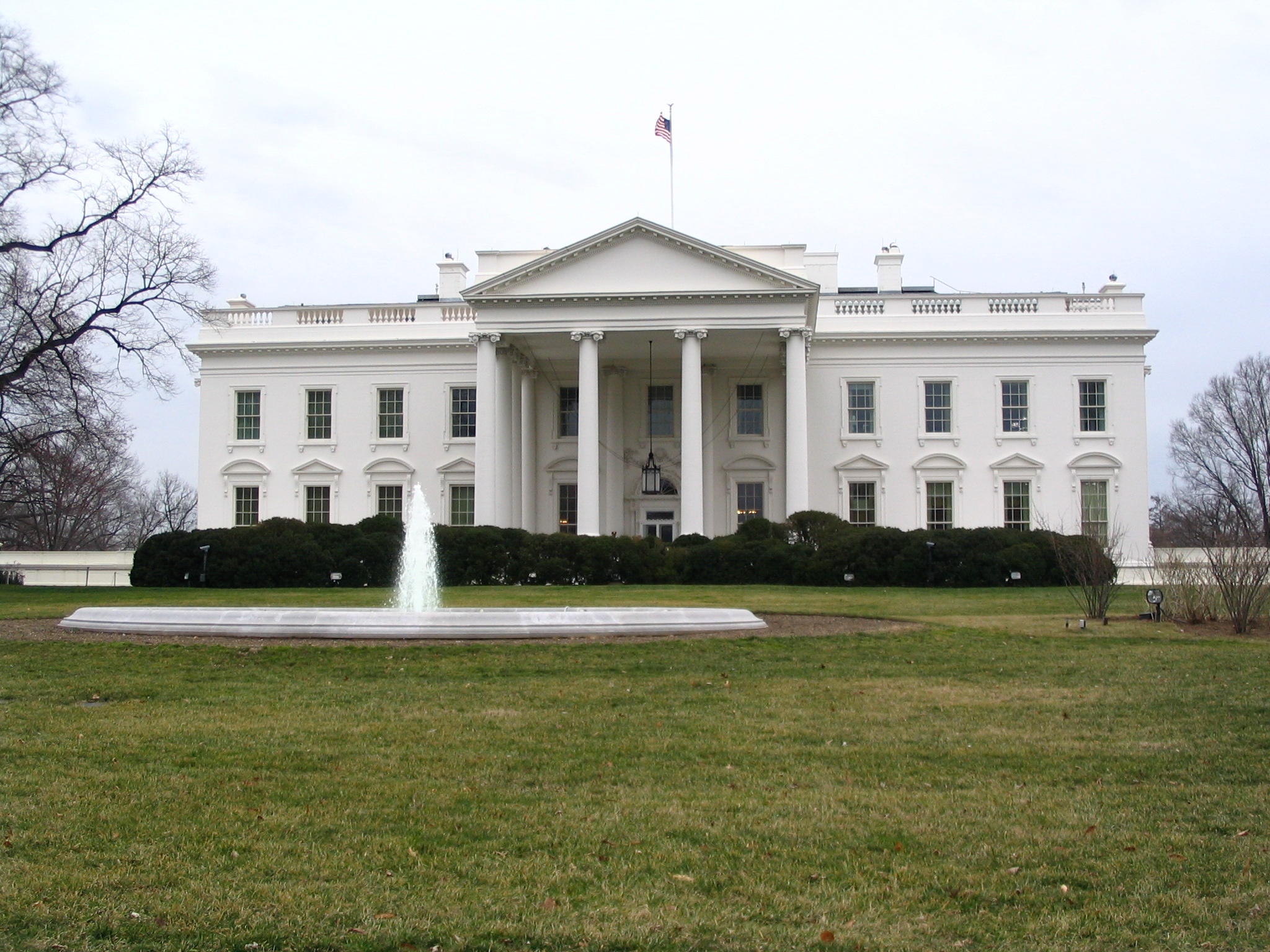
La Casa Bianca a Washington (DC)

Washington, capitale federale degli Stati Uniti, è un esempio di urbanistica omogenea. La sua pianta d'insieme fu concepita dal francese Pierre Charles L'Enfant, secondo un ideale di città monumentale e neoclassica che si inseriva nello stile architettonico Beaux-Arts (dall'École nationale supérieure des beaux-arts di Parigi), e che venne in seguito ripreso dal movimento architettonico e urbanistico City Beautiful.
La costruzione della residenza presidenziale, la Casa Bianca, fu decisa subito dopo la costituzione di Washington come capitale federale, con la legge del congresso del 1790. Fu incaricato della costruzione, l'architetto James Hoban, americano di origine irlandese, che aveva vinto l'apposito concorso. Questi si ispirò ai primi due piani della Leinster House di Dublino (oggi sede del Parlamento irlandese). La costruzione venne iniziata nel 1792. Andò distrutta da un incendio durante la guerra anglo-americana del 1812, ad eccezione dei muri esterni, che secondo la leggenda nella ricostruzione furono dipinti in bianco per mascherare i guasti causati dal fumo. Nel corso del Novecento fu ingrandita con l'aggiunta di ali che permettevano di far fronte allo sviluppo degli uffici governativi.

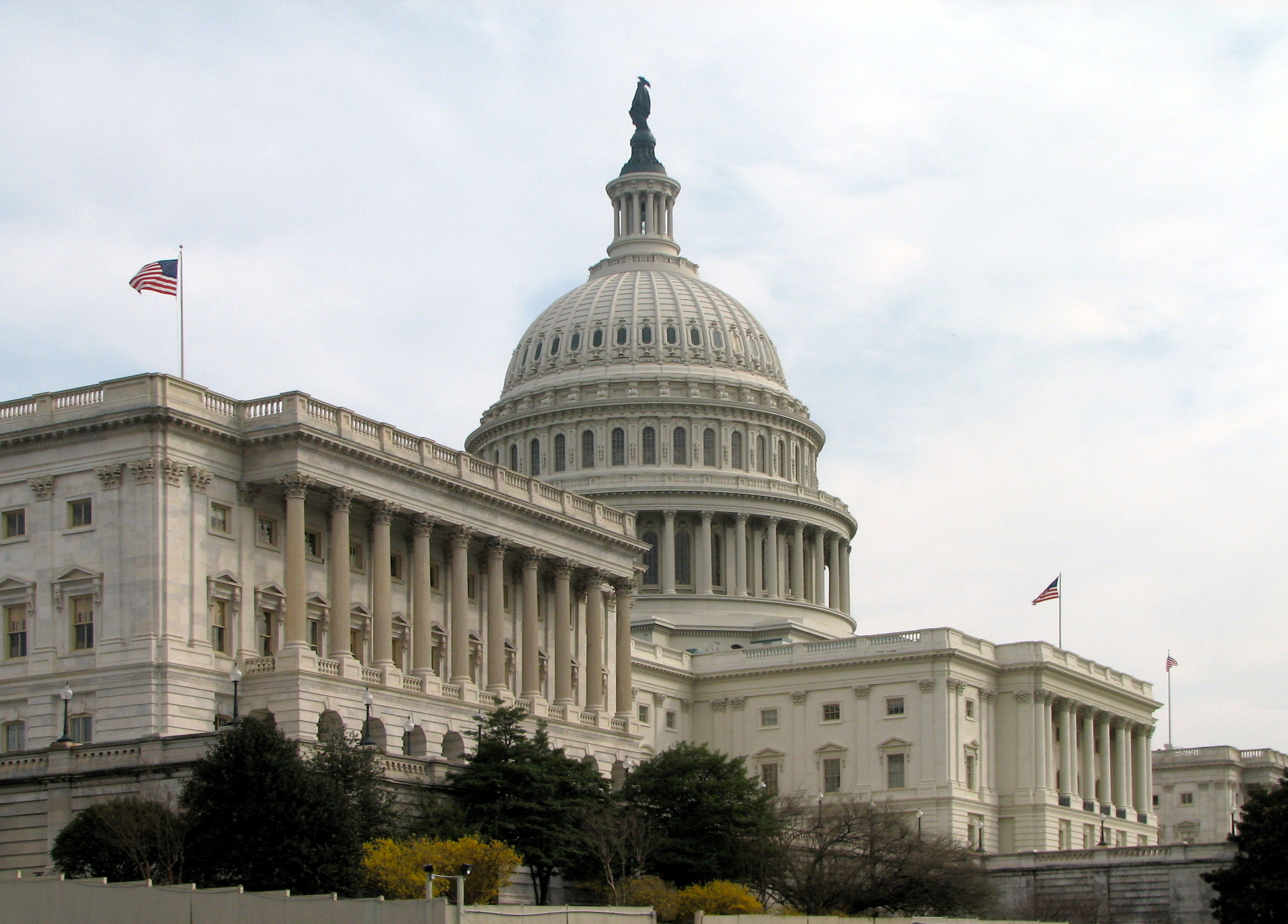
Campidoglio di Washington

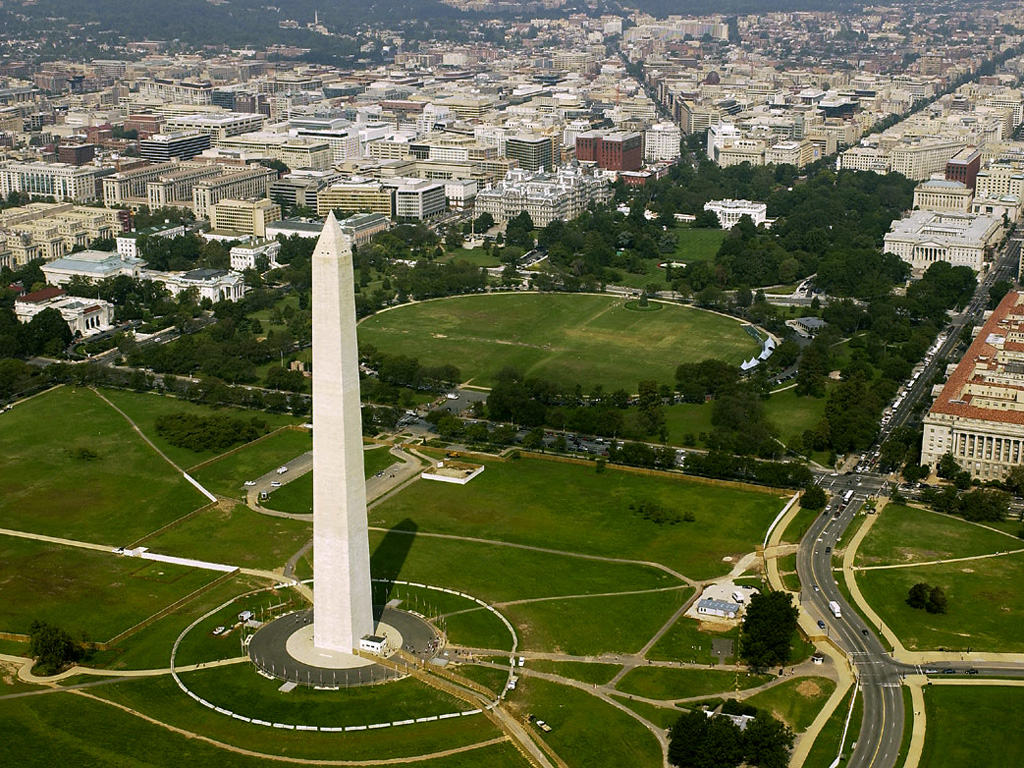
Obelisco del Monumento a Washington

Il Campidoglio federale di Washington (United States Capitol) fu costruito a partire dal 1792. Il progetto, inizialmente affidato all'architetto francese Étienne Sulpice Hallet, fu completato dall'architetto britannico William Thornton. Anch'esso parzialmente danneggiato da un incendio durante la guerra anglo-americana del 1812, fu ricostruito tra il 1815 e il 1830 e negli anni 1850 fu notevolmente ingrandito da Thomas U. Walter. La cupola si ispira a quella del Pantheon di Parigi e nel 1863 vi venne posta sulla sommità una statua della Freedom ("Libertà").
Il monumento a Washington, un obelisco eretto in onore di George Washington, primo presidente degli Stati Uniti, fu progettato nel 1838 da Robert Mills. La costruzione si era arrestata per mancanza di fondi e fu completata nel 1884 e il monumento venne aperto al pubblico nel 1888. L'interruzione nei lavori è evidenziata da un leggero cambio del colore nella parte bassa.

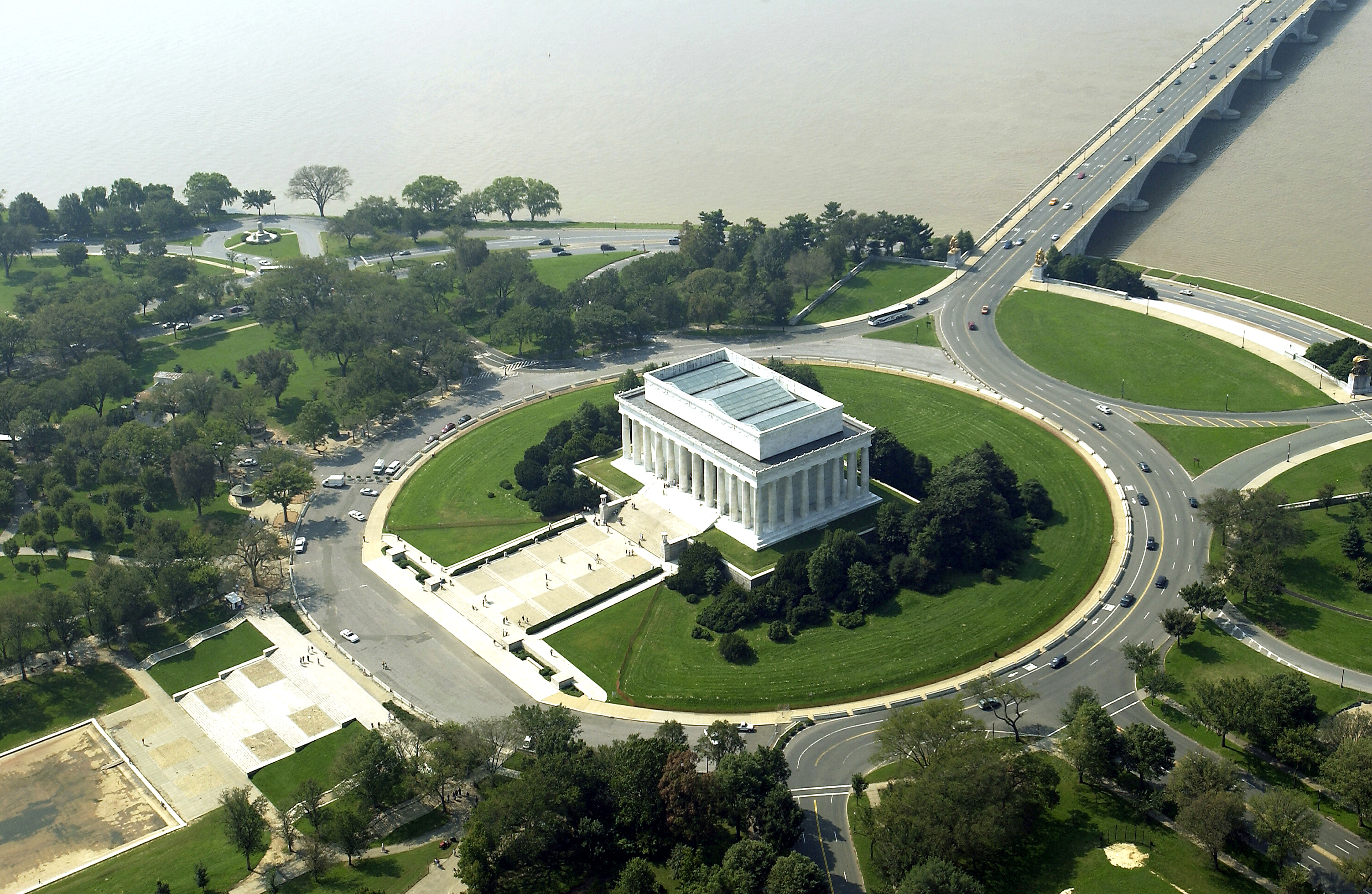
Lincoln Memorial

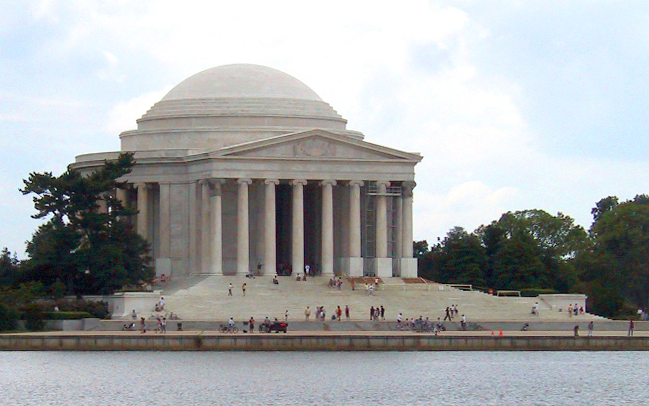
Jefferson Memorial

Il Lincoln Memorial, monumento in onore del sedicesimo presidente degli Stati Uniti Abraham Lincoln fu costruito dall'architetto Henry Bacon, della corrente Beaux-Arts, tra il 1915 e il 1922. L'edificio, in marmo e calcare bianco, riprendeva la forma di un tempio greco dorico senza frontone e le sue 36 colonne rappresentavano i 36 stati dell'unione al momento della morte di Lincoln.
Infine il Jefferson Memorial, monumento in onore di Thomas Jefferson, terzo presidente degli Stati Uniti, fu l'ultimo grande monumento costruito nella tradizione delle Beaux-Arts nel 1940, ad opera dell'architetto John Russel Pope, che intese mettere in rilievo la preferenza di Jefferson per gli edifici romani, ispirandosi al Pantheon di Roma, con la grande cupola a 39 m di altezza. L'edificio venne criticato dagli aderenti al Movimento Moderno.

### Architettura neogotica
Il gusto per le forme gotiche non era mai scomparso, né in Europa, né negli Stati Uniti e fu rappresentato in particolare nelle numerose chiese costruite tra il XVIII e il XIX secolo in conseguenza della crescita demografica. A partire dagli Anni 1840 lo stile neogotico si impose negli Stati Uniti per impulso dell'architetto Andrew Jackson Downing (1815-1852), diffondendosi in un contesto di reazione al classicismo e di affermazione del Romanticismo. Lo stile è caratterizzato da un ritorno delle decorazioni medievali (comignoli, guglie, torri merlate, finestre ad ogiva, doccioni figurati, vetrate) e dall'utilizzo di tetti con forte pendenza. Gli edifici adottarono una pianta complessa, che non rispondeva più ai principi di simmetria e rigore neoclassici. Fu utilizzato anche per gli edifici universitari (come presso l'Università di Harvard).

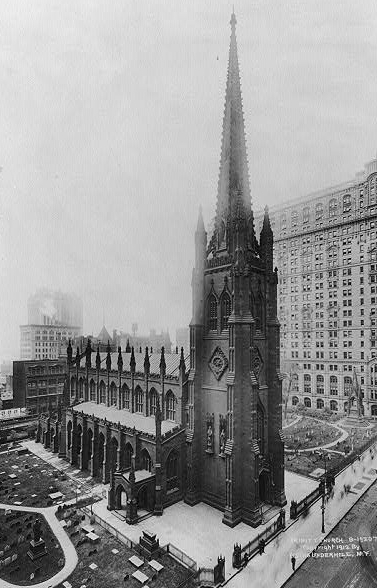
Trinity Church a New York, di Richard Upjohn (1846), in una foto del 1912
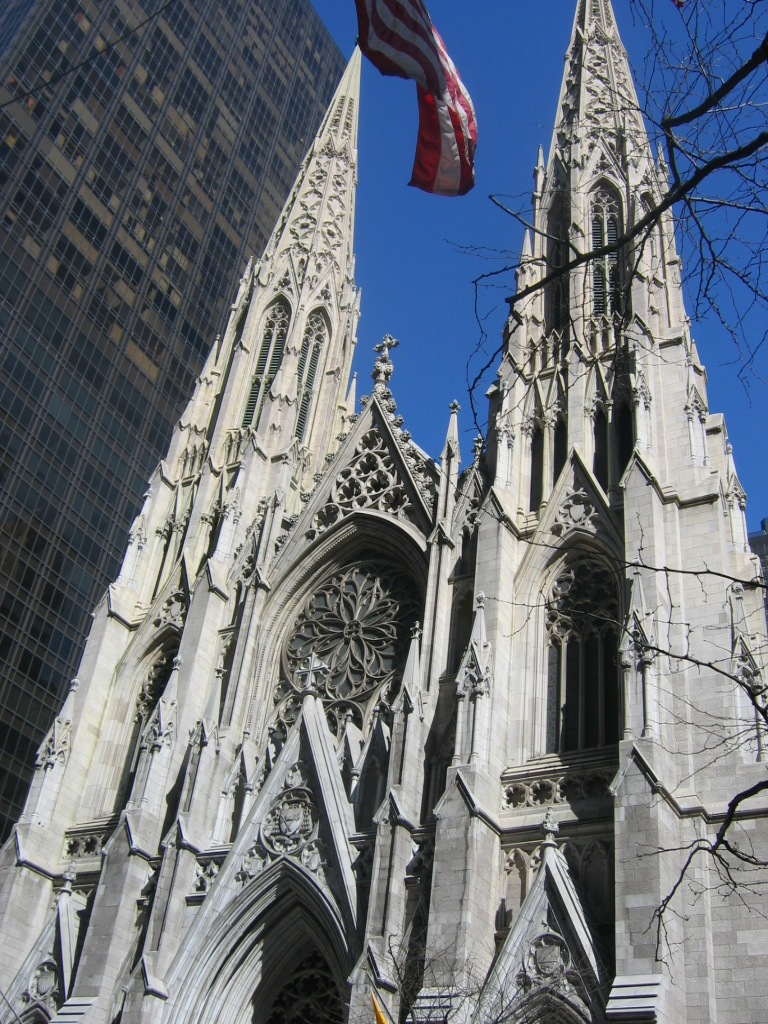
Facciata neogotica della cattedrale di San Patrizio, a New York, (1885-1888), James Renwick Jr.
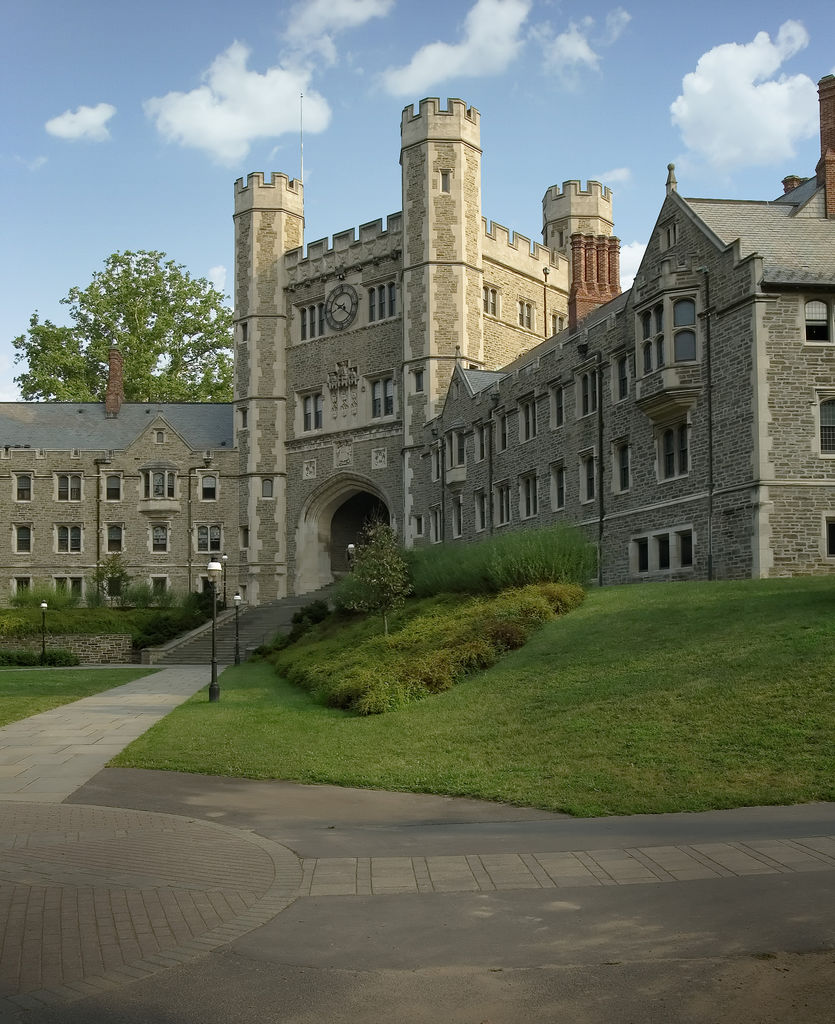
Università di Princeton, New Jersey, stile neogotico.
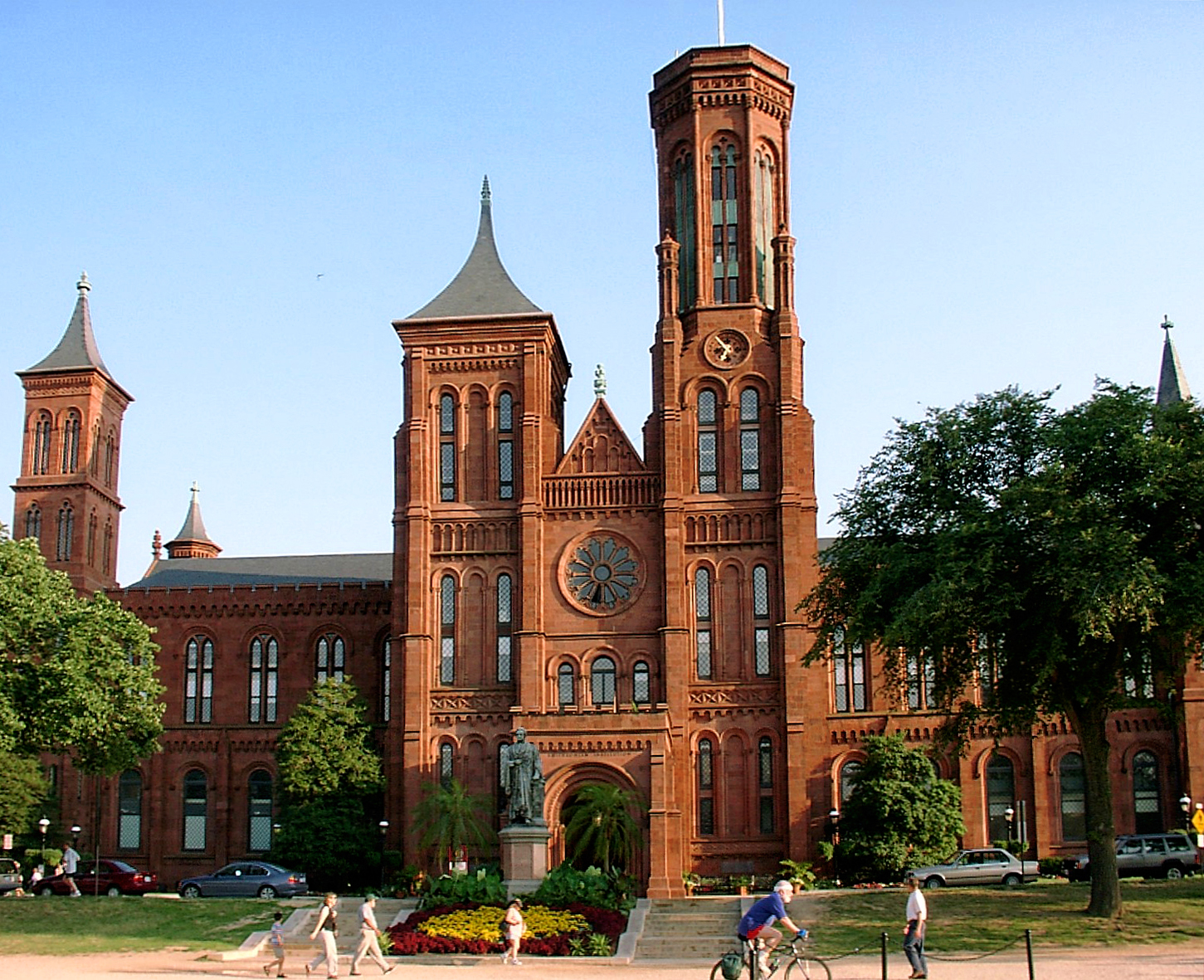
Smithsonian Institution, Washington (DC), di James Renwick Jr

L'architetto Richard Upjohn (1802-1878) si specializzò nelle chiese rurali del Nordest: la sua opera maggiore fu tuttavia la Trinity Church di New York, la cui architettura in arenaria rossa si ispirava allo stile trecentesco europeo e che oggi si trova sovrastata dai grattacieli di Manhattan.
Sempre a New York, l'architetto James Renwick Jr edificò la cattedrale di San Patrizio, ispirata dalle cattedrali di Notre-Dame di Reims e di St. Peter und Maria di Colonia. Renwick fu incaricato del progetto nel 1858, ma l'edificio venne completato nel 1888 con la costruzione delle due guglie della facciata. L'utilizzo di materiali più leggeri della pietra permise di fare a meno degli archi rampanti e dei contrafforti esterni. Lo stesso Renwick fu l'autore della sede della Smithsonian Institution di Washington, che fu tuttavia criticata per aver rotto l'armonia architettonica della capitale con un edificio eclettico, di ispirazione bizantina e romanica, realizzato in mattoni rossi.
Il successo dello stile neogotico si prolungò fino agli inizi del Novecento, in numerosi grattacieli di Chicago e New York.

### Eclettismo e influenza dell'Académie des beaux-arts. L'American Renaissance
La tendenza architettonica dell'Eclettismo si manifestò tra gli anni 1860 e la prima guerra mondiale e consisteva nell'utilizzo di elementi diversi, ripresi da differenti tradizioni e stili architettonici, distinguendosi dall'architettura neoclassica, che aveva prodotto invece edifici architettonicamente omogenei, ispirati unitariamente all'architettura greco-romana. Una peculiare manifestazione di questo fenomeno culturale, negli Stati Uniti, è quella denominata American Renaissance. Questa forma di revivalismo classicista si ispirava ai principi dell'Académie des beaux-arts francese ed è una forma di tardo neoclassicismo con connotazioni eclettiche.
A questo contribuirono diversi artisti ed architetti statunitensi, che si erano formati presso l'École nationale supérieure des beaux-arts di Parigi. Gli edifici si caratterizzano per le piante simmetriche, la grande dimensione degli spazi, la monumentalità, la ricchezza decorativa.
L'edificio più rappresentativo di questa corrente è la Biblioteca del Congresso a Washington.

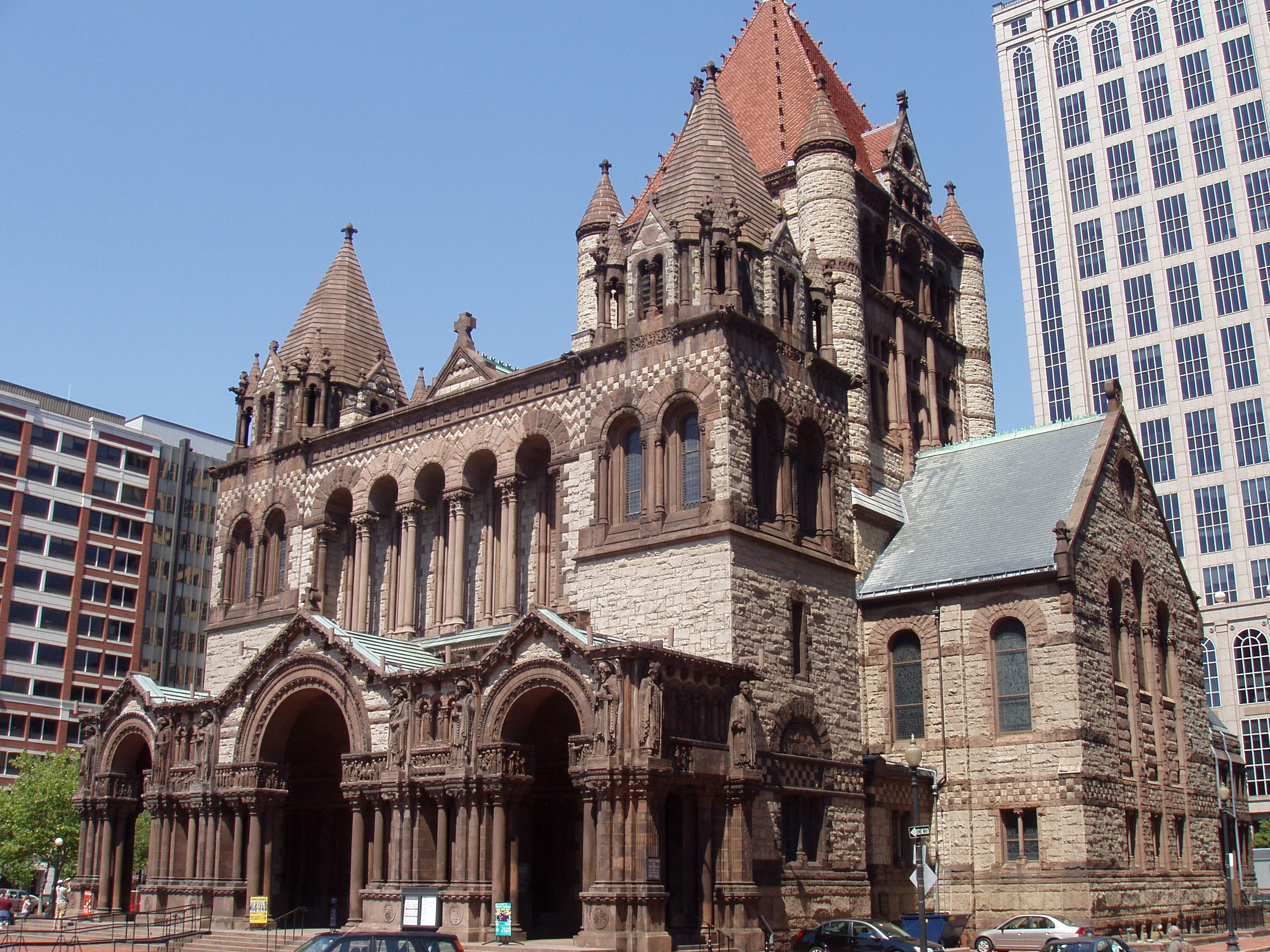
Trinity Church aBoston (Massachusetts), di Henry Hobson Richardson, 1872-1877
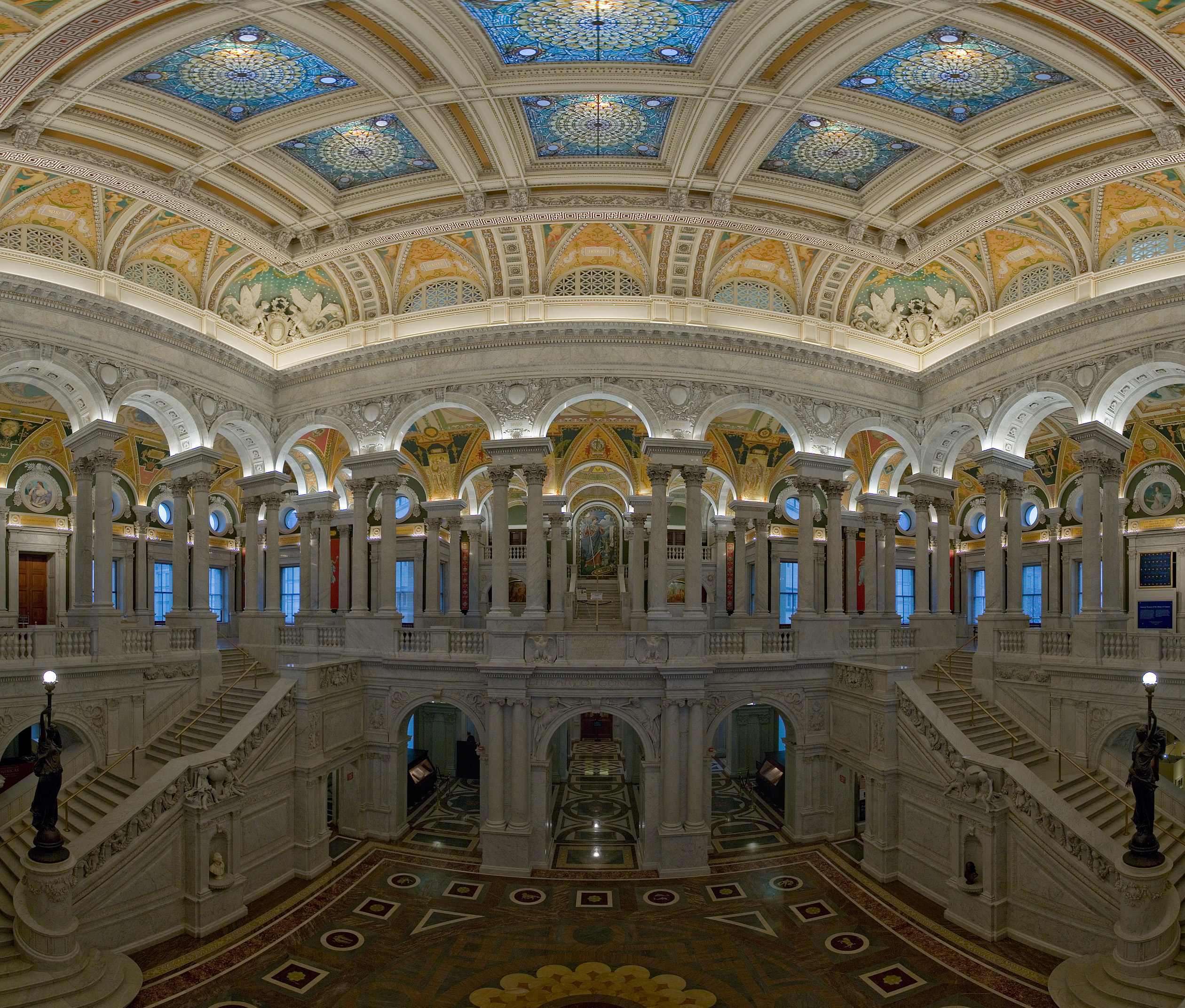
La hall della Biblioteca del Congresso, del Thomas Jefferson Building a Washington, (1890-1897)
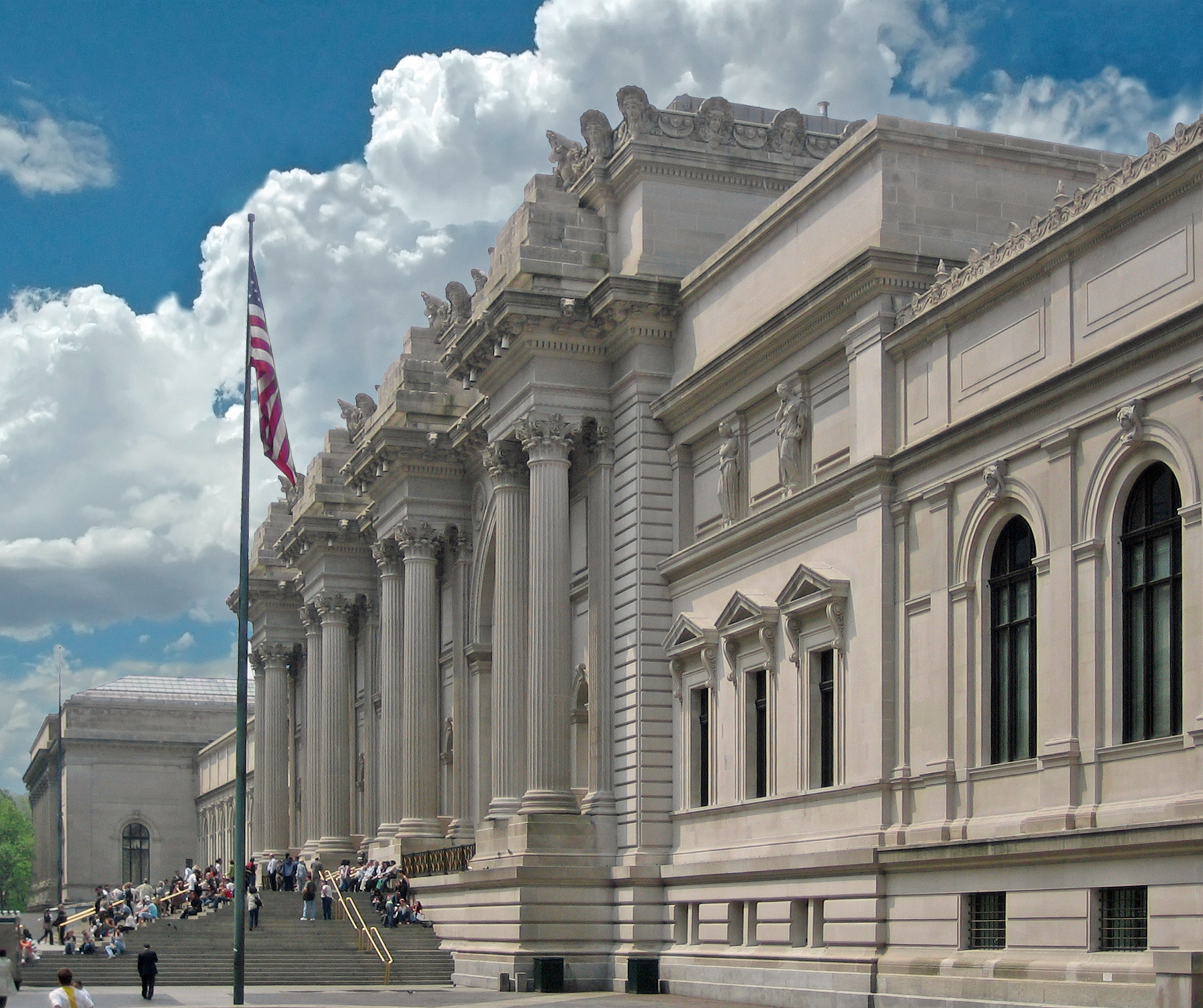
Ingresso del Metropolitan Museum of Art, a New York, di Richard Morris Hunt, 1912
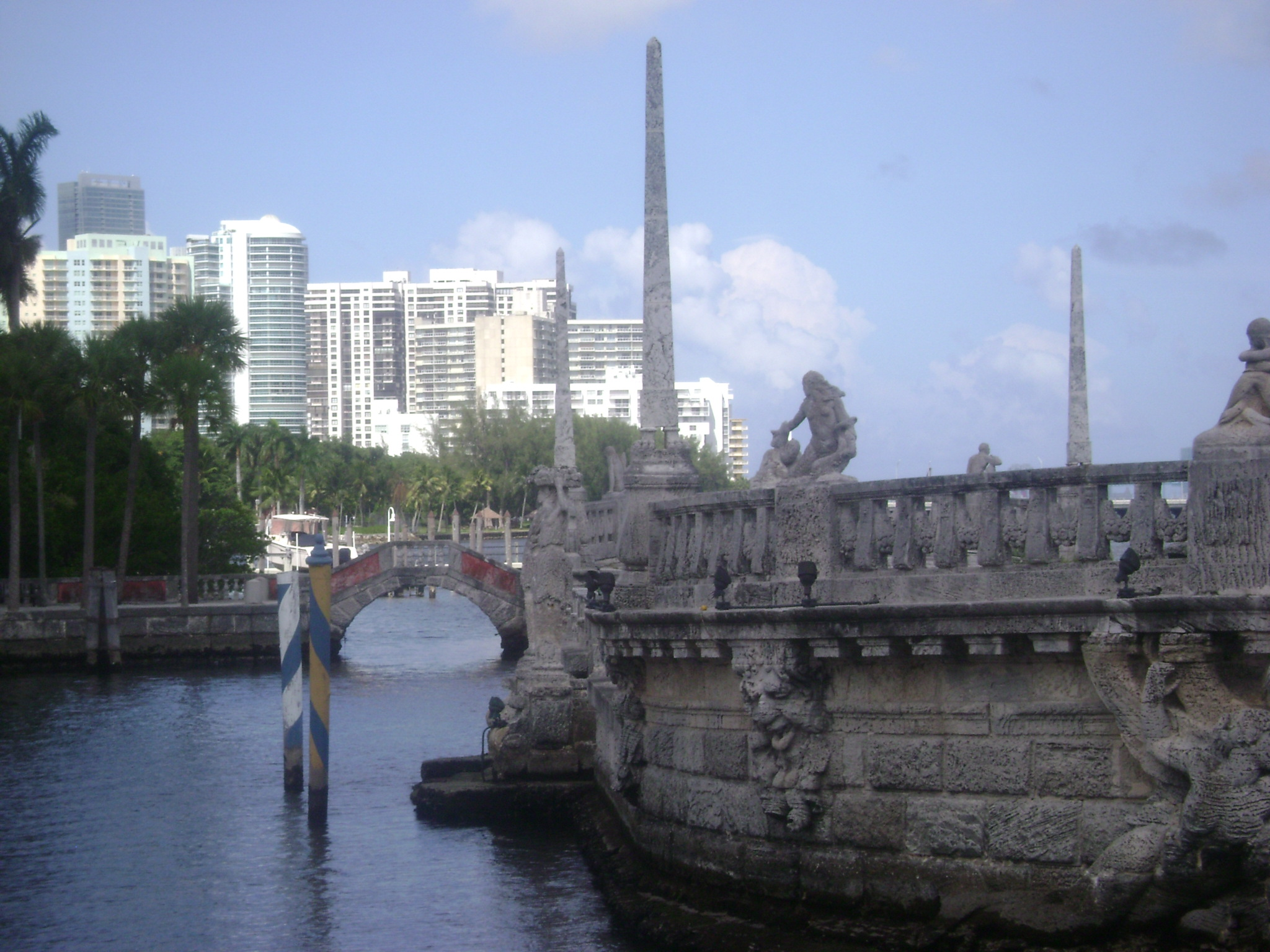
Villa Vizcaya, a Miami, Paul Chalfin e Phineas Paist, (1914-1916)

La Trinity Church di Boston, ricostruita tra il 1872, anno del grande incendio di Boston, e il 1877, è opera dell'architetto Henry Hobson Richardson, che adottò la pianta centrale, sovrapponendo più volumi per dare all'insieme un'impostazione piramidale. Utilizzò materiali come l'arenaria e il granito e realizzò vetrate con archi a tutto sesto, tipici dello stile neoromanico.
Lo stile Beaux-Arts fu in voga soprattutto a Washington e a New York (Biblioteca pubblica, campus della Università di Columbia, le sedi del Metropolitan Museum of Art, dell'American Museum of Natural History e del Brooklyn Museum).
Il Grand Central Terminal, principale stazione ferroviaria di Manhattan, completata nel 1913, nello stesso spirito, ha una facciata monumentale, ritmata da colonne e grandi arcate.

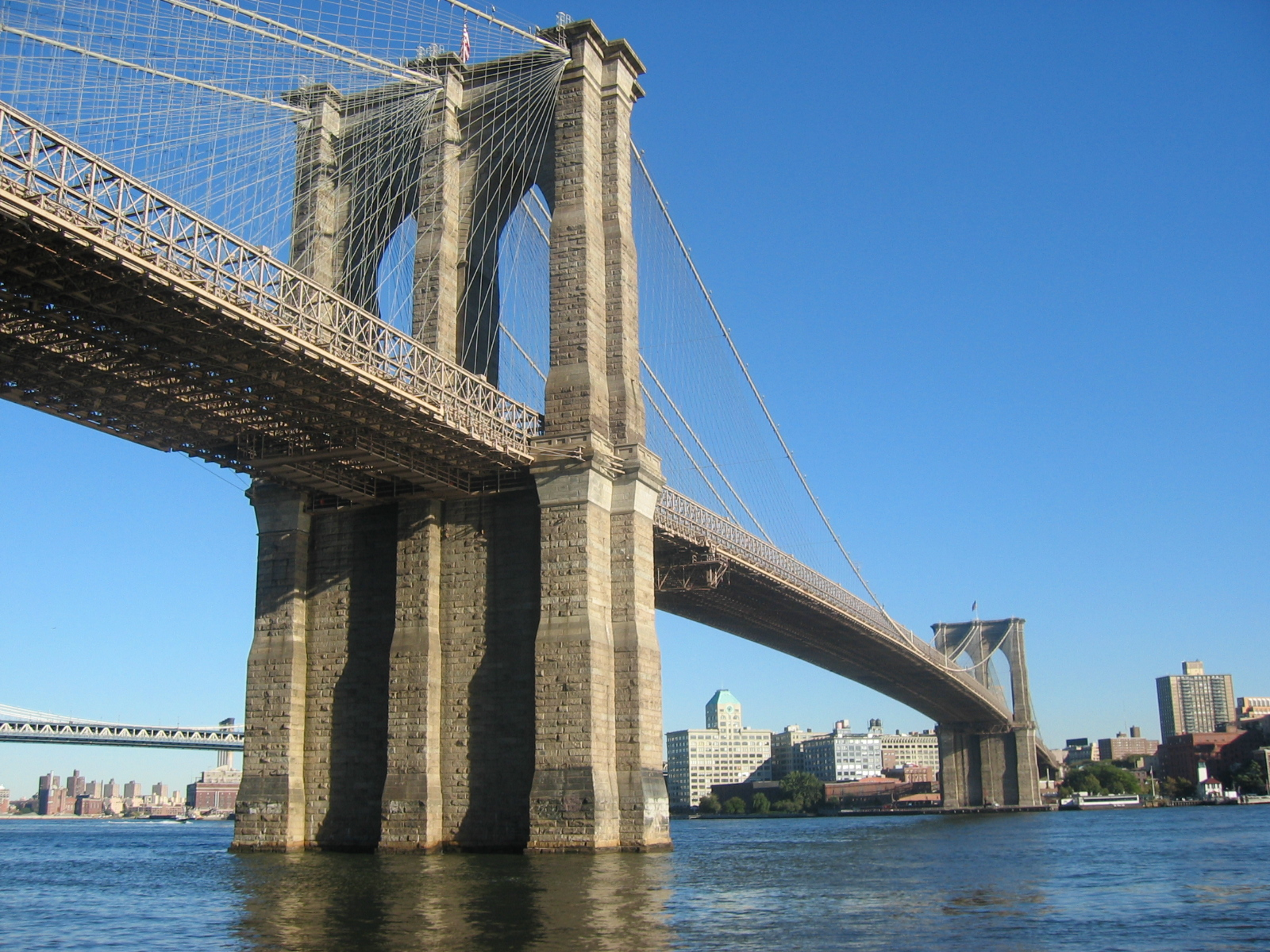
Ponte di Brooklyn

Il ponte di Brooklyn, inaugurato nel 1883 è emblematico dello stile eclettico adottato a New York. Opera di un ingegnere tedesco, John Augustus Roebling, che lo realizzò perché rappresentasse architettonicamente il progresso in marcia, fu criticato dai contemporanei (come lo fu la contemporanea torre Eiffel, anch'essa opera di un ingegnere). Gli archi ogivali dei piloni richiamano le tendenze storicistiche del neogotico, mentre i cavi in acciaio e la portata tecnica della sua realizzazione (480 m di portata e una delle costruzioni più alte della città alla fine dell'Ottocento) ne fecero un edificio decisamente moderno.
A partire dagli anni venti allo stile Beaux-Arts si iniziò a contrapporre quello dell'Art déco, nonostante le opere degli architetti Paul Philippe Cret (sede del Detroit Institute of Arts, del 1927) e Bertram Grosvenor Goodhue (Rockefeller Memorial Chapel, del 1928, Campidoglio di Lincoln, nel Nebraska, del 1919-1932). Le forme neoclassiche continuarono ad essere comunque adottate a Washington: la sede della National Gallery of Art, completata nel 1940 ad opera di John Russel Pope si ispira ancora al Pantheon di Roma.

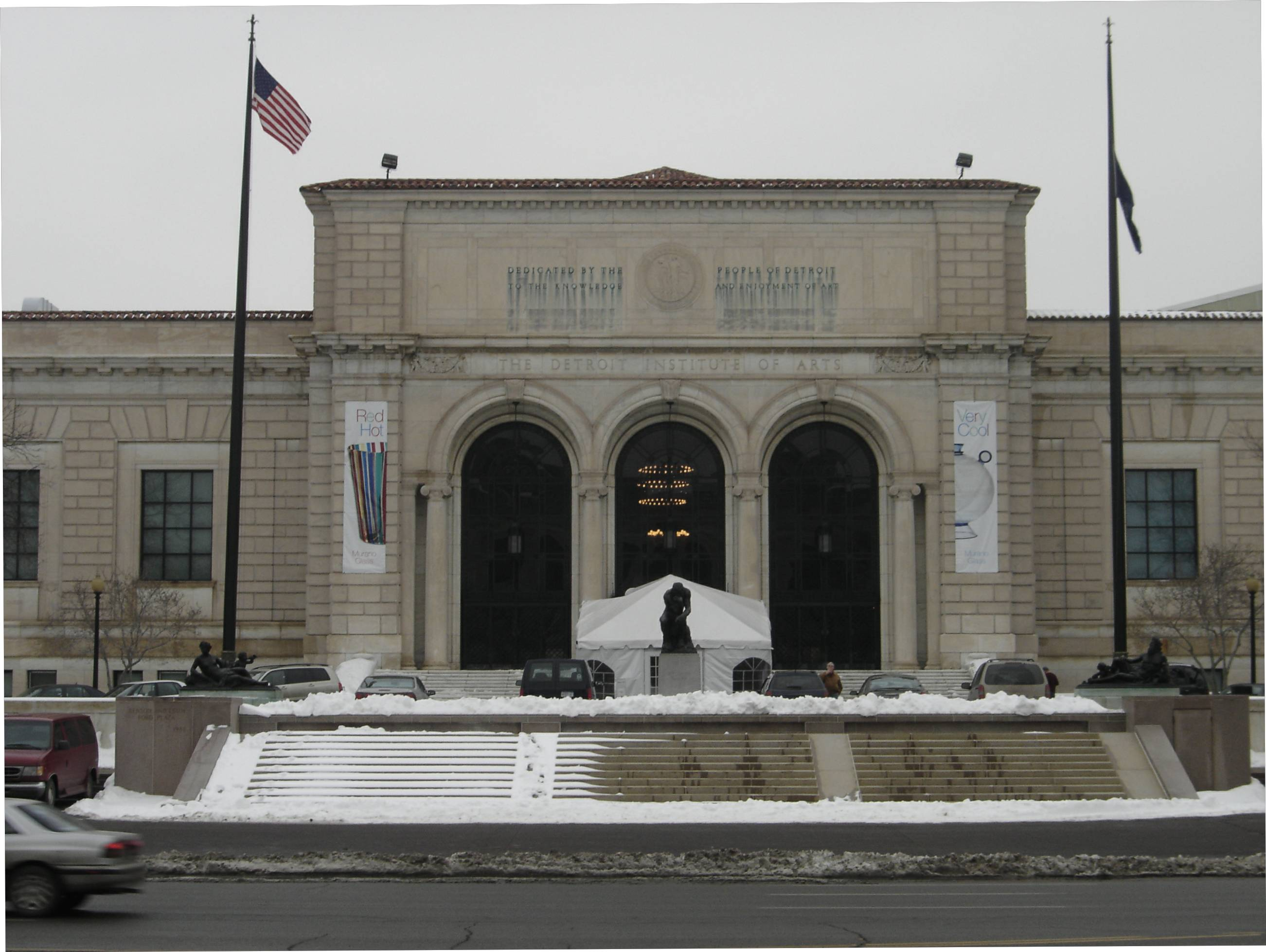
Ingresso del Detroit Institute of Arts a Detroit, Michigan, di Paul Philippe Cret, 1923-1927
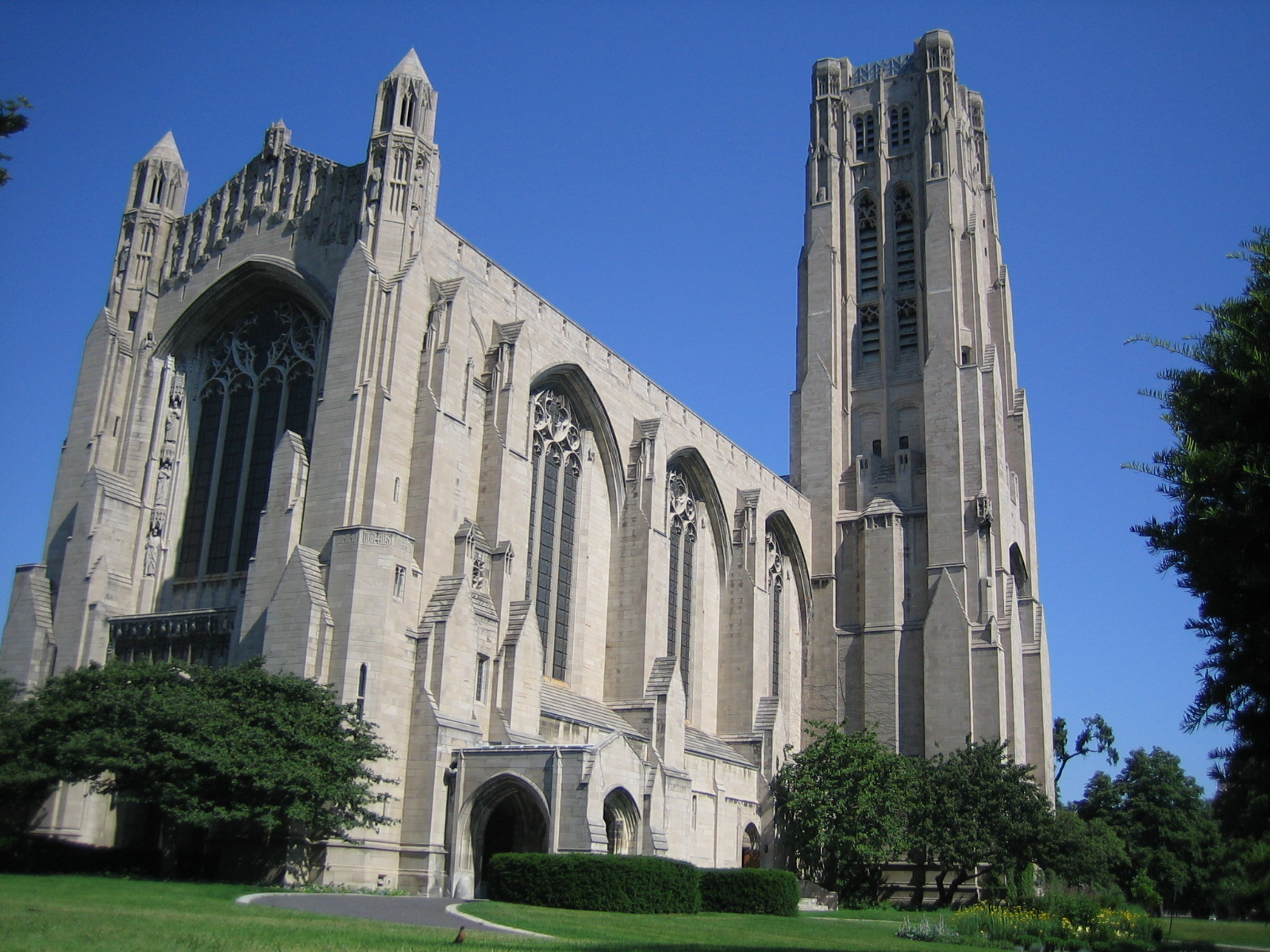
Rockfeller Memorial Chapel a Chicago, Illinois, di Bertram Grosvenor Goodhue, 1918-1924
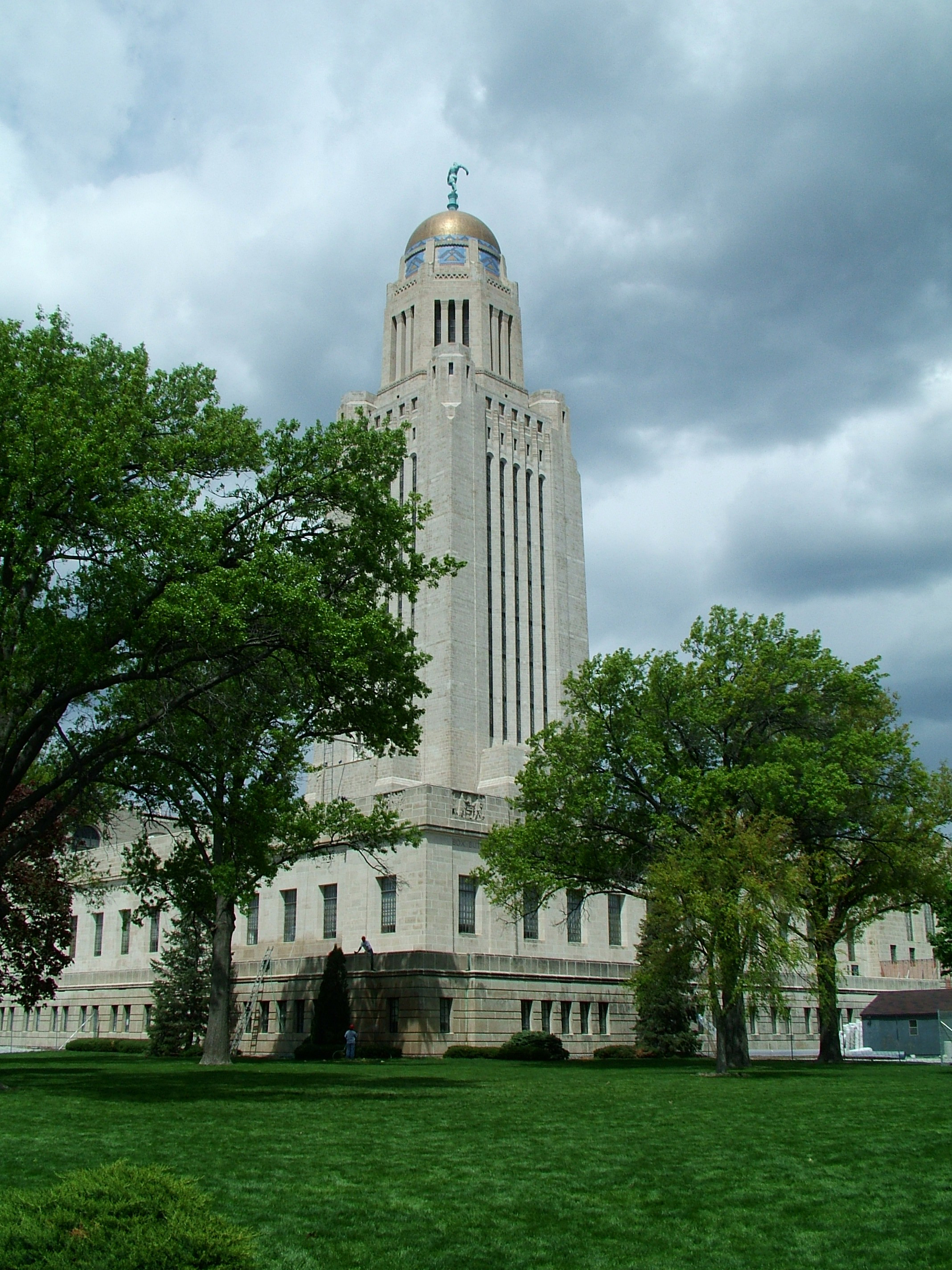
Campidoglio a Lincoln, Nebraska, di Bertram G. Goodhue, 1919-1932
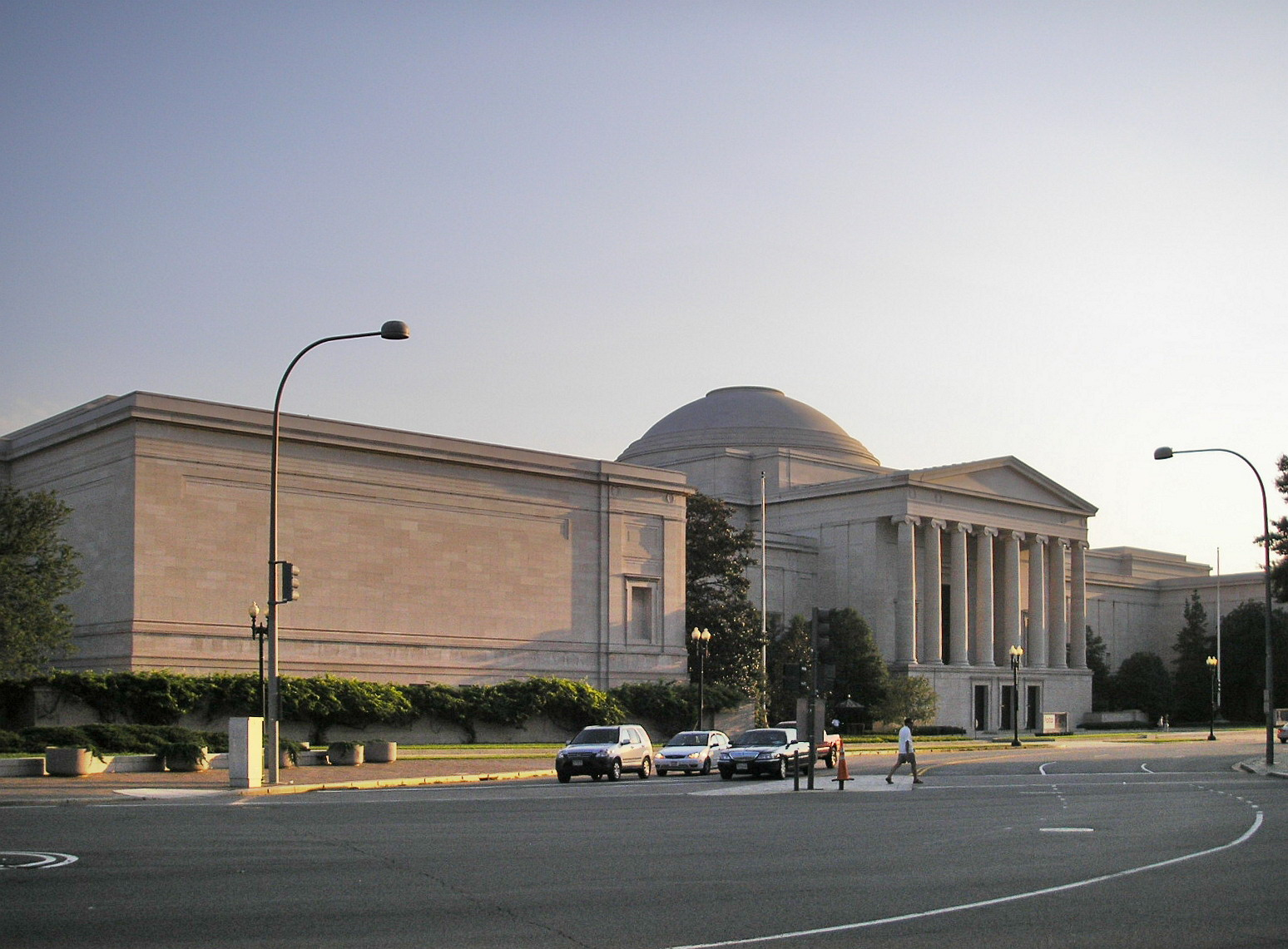
National Gallery of Art, a Washington DC, di John Russell Pope, 1937-1941

## Architettura domestica

### Residenze aristocratiche
Sulla costa orientale i ricchi proprietari delle piantagioni commissionarono a partire dal Settecento residenze sontuose e confortevoli, che imitavano le dimore dell'aristocrazia inglese.
La diffusione dei trattati di architettura presso l'aristocrazia coloniale favorì la diffusione dello stile georgiano anche per le residenze private.

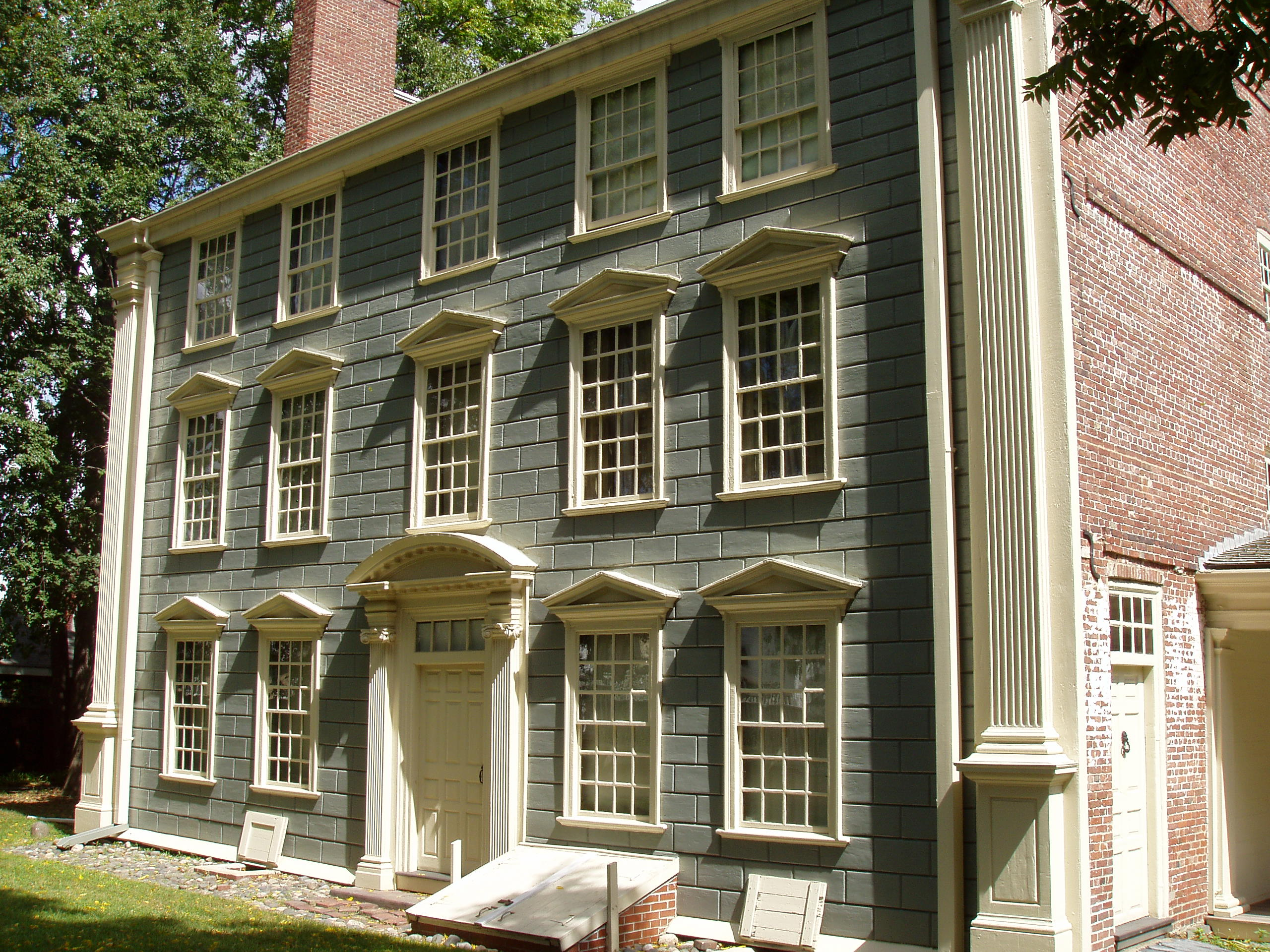
Isaac Royall House, lato ovest (retro), a Medford (Massachusetts), 1733-1737
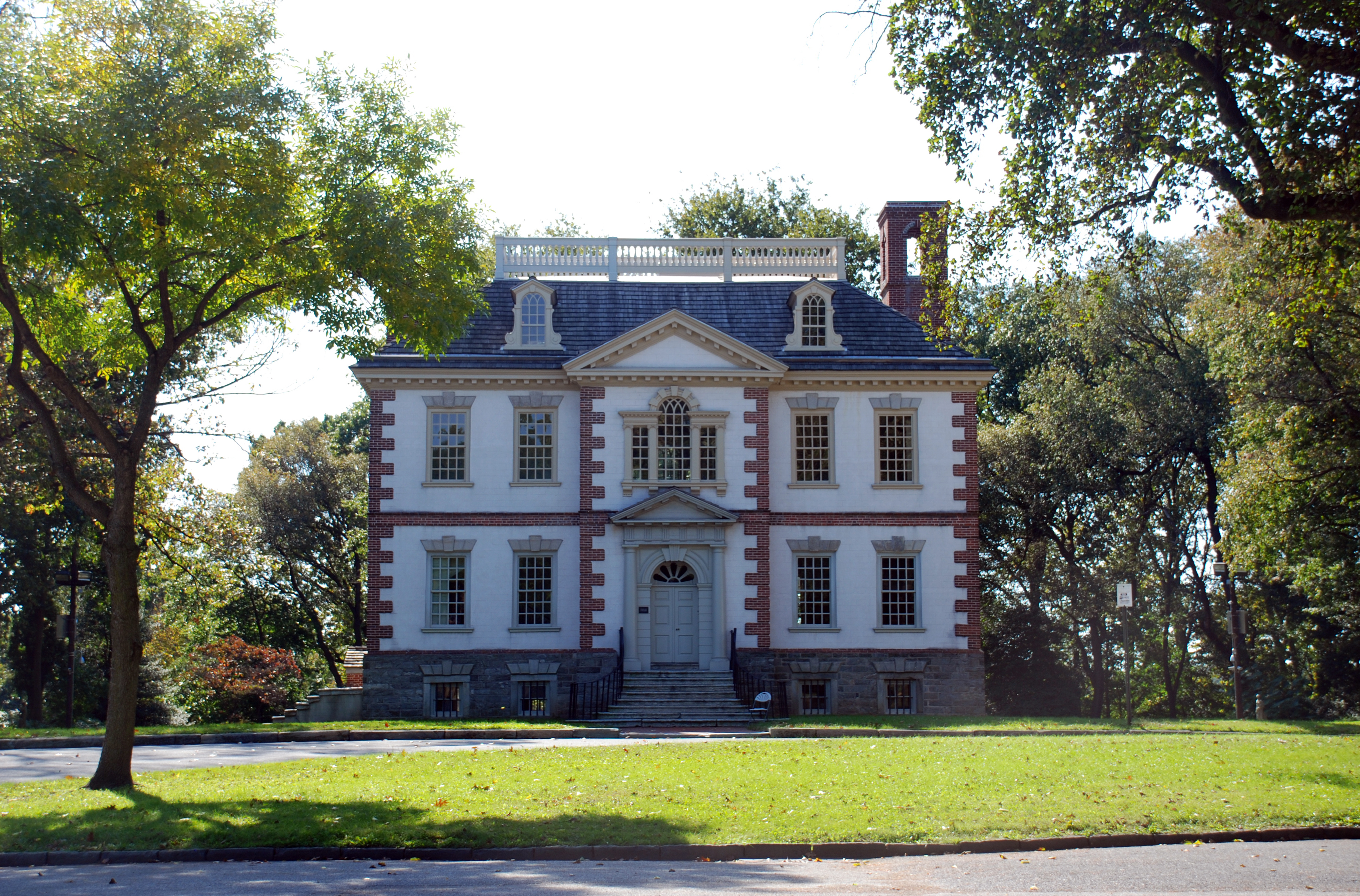
Mount Pleasant, abitazione di John R. McPherson, presso Filadelfia, Pennsylvania, 1761-1762
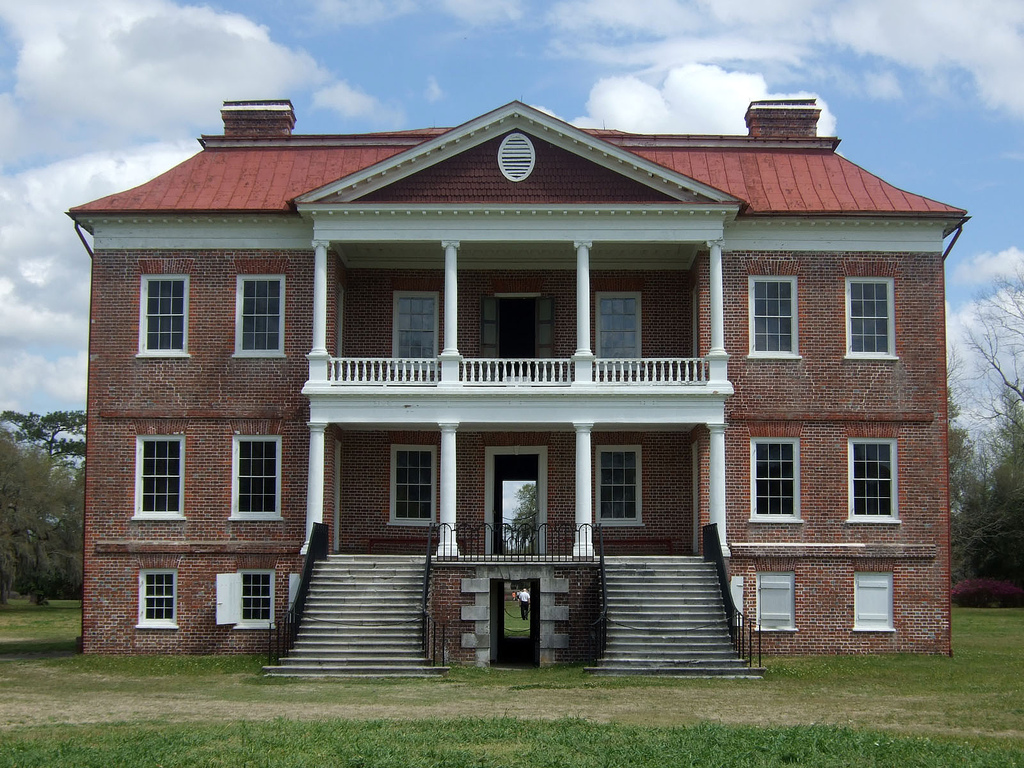
Drayton Hall, presso Charleston (Carolina del Sud), 1738-1742

La Isaac Royal House fu costruita a Medford (Massachusetts), tra il 1733 e il 1737, dal mercante di schiavi di Antigua Isaac Royall, e ingrandita tra il 1747 e il 1750 dal figlio Isaac Royall Jr., che vi aggiunse la facciata ovest con finestre timpanate e pilastri dorici agli angoli, oltre a ridecorare gli interni con pannelli in legno di stile georgiano.
Nel 1761-1762 John R. McPherson fece costruire a Mount Pleasant (Filadelfia) una residenza a pianta rigorosamente simmetrica, con ingresso dotato di un frontone sorretto da colonne doriche e con tetto incorniciato da balaustre, nello stile neoclassico allora in voga in Europa.
Una dimora in stile palladiano fu la Drayton Hall, costruita dal governatore della colonia della Carolina del Sud, John Drayton tra il 1738 e il 1742, presso Charleston (Carolina del Sud).

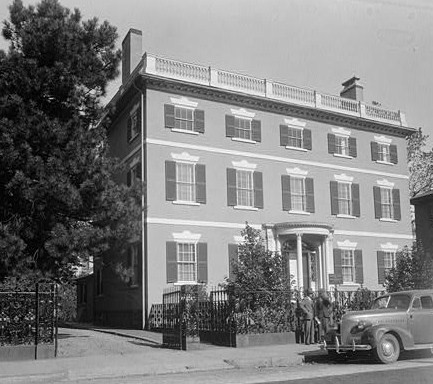
Casa Gardner-Pingree a Salem, Massachusetts, di Samuel McIntire, 1805, in una foto del 1940
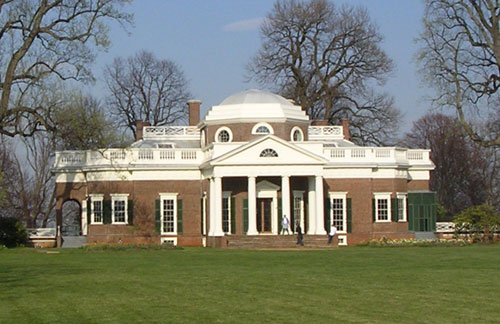
Residenza di Thomas Jefferson a Monticello, presso Charlottesville, Virginia, facciata
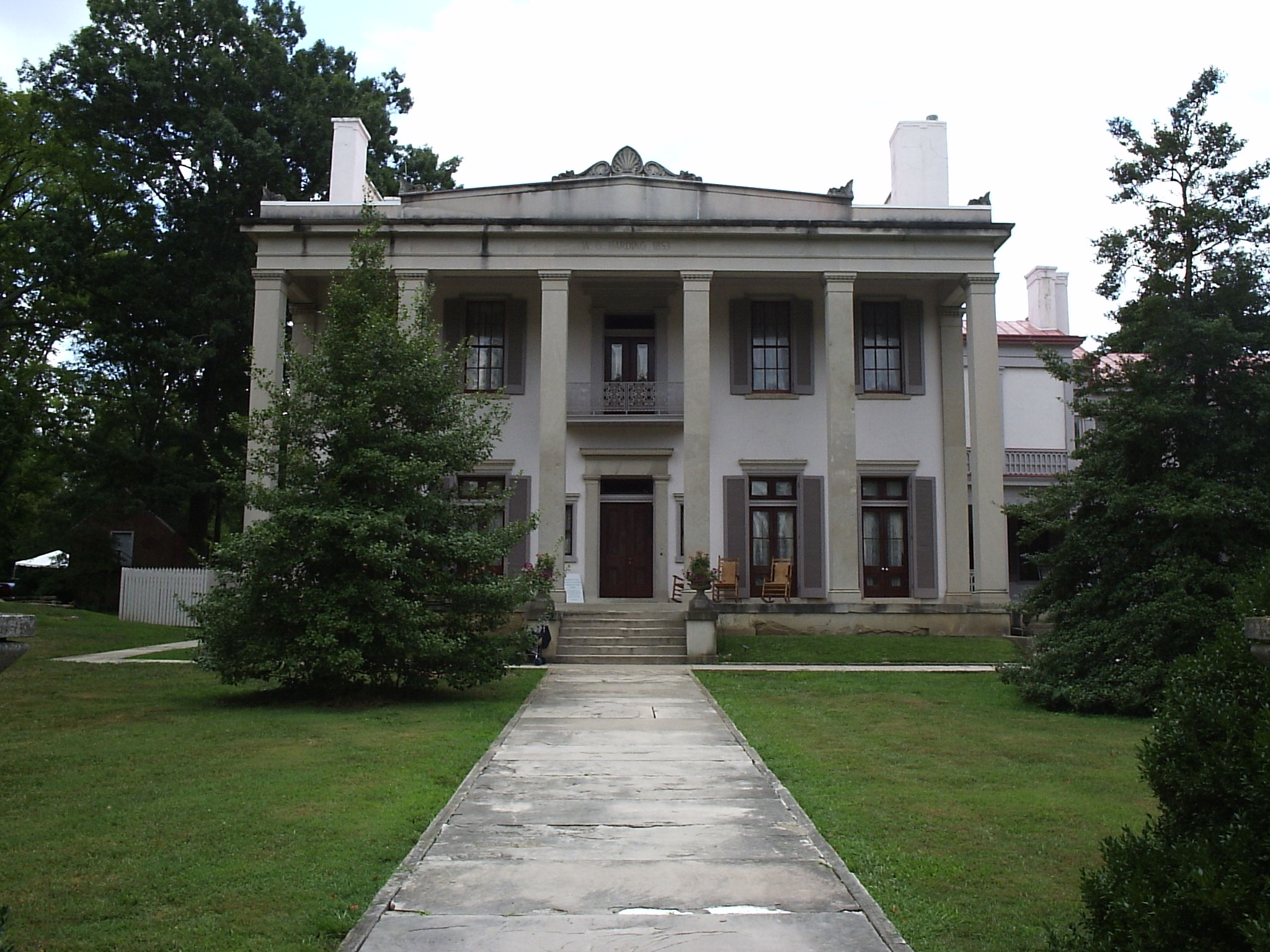
Residenza della piantagione di Belle Meade, presso Nashville (Tennessee), 1853
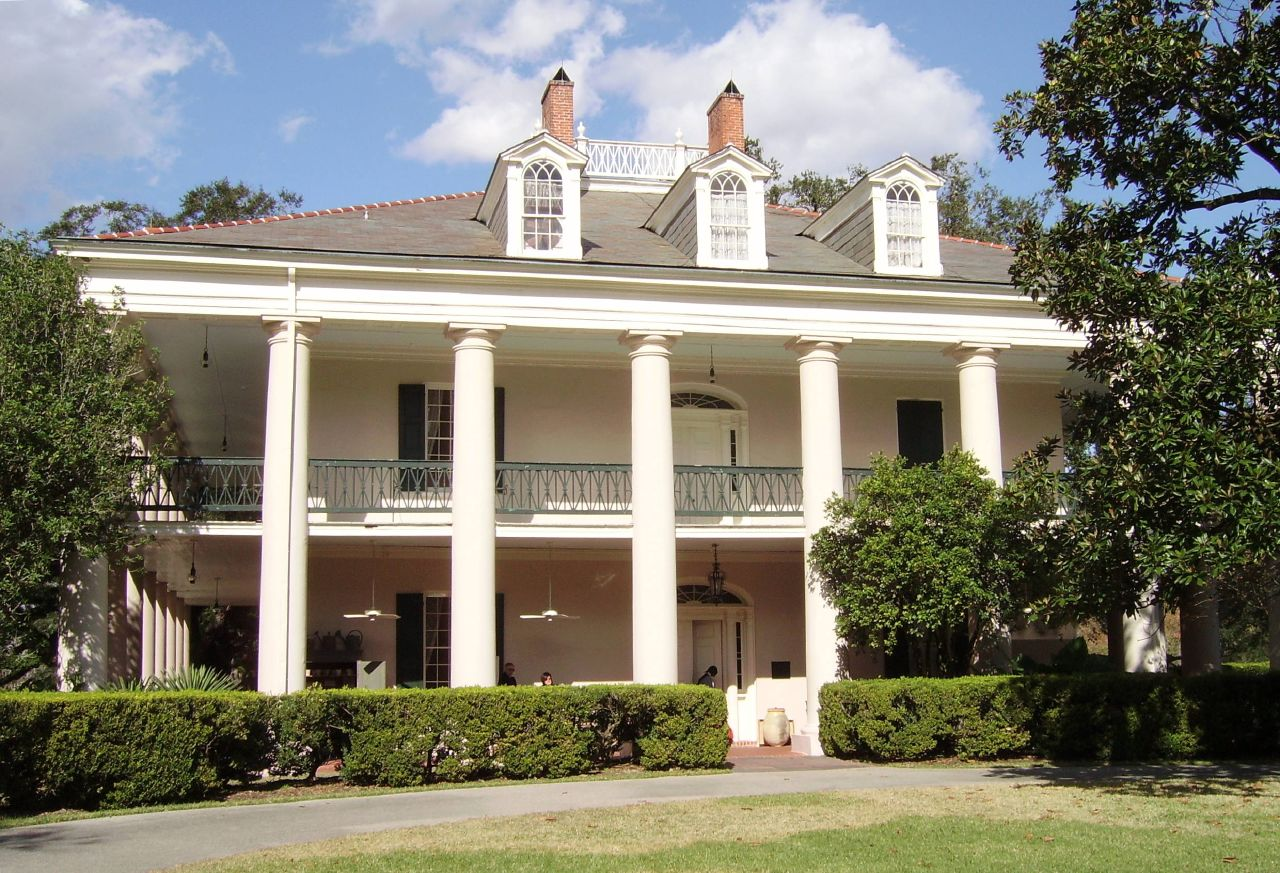
Residenza della piantagione di Oak Alley, presso la località di Vacherie (parrocchia di Saint James, tra New Orleans e Baton Rouge, in Louisiana), 1841

Nel corso degli anni 1780 il nuovo stile federale si staccò progressivamente dallo stile georgiano, dando origine ad uno stile propriamente americano: le dimore si allontanarono dalla pianta rigorosamente rettangolare, adottando linee curve e dettagli decorativi come ghirlande o urne. Alcune aperture sono di forma ellissoide e una o più stanze ebbero pianta ovale o circolare.
Nel 1805 a Salem l'architetto Samuel McIntire progettò la casa Gardiner-Pingree, residenza di John Gardiner-Pingree: l'edificio era caratterizzato da tetti a debole pendenza, balaustre e uso del mattone e fu ripreso l'uso palladiano di sottolineare gli ingressi con portici colonnati semicircolari.
Thomas Jefferson elaborò la pianta della propria residenza privata a Monticello, presso Charlottesville, in Virginia. Si tratta di un edificio in stile palladiano, che ricorda il palazzo di Salm a Parigi, visto probabilmente da Jefferson quando si recò come ambasciatore in Francia. La costruzione riprende elementi dell'architettura classica, come il porticato dorico a quattro colonne come ingresso e la cupola centrale.
Nel sud le residenze delle piantagioni furono decorate talvolta da frontoni neogreci e da colonne. La residenza della piantagione di Belle Meade, presso Nashville (Tennessee), costruita nel 1853, presenta una struttura simmetrica e dispone di un portico colonnato e di strette finestre.
In altri esempi, l'architettura domestica nel Sud del paese seppe emanciparsi dal modello classico, con l'introduzione di un balcone a metà altezza sulla facciata e l'eliminazione del frontone sul portico di entrata, come nella piantagione di Oak Alley, presso la località di Vacherie nella parrocchia di Saint James, tra New Orleans e Baton Rouge, in Louisiana, completata nel 1841.

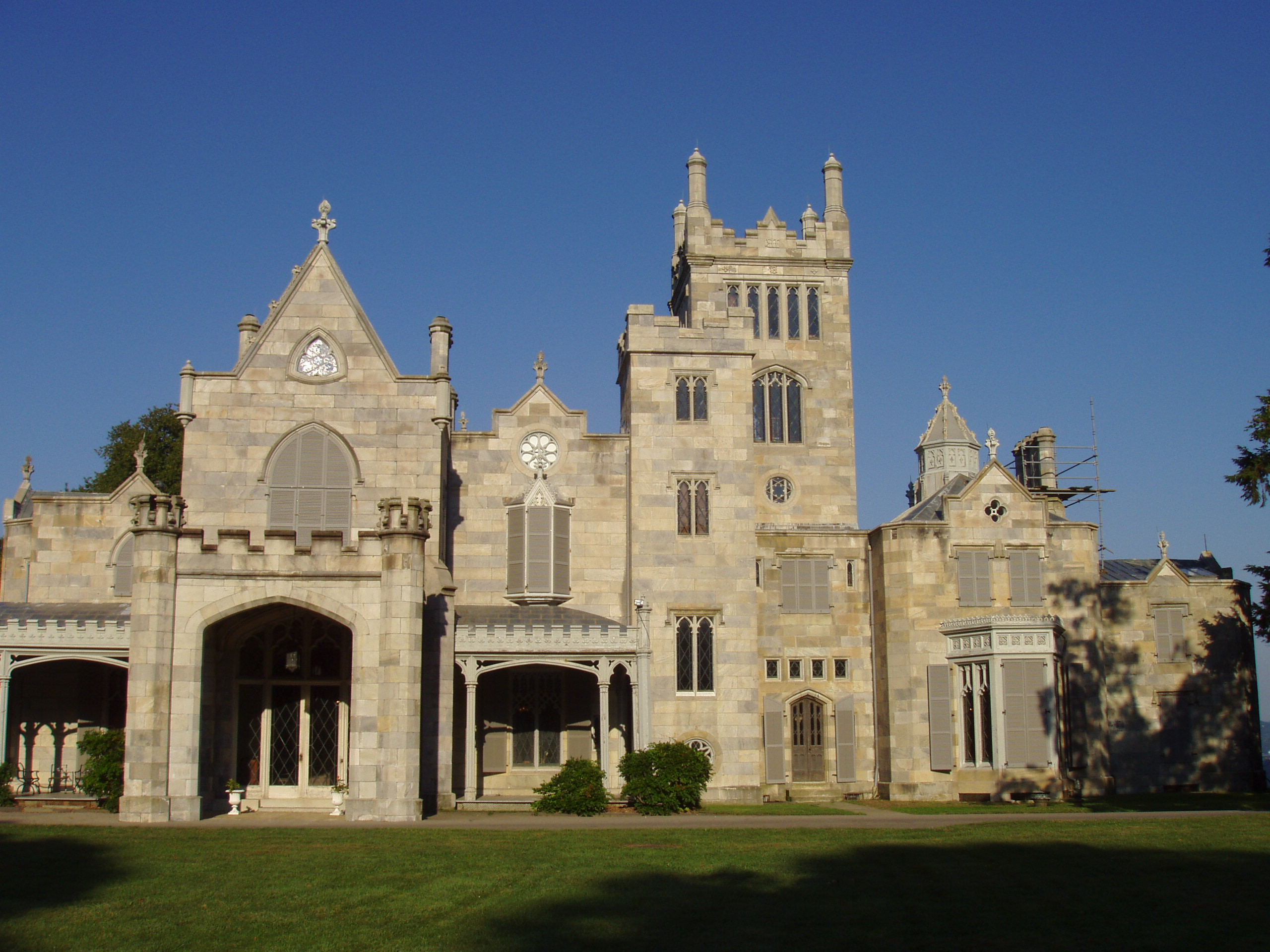
Facciata principale di Lyndhurst, residenza di George Merritt a Tarrytown, nella contea di Westchester (New York), di Alexander Jackson Davis, 1838
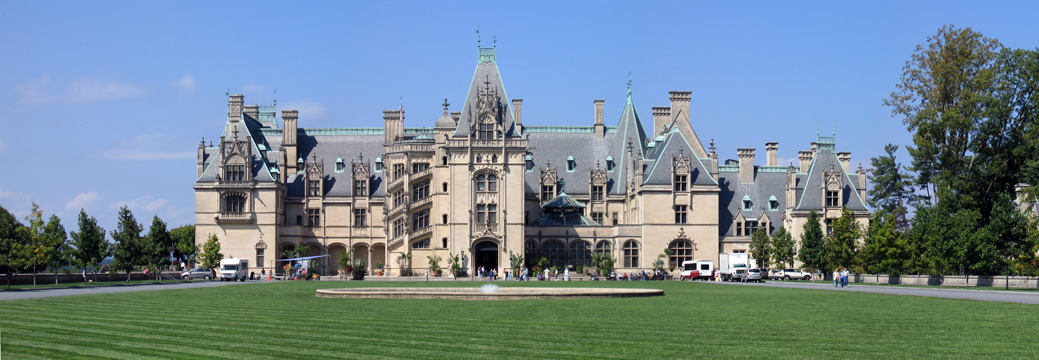
Biltimore Estate, residenza dei Vanderbilt presso Asheville (Carolina del Nord), di Richard Morris Hunt, 1889-1895

In seguito le grandi famiglie della costa orientale si fecero costruire immense residenze e ville in stile neogotico, agli antipodi del neoclassicismo, prendendo modello dalla casa inglese di sir Horace Walpole a Strawberry Hill.
L'architetto Alexander Jackson Davis progettò una serie di ville nella vallata del fiume Hudson, decorate con dettagli fantastici di ispirazione medievale: per Lyndhurst, la residenza di George Merritt a Tarrytown, nella contea di Westchester, nello stato di New York, disegnò nel 1838 un edificio dalla pianta complessa, con grandi aperture che richiamano le vetrate delle chiese.
Nella seconda metà del XIX secolo gli architetti Richard Morris Hunt, Henry Hobson Richardson e Frank Furness lavorarono spesso per ricche famiglie, come i Vanderbilt, edificando le loro residenze in stile neoromanico o neorinascimentale: i magnati dell'industria o dei trasporti investivano nelle loro dimore e commissionavano edifici che riprendessero elementi dai palazzi europei. Il Biltimore Estate, commissionato a Richard Morris Hunt dai Vanderbilt e costruito tra il 1888 e il 1895, fu la più grande residenza privata degli Stati Uniti, ispirata dal castello di Blois.
Agli inizi del XX secolo si svilupparono i primi grandi studi di architetti, come McKim, Mead and White, che si dedicarono ad esprimere in architettura il prestigio delle grandi famiglie attraverso lo stile Beaux-Arts.

### Case di abitazione
Il popolamento del West modificò i bisogni dell'architettura: negli anni 1840 e 1850, i pionieri costruivano abitazioni in legno, con la tecnica a ossatura incrociata, detta balloon frame, che consentiva la realizzazione di costruzioni in modo particolarmente rapido, anche grazie all'utilizzo di tavole e chiodi prodotti in serie e con misure standardizzate. La tecnica incoraggiava il rapido sviluppo dei nuovi centri e permetteva una grande mobilità, ma le abitazioni non offrivano buone condizioni sanitarie e bruciavano rapidamente in caso di incendio. L'interno era rivestito con intonaco o con legno.

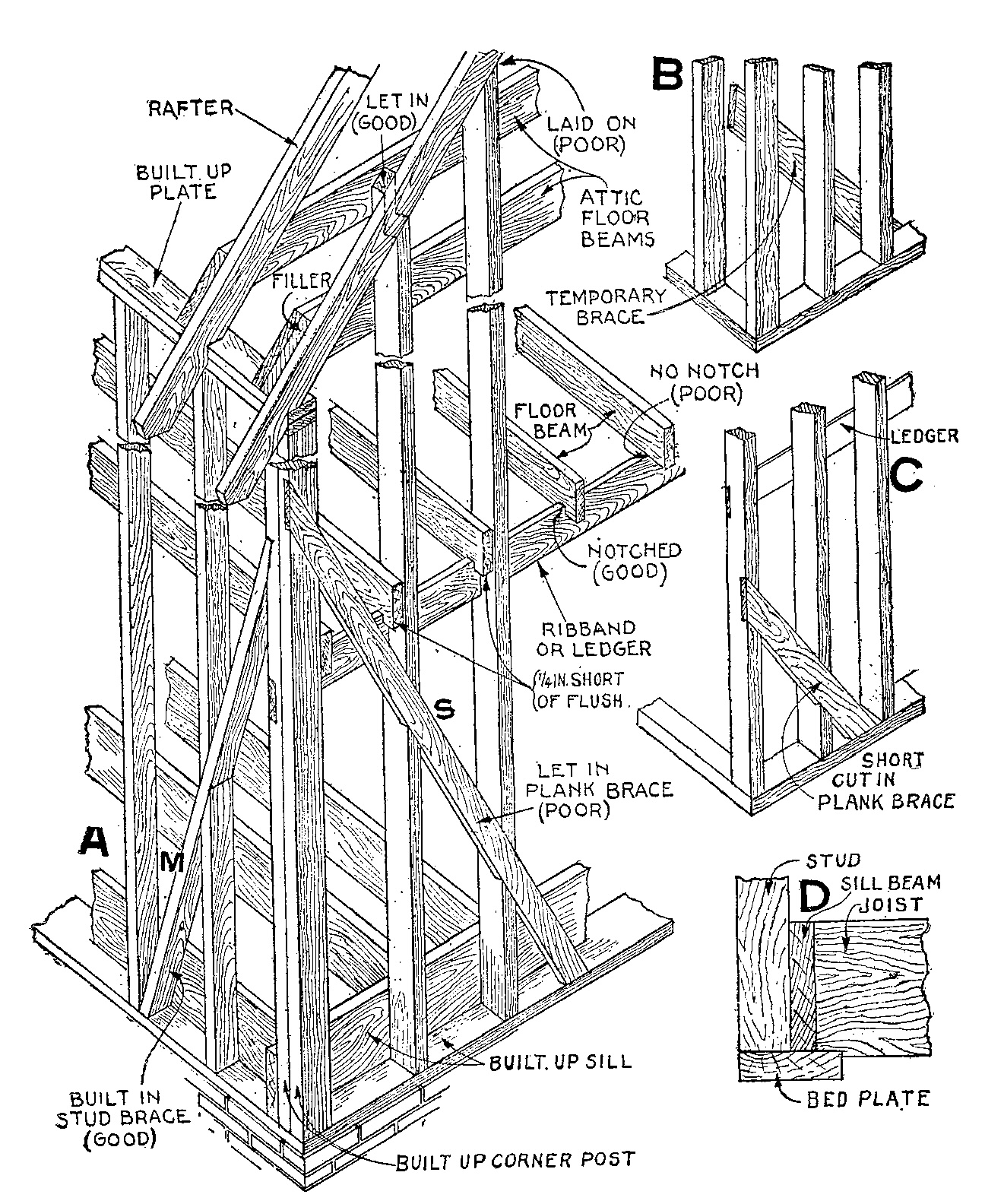
Schema della struttura in legno di un edificio in "balloon frame" (da Theo Audel, Audel's Carpenter's and Builder's Guide, 1923)
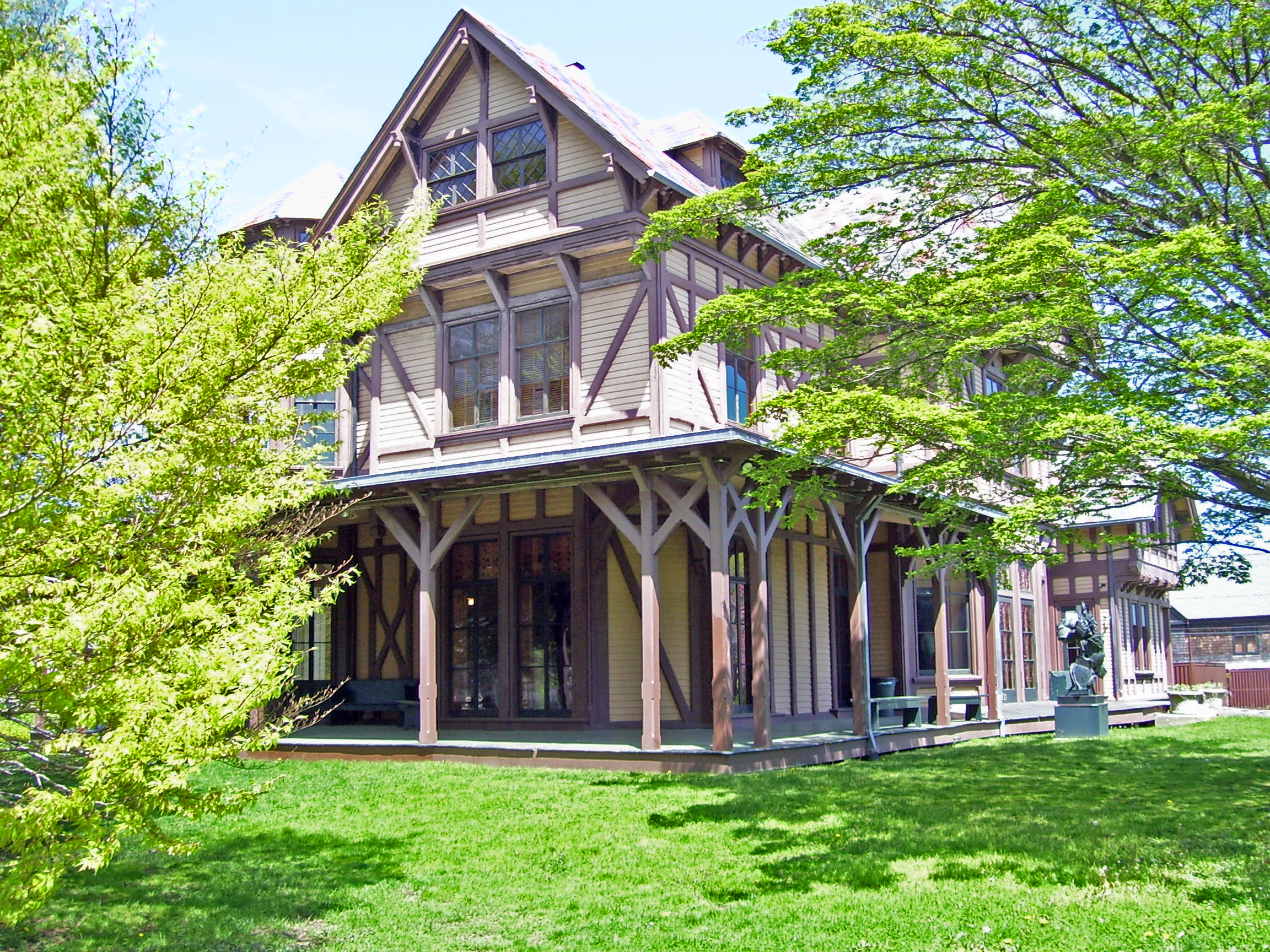
Griswold House a Newport (Rhode Island), di Richard Morris Hunt, 1862
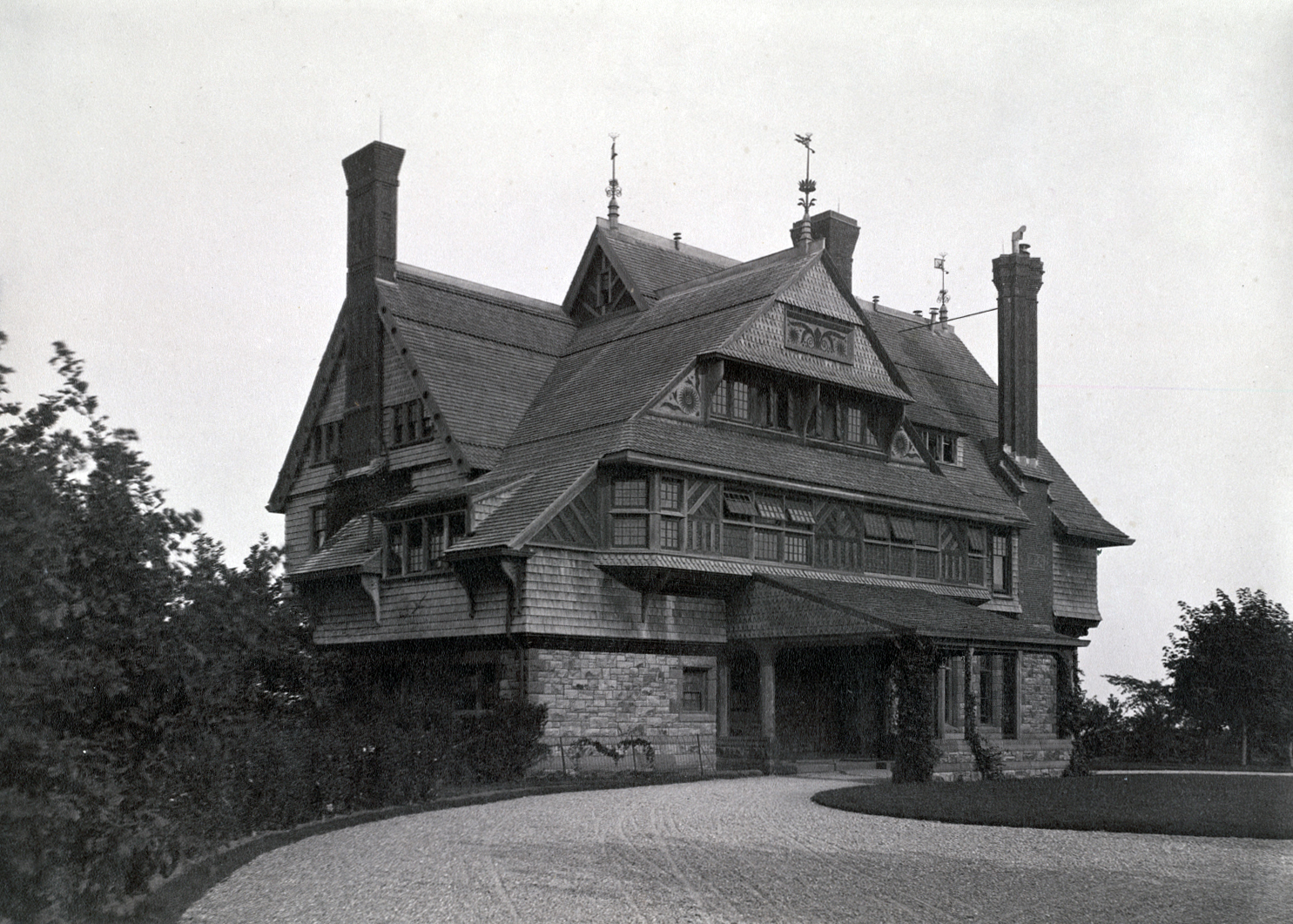
Vista prima delle alterazioni del 1879 della Watts-Sherman House, a Newport (Rhode Isand), di Henry Hobson Richardson, 1875-1876
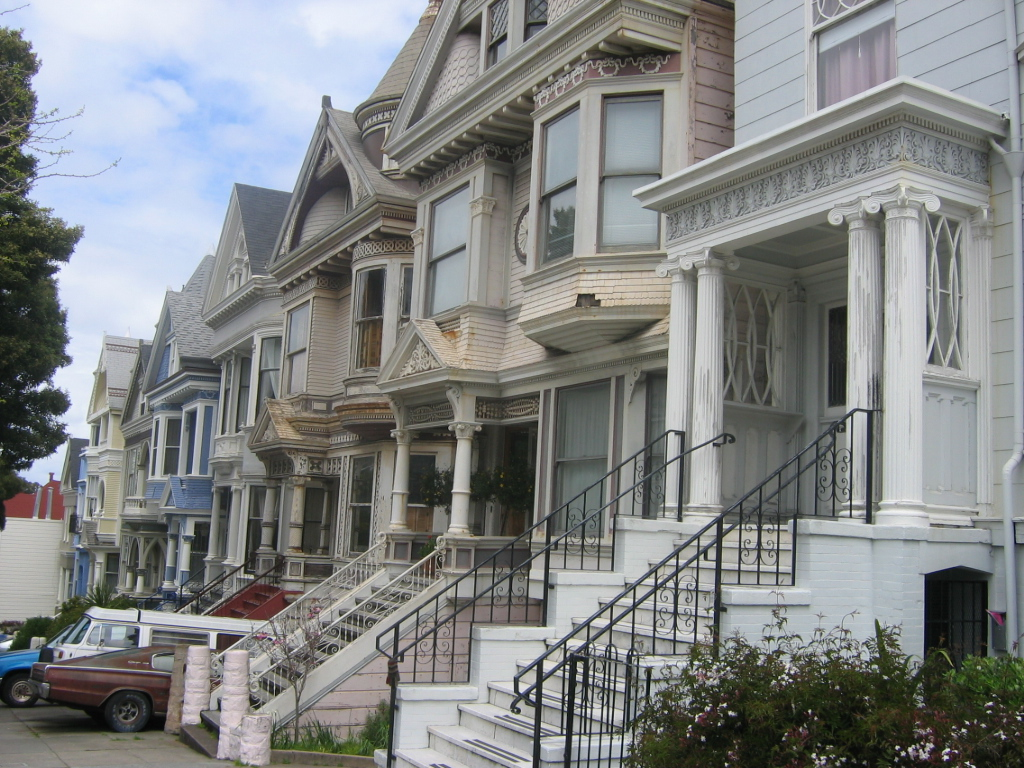
Case vittoriane a Haight-Ashbury (San Francisco (California), fine del XIX secolo
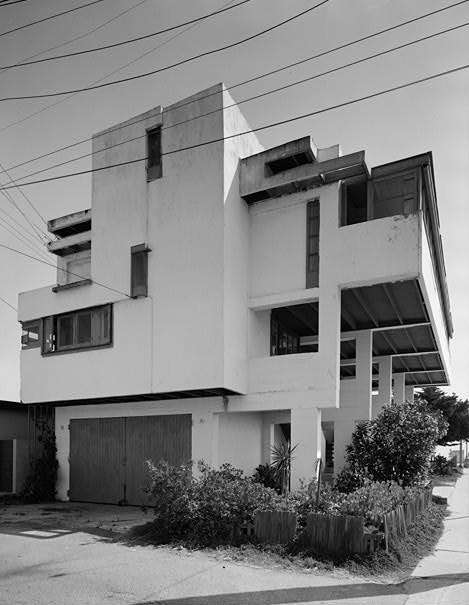
Lovell Beach House a Newport Beach (California), di Rudolf Michael Schindler, 1922-1926
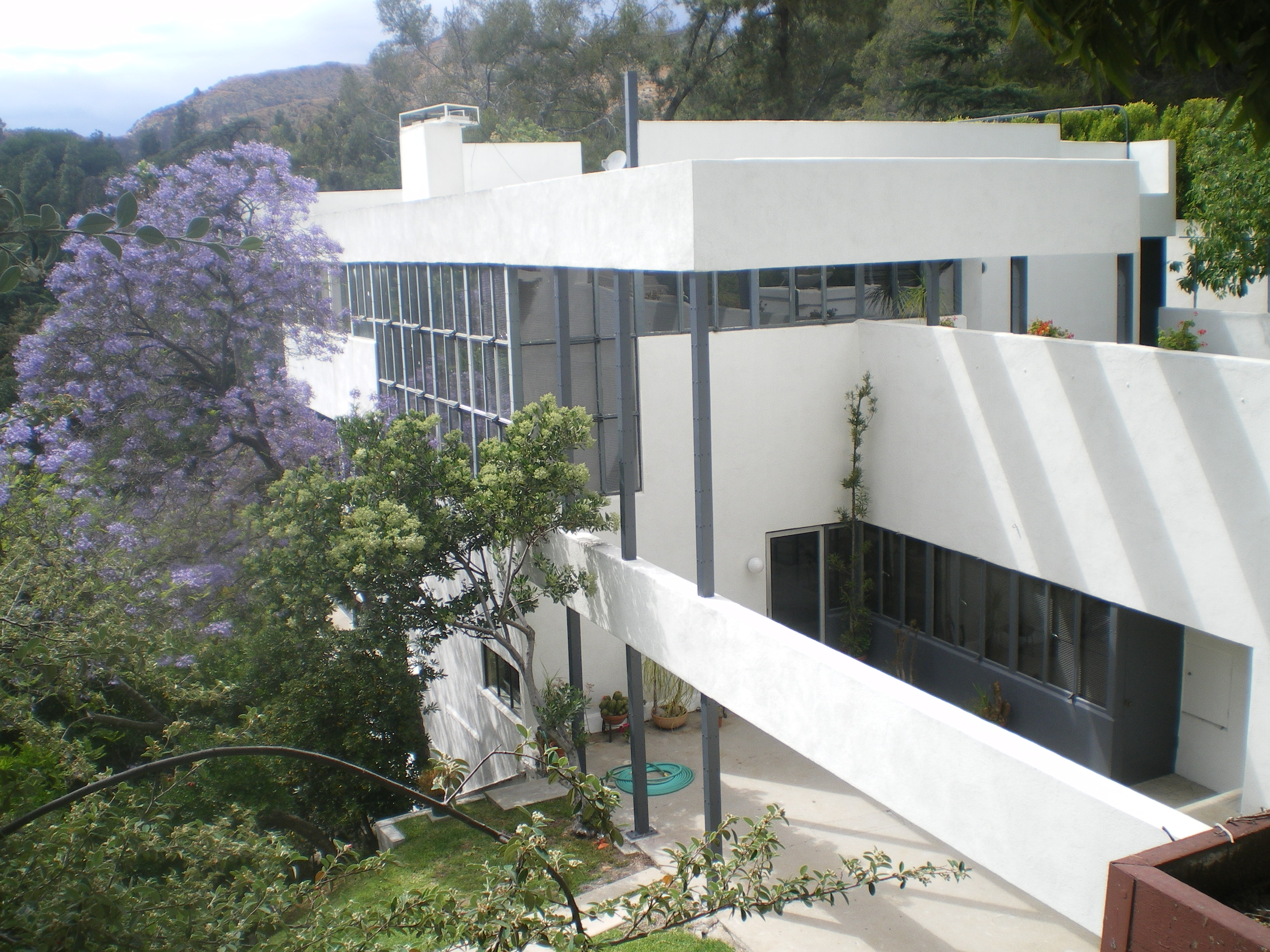
Lovell Health House a Los Angeles (California), di Richard Neutra, 1927-1929

Il vittoriano Stick Style (1860-1890) si distinse per strutture con graticciate (clayonnage) di bacchette di legno e tetti alti con spioventi accentuati. La pianta era asimmetrica e lo spazio interno si apriva su diverse verande. All'esterno erano presenti elementi ornamentali, come mensole sovradimensionate e riccamente decorate, ma si ricercava soprattutto la comodità. Tra gli edifici in questo stile la Griswold House, costruita dall'architetto Richard Morris Hunt nel 1862 a Newport (Rhode Island).
Il metodo fu progressivamente abbandonato dopo il 1873 (inizio della Grande depressione) e fu sostituito dallo Shingle Style caratterizzato dalla semplicità e dalla ricerca di comodità.
La Watts-Sherman House fu costruita dall'architetto Henry Hobson Richardson nel 1874-1875, sempre a Newport, lasciando a vista la struttura in legno.
Sulla costa occidentale, il quartiere di Haight-Ashbury a San Francisco (California) ebbe case costruite nel periodo 1860-1900 in stile vittoriano, con influssi italianizzanti, ricche di decorazioni e colorate, a più piani e con finestre a bovindo. Realizzate in dimensioni standardizzate (8 m di facciata e 30 m di profondità), erano dotate delle comodità dell'epoca (riscaldamento centrale, elettricità, acqua corrente). Furono costruite in legno di sequoia e resistettero all'incendio della città nel 1906.
Con le realizzazioni di Iring Gill negli anni 1910 (diverse case californiane a tetto piatto) si diffuse il gusto per la semplificazione dei volumi e la decorazione esterna, come nella Dodge House a West Hollywood, California, presso Los Angeles, 1914-1916, demolita nel 1970.
Negli anni 1920 Rudolf M. Schindler (Lovell Beach House, a Newport Beach, in California, completata nel 1926) e Richard Neutra (Lovell Health House a Los Angeles, completata nel 1929), adattarono il modernismo europeo al contesto californiano.

## Architettura e rivoluzione industriale
La seconda metà del XIX secolo fu caratterizzata dalla ricostruzione dopo la guerra di secessione e da un grande sviluppo economico, con crescita demografica e rapida urbanizzazione. La rivoluzione industriale produsse nuovi materiali da costruzione (acciaio, cemento). Gli architetti ottennero riconoscimenti ufficiali e lavorarono sia per lo Stato che per una clientela borghese alla ricerca della comodità.

### Cast-iron Buildings
Intorno alla metà del XIX secolo apparvero nuovi metodi per la fabbricazione dell'acciaio, che ne permisero una produzione massiccia e di materiale di buona qualità, che venne sfruttato nelle costruzioni: i pezzi standardizzati diminuivano i costi di costruzione e i rischi di incendio erano inferiori, grazie al processo di ignifugazione. Il nuovo metodo di costruzione, chiamato cast-iron building fu diffuso dall'imprenditore James Bogardus (1800-1874).

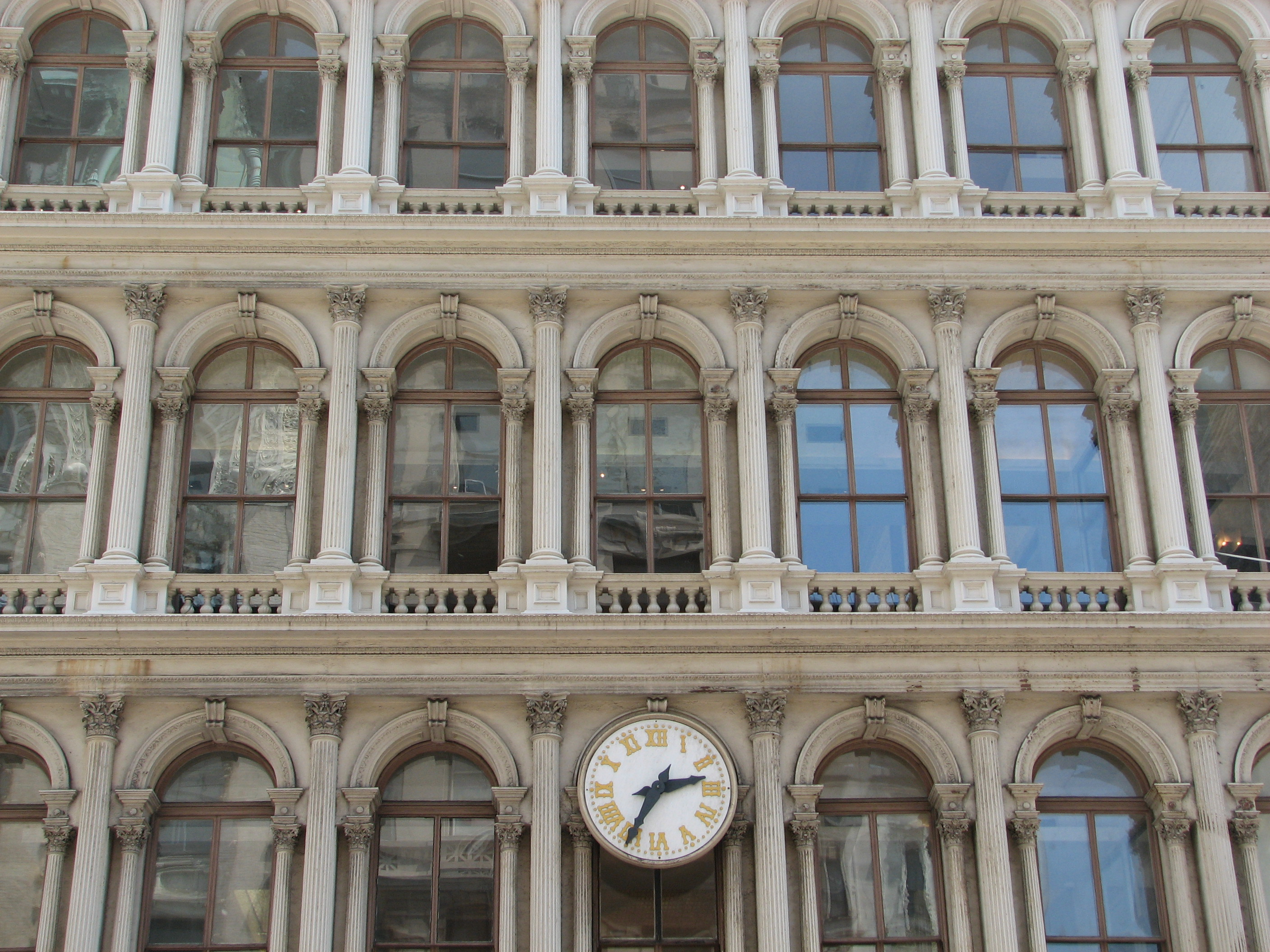
Facciata dell'Haughwout Building a New York, di John Gaynor, 1857
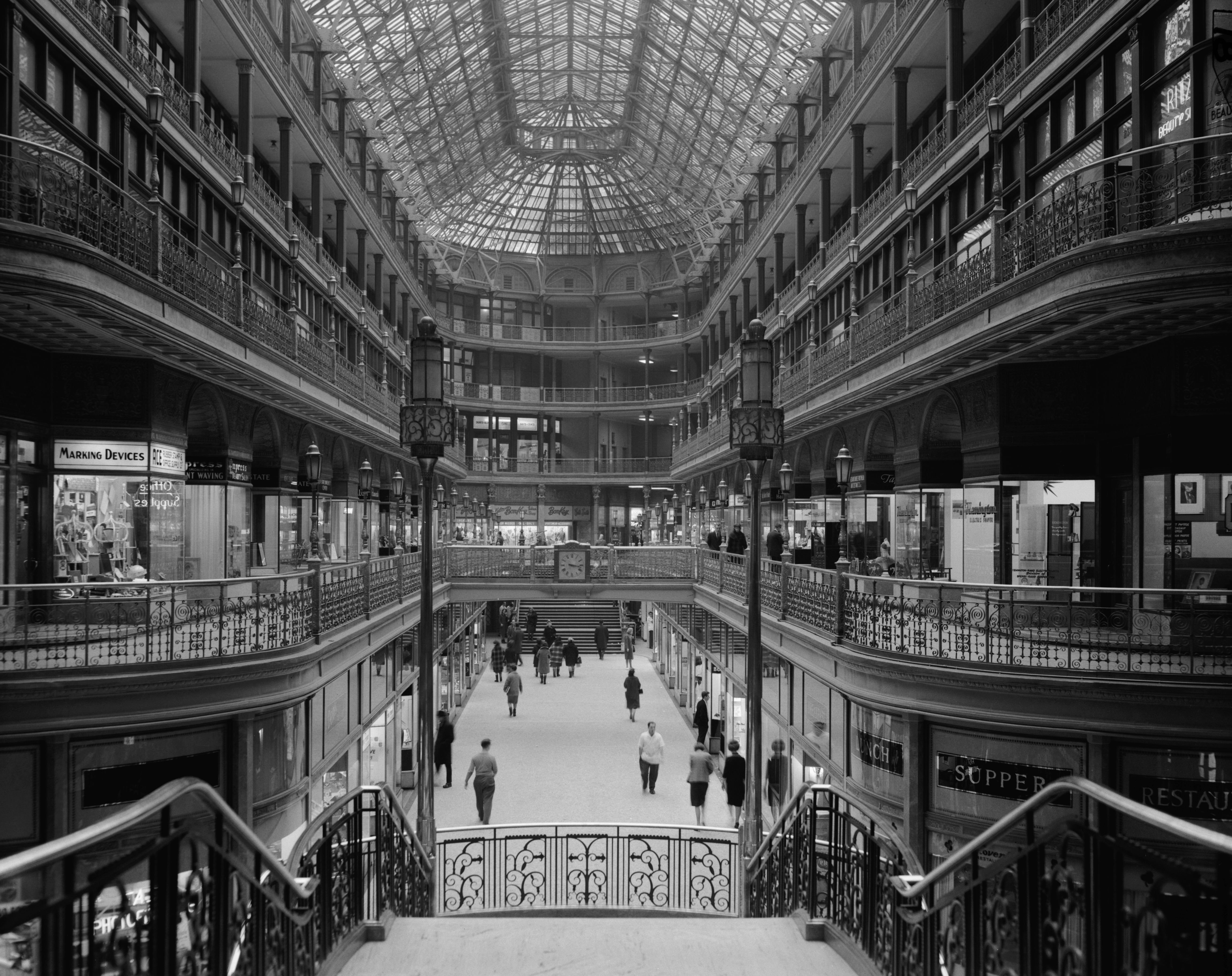
The Arcade di Cleveland (Ohio), di John Eisenmann, 1890

A New York fabbriche e magazzini utilizzarono questa tecnica: l'Haughwout Building, disegnato dall'architetto John Gaynor e costruito nel 1857 nascondeva la struttura metallica interna dietro una facciata più tradizionale, con finestre inquadrate da colonne corinzie ed un cornicione riccamente ornato come coronamento, ispirati dal cinquecentesco Palazzo della libreria di Venezia, di Jacopo Sansovino . L'edificio fu dotato del primo ascensore a vapore Otis, per i suoi cinque piani.
L'architettura metallica si rivestì anche di vetrate, che rischiaravano gli spazi interni: a Cleveland (Ohio) la copertura con 1800 lastre di vetro per The Arcade, di Cleveland (Ohio) finanziata dai magnati John D. Rockefeller e Marcus Hanna, fu realizzata nel 1890 dall'architetto John Eisenmann ad imitazione della Galleria Vittorio Emanuele II di Milano.

### Nascita dei grattacieli
L'invenzione dell'ascensore e l'evoluzione della siderurgia resero possibile la costruzione di grattacieli. La pianta a scacchiera e la speculazione fondiaria nei centri urbani statunitensi non furono estranei al successo di questo tipo di edifici. Inoltre i raggruppamenti di imprese e la competizione capitalistica incitavano all'innalzamento verticale delle costruzioni.

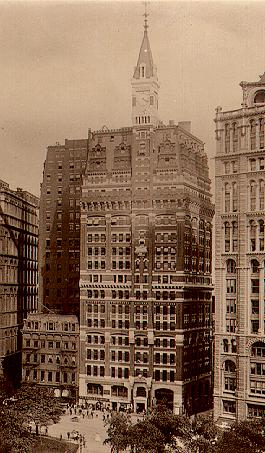
New York Tribune Building a New York, di Richard Morris Hunt, 1875
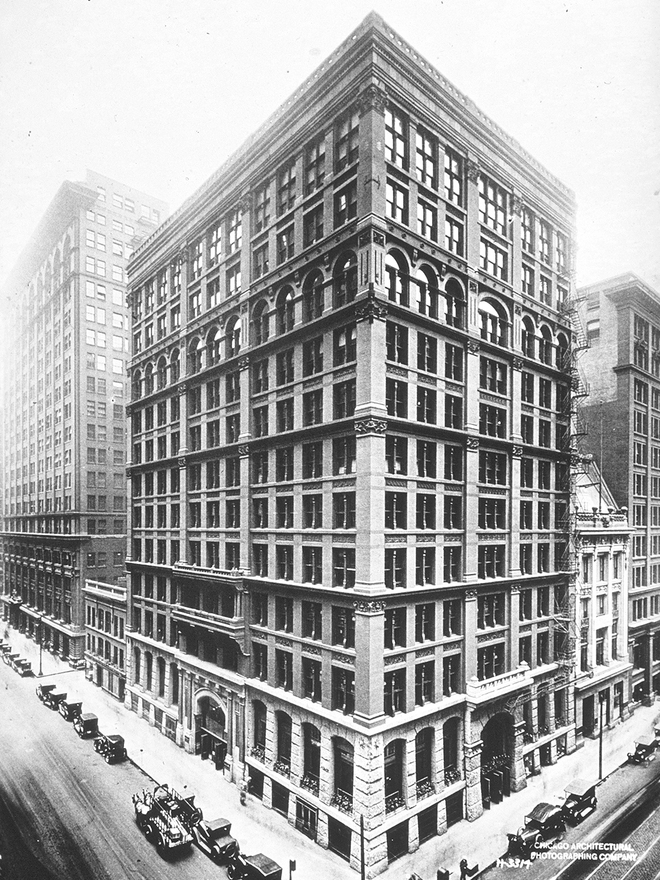
Home Insurance Building a Chicago (Illinois), dell'ingegnere William LeBaron Jenney, della Scuola di Chicago, 1884-1885
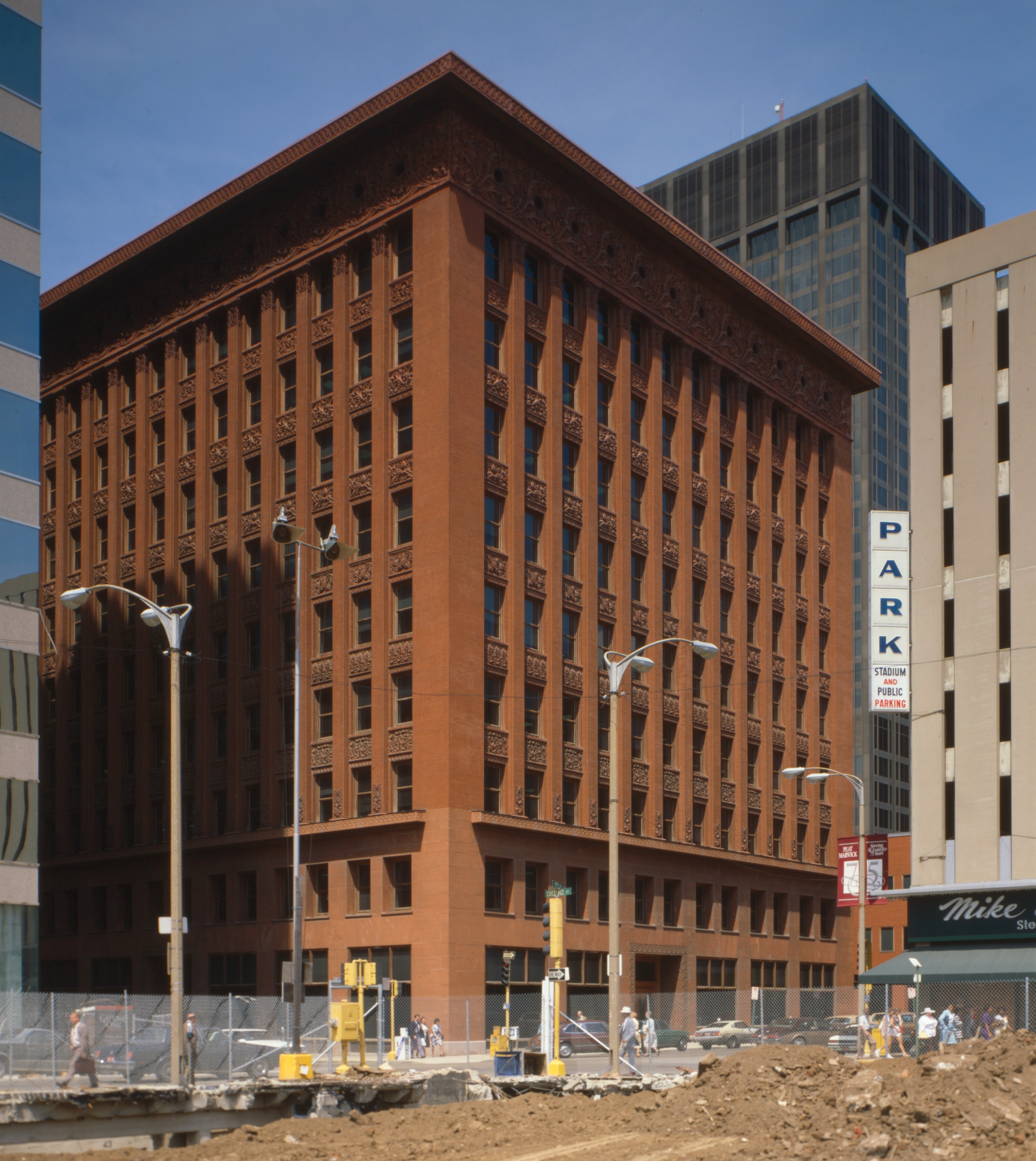
Wainwright Building a Saint Louis (Missouri), di Louis Sullivan, 1890
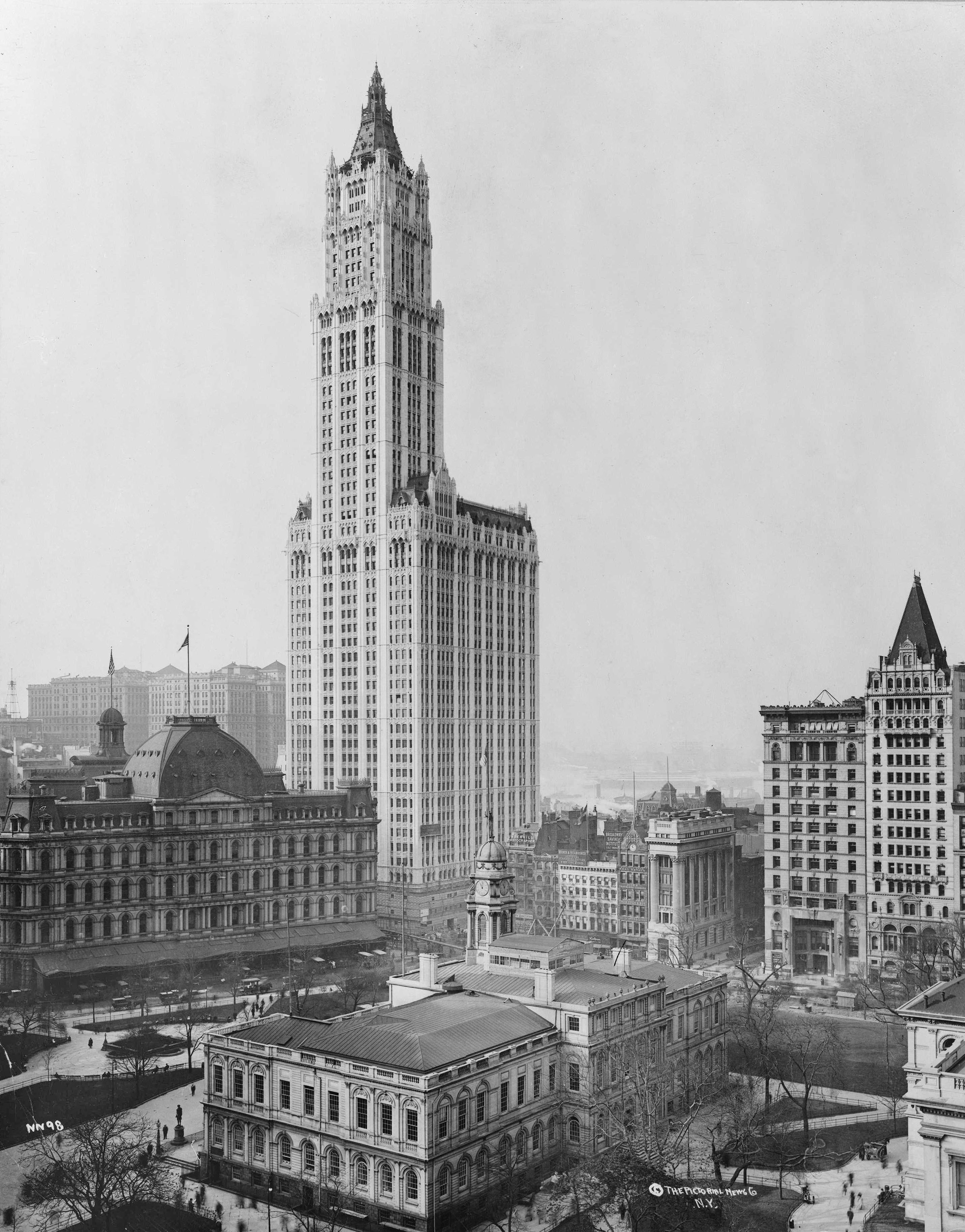
Woolworth Building a New York, di Cass Gilbert, 1913

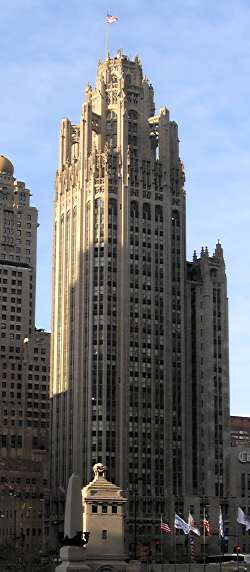
Tribune Tower a Chicago (Illinois), di Raymond Hood e John Mead Howells, 1925

Tra i primi grattacieli sono il New York Tribune Building, a New York, opera dell'architetto Richard Morris Hunt del 1873, che raggiunse un'altezza di 78 m, e l'Home Insurance Building di Chicago, edificato dall'ingegnere William LeBaron Jenney, della Scuola di Chicago nel 1885 e demolito nel 1931. Anche il Wainwright Building di Saint Louis (Missouri) venne edificato da uno dei membri della Scuola, Louis Sullivan, nel 1890. L'edificio è caratterizzato da un'ossatura in acciaio a vista, raddoppiata da una seconda ossatura in cemento.
Il Woolworth Building di New York, opera dell'architetto Cass Gilbert del 1913, venne realizzato in stile neogotico: con i suoi 60 piani e i 241 m di altezza batté il record della Metropolitan Life Insurance Company Tower. Presentava i primi tre livelli ricoperti da un paramento in calcare, sostituito ai livelli superiore dalla terracotta. Lo stile neogotico spinse gli architetti ad aggiungervi falsi contrafforti e doccioni decorati, ma a causa dell'elevazione dell'edificio gli elementi decorativi vennero sovradimensionati, per poter essere visibili dalla strada.
A Chicago il progetto per la Tribune Tower, sede del Chicago Tribune, fu affidato per mezzo di un concorso internazionale, bandito nel 1922 che mise in palio un premio di 100.000 dollari per il progetto di un grattacielo che doveva combinare bellezza artistica e praticità commerciale, al quale parteciparono 263 architetti e nel quale i progetti spaziavano in tutti gli stili. Vincitori del concorso furono gli architetti newyorchesi Raymond Hood e John Mead Howells, con un edificio neogotico che si ispirava a prototipi medievali francesi e belgi. L'edificio venne inaugurato nel 1925.
La tendenza all'architettura verticale fu presto criticata da diversi architetti statunitensi, tra i quali lo stesso Louis Sullivan. Tra i motivi delle critiche l'impedimento alla luce di raggiungere il terreno, la congestione della circolazione, il rischio di uniformare l'aspetto dei centri cittadini, gli aumentati rischi in caso di incendio.
Dal 1916 la città di New York adottò la Zoning Law, restata in vigore fino al 1961, che obbligava gli architetti ad adattare l'altezza degli edifici alle dimensioni della parcella urbana. Vennero costruiti edifici ad andamento piramidale, con piani superiori progressivamente ridotti, come l'Empire State Building, o costruiti solo su una porzione del terreno ad essi riservato, come il Seagram Building, degli architetti Ludwig Mies van der Rohe e Philip Johnson (1954-1958), arretrato di 28 m rispetto alla fronte di Park Avenue e che propone un modo di integrazione originale del grattacielo nella città.

## Architettura del XX secolo

### Opera di Frank Lloyd Wright
Lo stile architettonico della Prairie School, caratterizzato dal prevalere delle linee orizzontali, si era diffuso a partire dalla fine del XIX secolo e gli inizi del XX secolo.

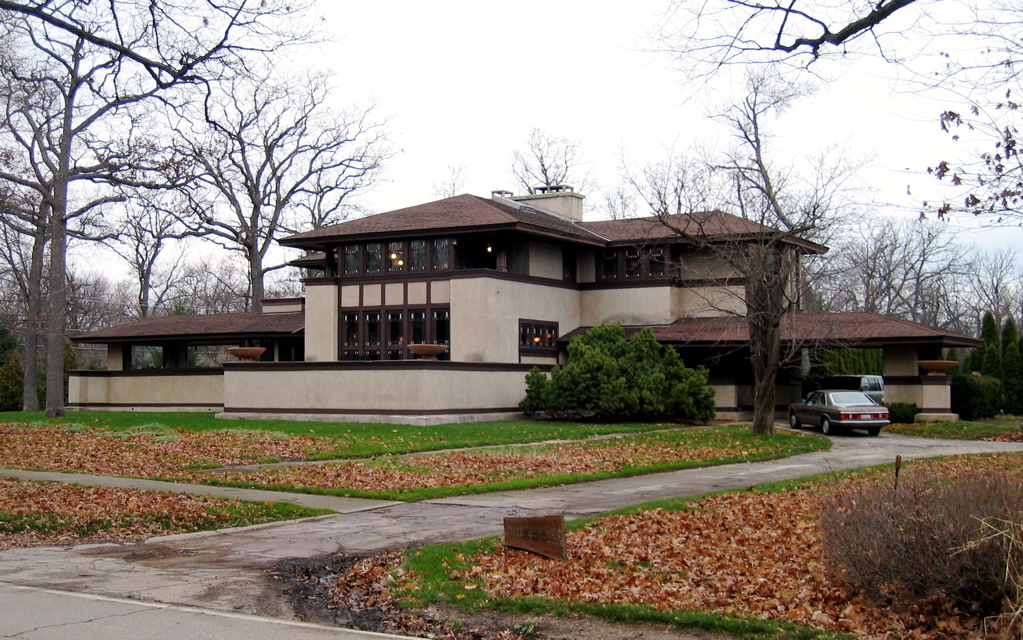
Willit House a Highland Park (Illinois), di Frank Lloyd Wright, 1902
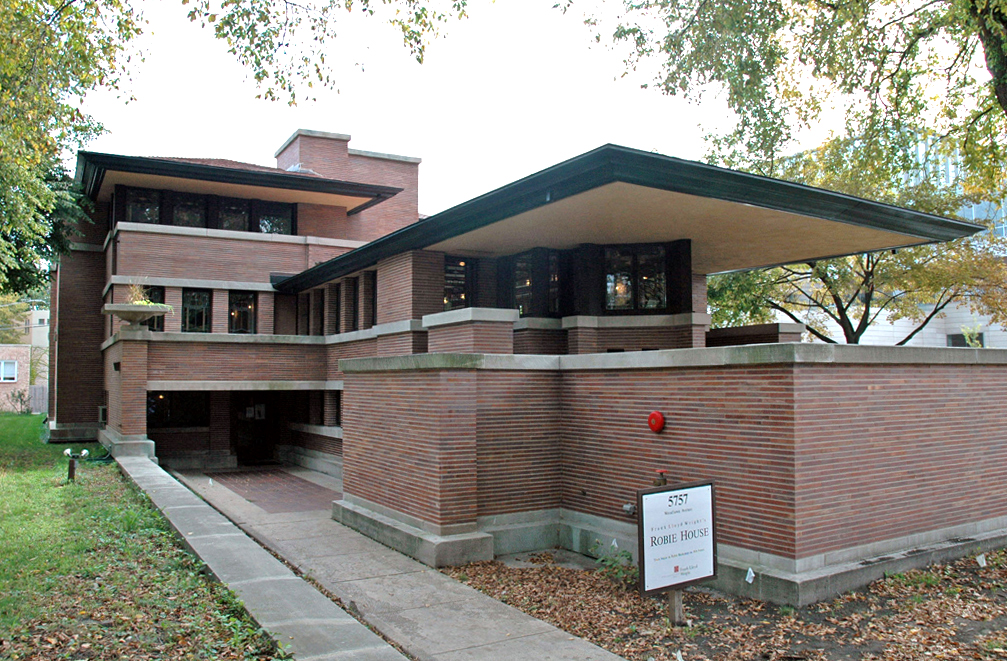
Robie House a Chicago (Illinois), di Frank Lloyd Wright, 1908-1910
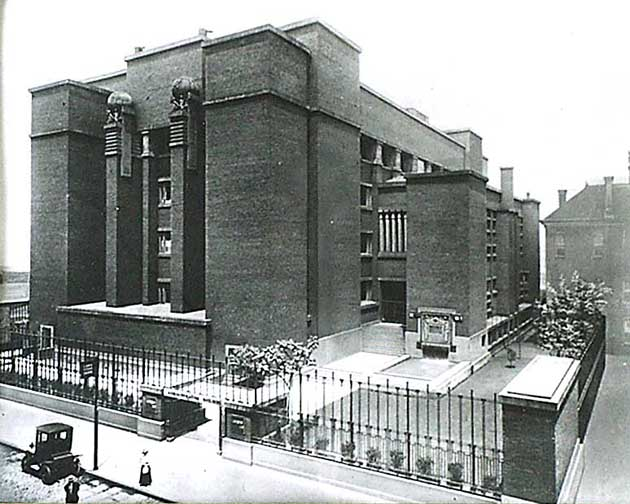
Larking Building a Buffalo (New York), di Frank Lloyd Wright, 1906
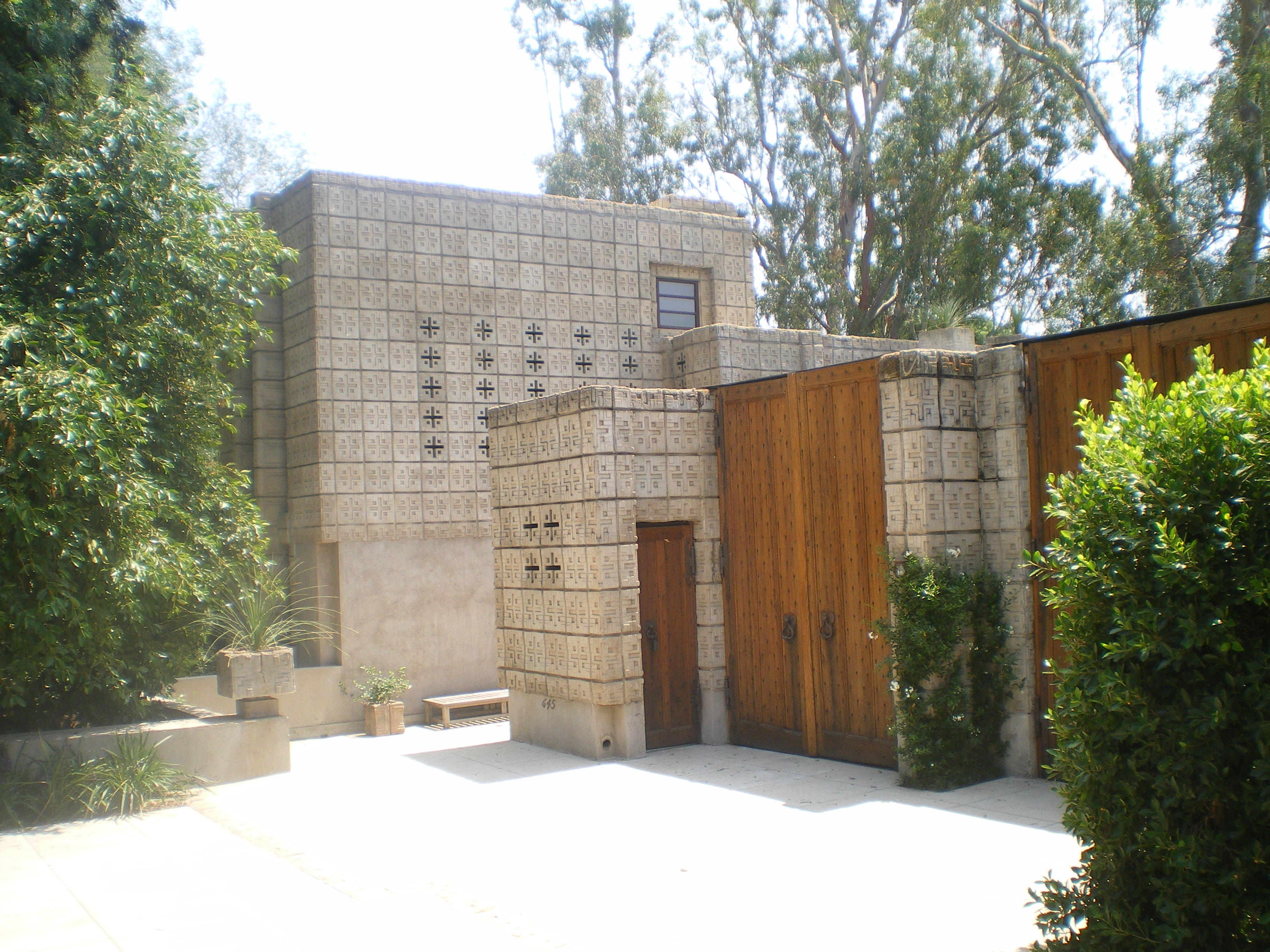
Millard House a Pasadena (California), di Frank Lloyd Wright, 1923
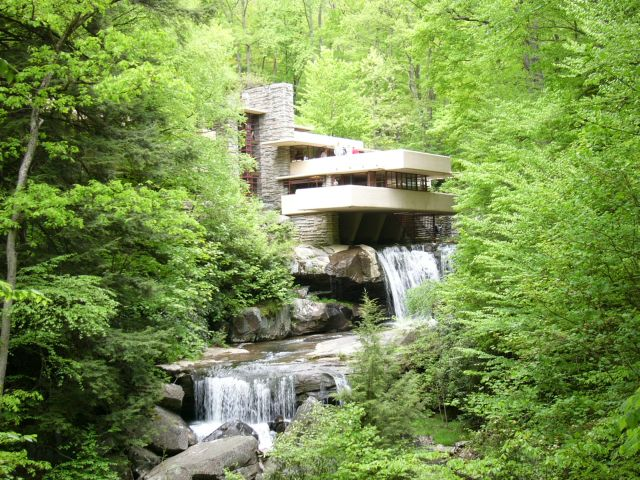
Casa sulla cascata a Bear Run (Pennsylvania), di Frank Lloyd Wright, 1936

Uno dei primi esempi significativi fu la Willitts House di Highland Park (Illinois), terminata nel 1902 dall'architetto Frank Lloyd Wright. La casa è realizzata su una pianta cruciforme asimmetrica, organizzata intorno ad uno spazio centrale con caminetto, e rappresenta chiaramente le idee di apertura verso la natura circostante e di orizzontalità, con un ingresso modesto e ambienti con soffitti bassi.
Un altro esempio è la Robie House di Chicago (1908-1910)
Già nel 1904 Lloyd Wright aveva rifiutato la standardizzazione dei grattacieli contemporanei. Il Larking Building a Buffalo (New York), inaugurato nel 1906 e demolito nel 1950 utilizzava la pietra e il mattone in luogo dell'acciaio ed era articolato in piani orizzontali. L'edificio era stato disegnato attorno ad un grande pozzo centrale, rischiarato dall'alto, che dava luce agli ambienti di tutti i piani.
Dopo un soggiorno in Giappone Wright, ritornato negli Stati Uniti, elaborò la tecnica dei tessile bloks, con blocchi in cemento standardizzati, applicata per la prima volta nel 1923 per la Millard House di Pasadena (California)
Grazie al mecenatismo di Edgar J. Kaufmann, Wright proseguì le sue ricerche e costruì la celebre Casa sulla cascata, del 1936, nella quale esplorò le possibilità degli elementi a sporto e delle finestre d'angolo.

### Art déco nell'architettura statunitense
Alla fine degli anni venti l'architettura statunitense risentì l'influsso dell'Art déco, che si mescolò con le esigenze urbanistiche locali e con l'ispirazione tratta dai modelli precolombiani. I grattacieli seguono principi di semplificazione geometrica e stilizzazione delle forme, uniti all'impiego di materiali lussuosi. Le maggiori realizzazioni sono a New York (Chrysler Building, Empire State Building, Chanin Building) o esempi isolati in altre città (Chicago Board of Trade Building, a Chicago, Illinois; Fisher Building, del 1928, e Guardian Building, del 1929, a Detroit, Michigan; Sunset Towerl dell'Argyle Hotel, del 1929, a West Hollywood, California
Appartiene inoltre a questo stile il Golden Gate Bridge di San Francisco, California).

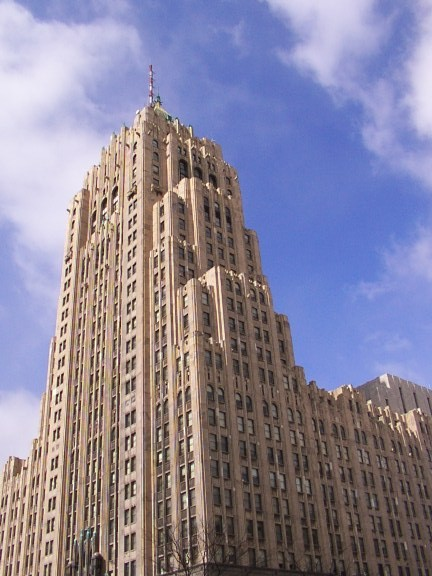
Fisher Building a Detroit (Michigan), dello studio Albert Kahn Associates, 1928
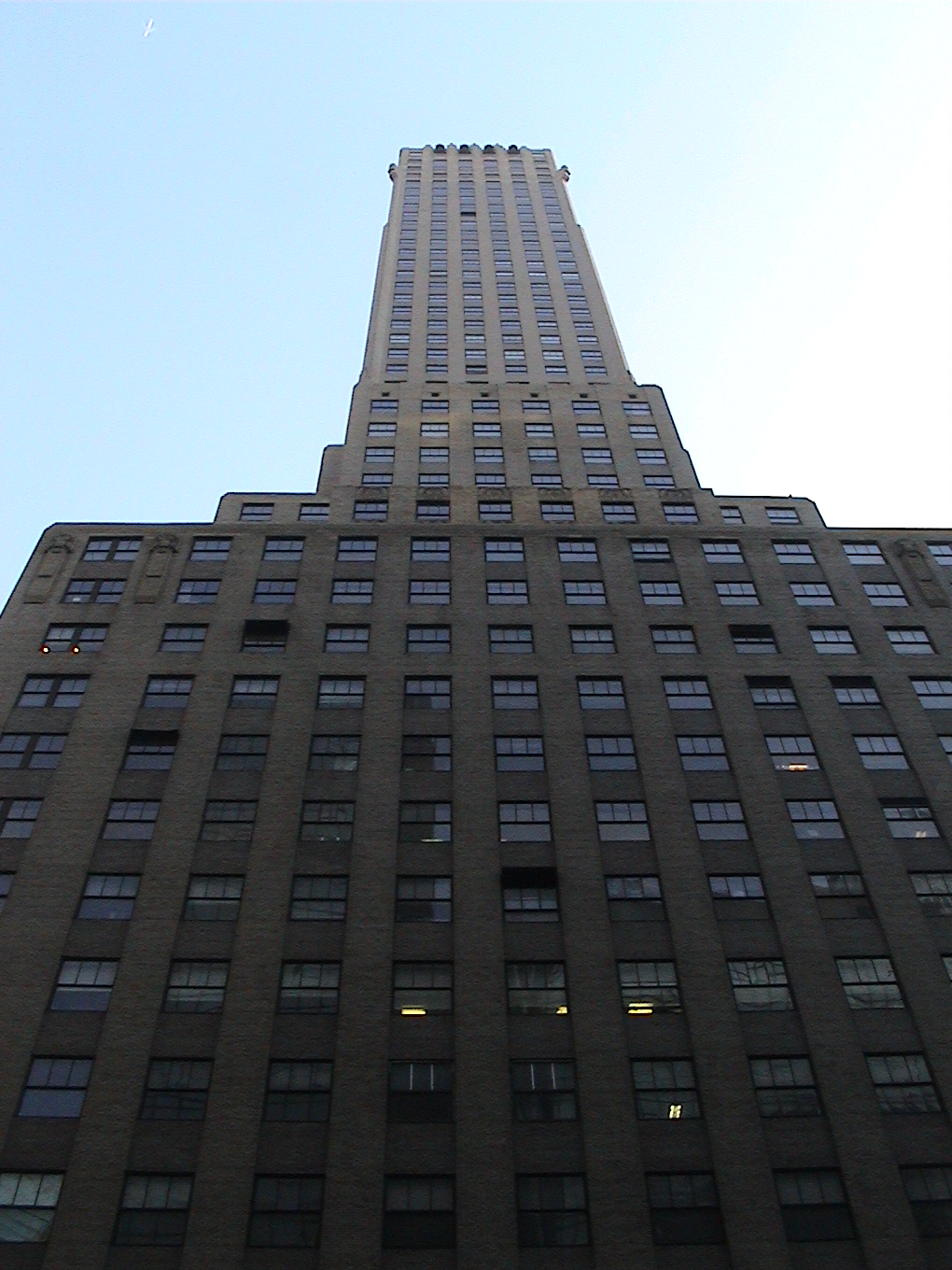
Chanin Building a New York, dello studio di architettura Sloan & Robertson, 1929
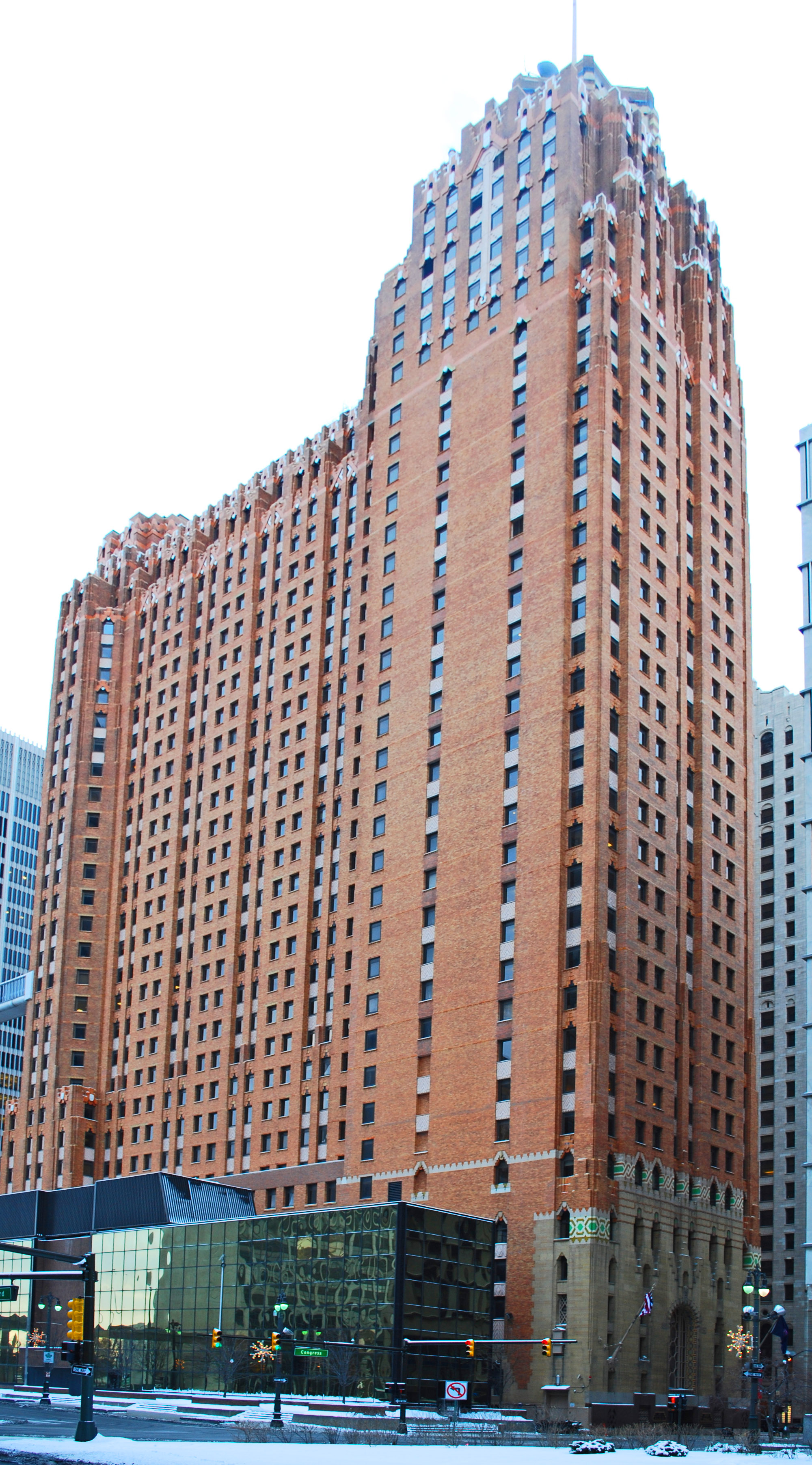
Guardian Building a Detroit (Michigan), dello studio Smith Hinchman & Grylls, 1929
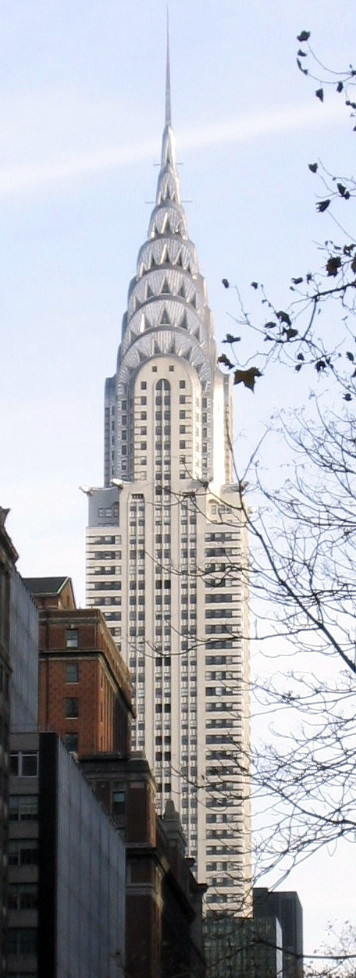
Chrysler Building a New York, di William van Alen, 1930
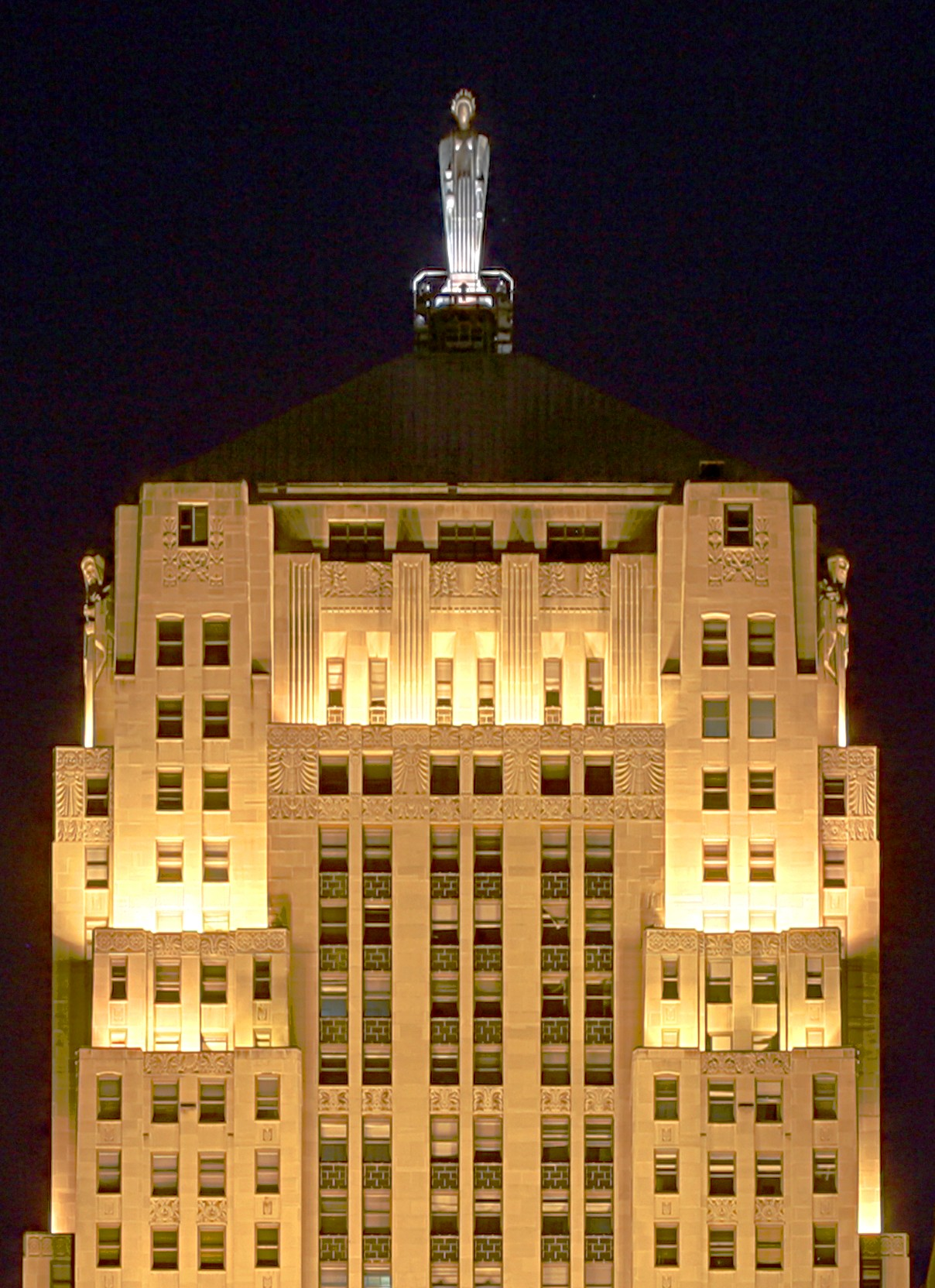
Chicago Board of Trade Building a Chicago (Illinois), dello studio Holabird & Root, 1930
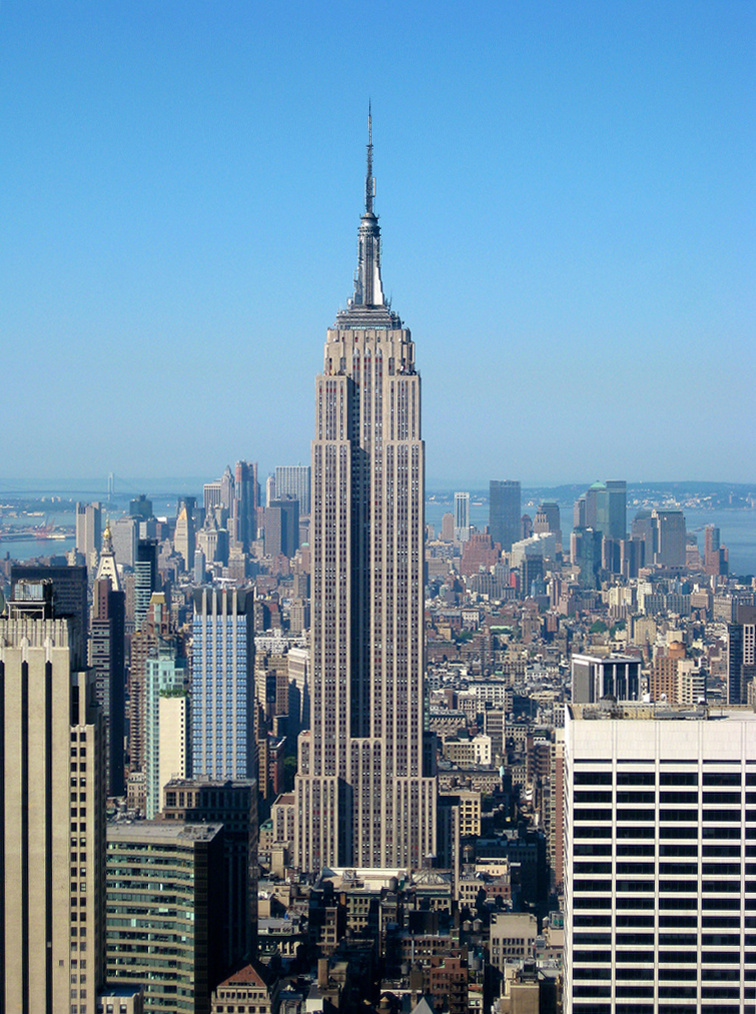
Empire State Building a New York, di William F. Lamb, 1931
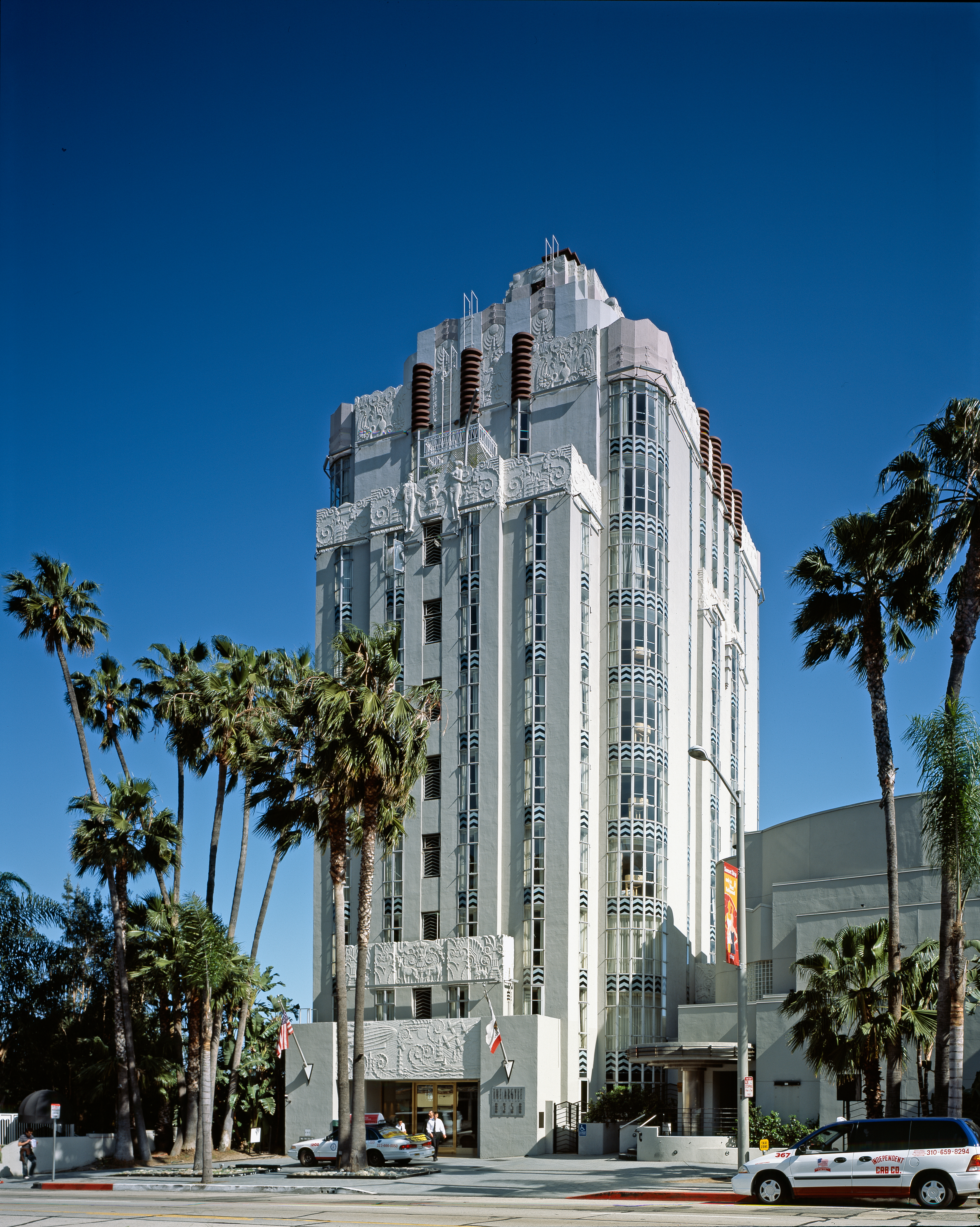
Sunset Tower a West Hollywood (California, di Leland A. Bryant, 1931
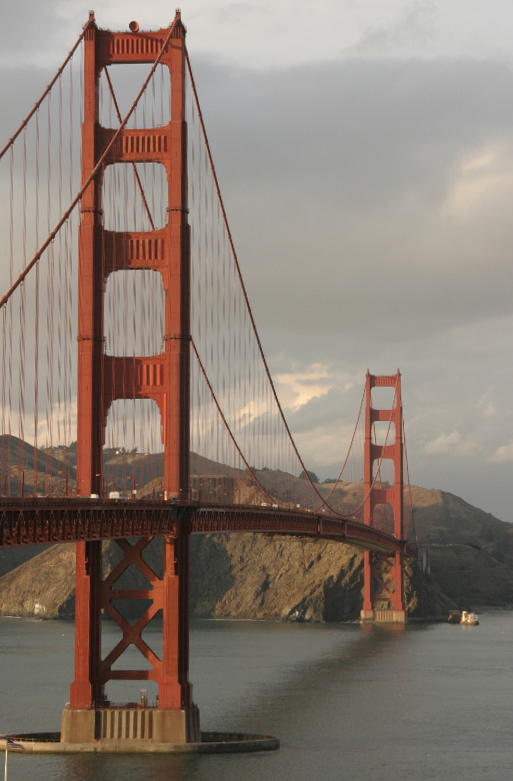
Golden Gate Bridge a San Francisco (California), di Irving Morrow, 1937
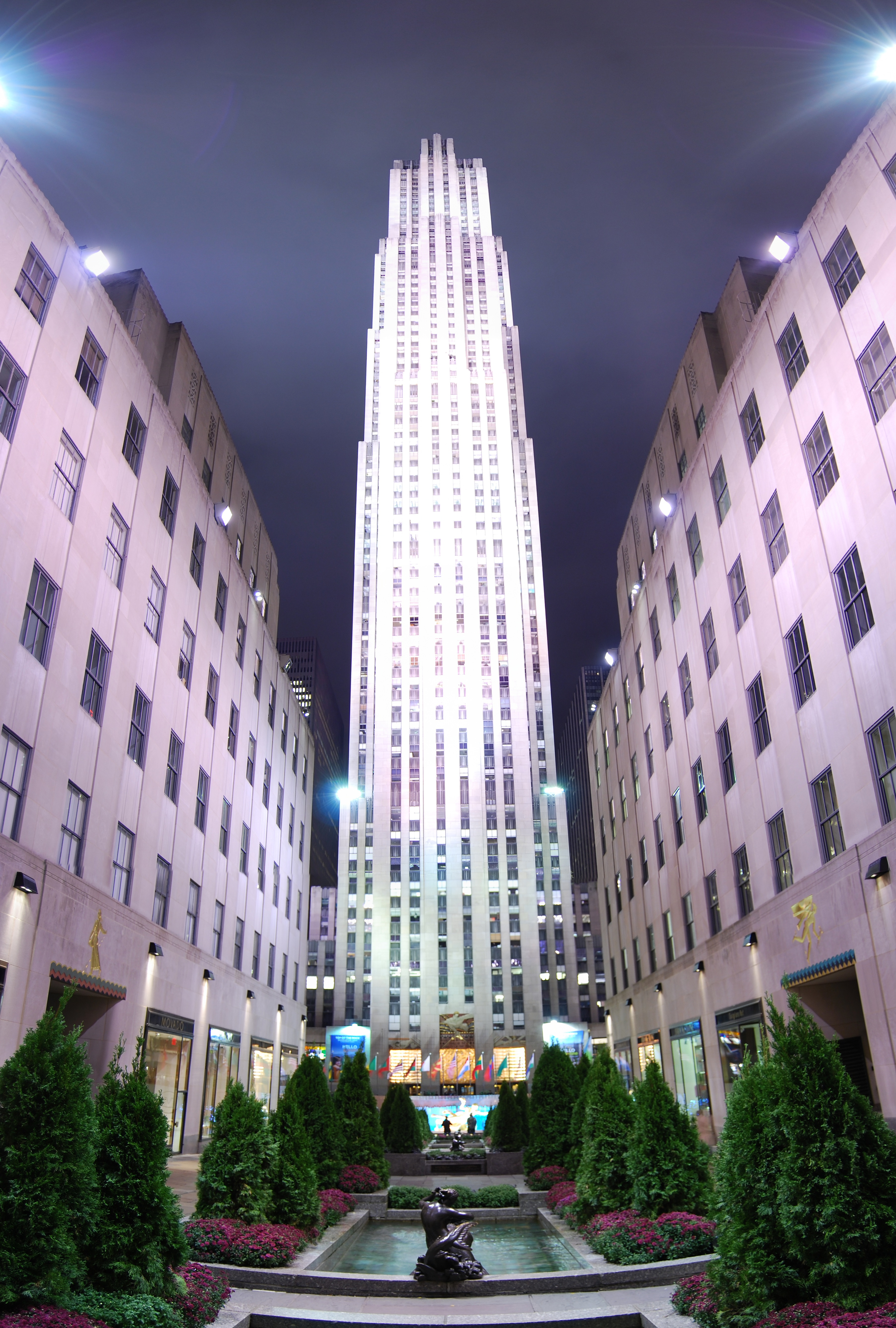
Rockefeller Center a New York, di Raymond Hood, 1939
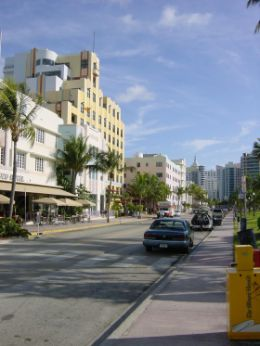
Alberghi sull'Ocean drive di Miami Beach

Malgrado la Grande depressione del 1929, i grattacieli continuarono ad essere costruiti, in alcuni casi con impressionante rapidità (come l'Empire State Building). Il Rockefeller Center, completato nel 1939 con diciannove edifici nel cuore di Manhattan, fu frutto dell'ambiziosa concezione di John Davison Rockefeller Jr. di costruire una "città dentro la città". I primi quattordici edifici furono costruiti a partire dal 1931 su progetto di un gruppo di architetti guidato da Raymond Hood.
Per ridurre la disoccupazione nel settore edilizio, il presidente Franklin Delano Roosevelt intraprese una serie di grandi cantieri pubblici.
L'Art déco conobbe un particolare sviluppo in Florida: dopo l'uragano del 1926 numerosi alberghi furono costruiti a Miami Beach, in particolare su Lincoln Road e su Ocean Drive, con elementi decorativi in stucco e marmo che riprendevano la fauna e la flora locale (fenicotteri e palme) e con la predilezione per i colori pastello.

### Secondo dopoguerra: lo Stile internazionale

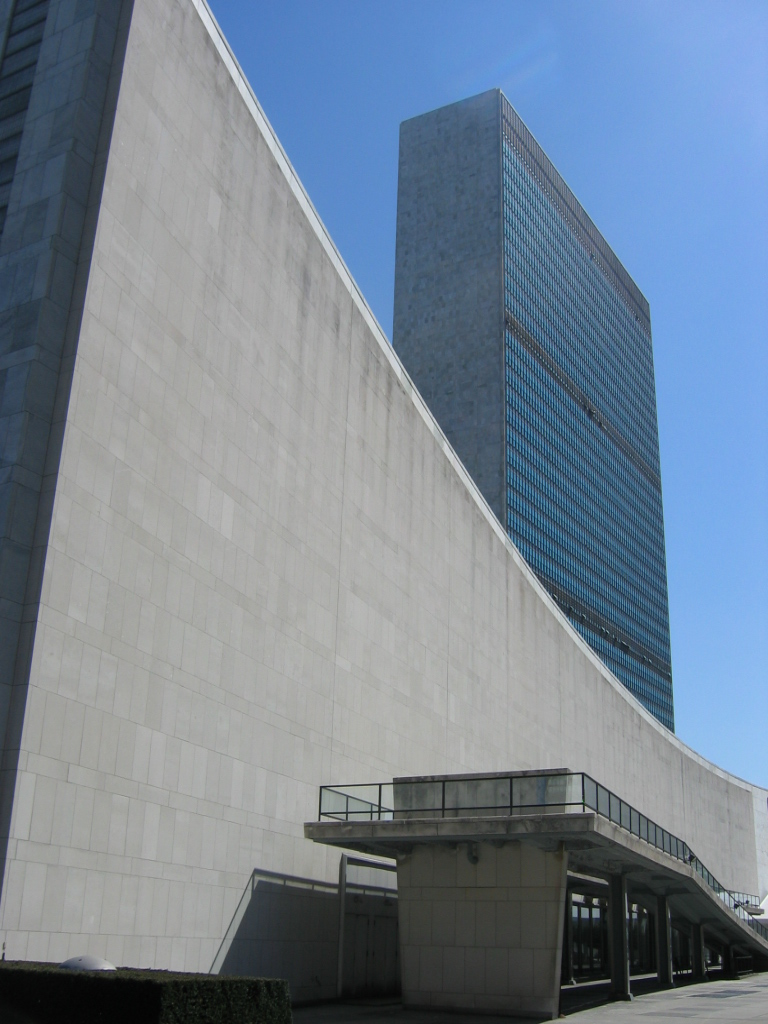
Palazzo di vetro dell'ONU a New York, di un gruppo internazionale di undici architetti, 1951

L'espressione International style, indica la derivazione del Movimento Moderno in ambito anglosassone tra gli anni venti e quaranta, quando l'insediarsi di regimi dittatoriali in Europa spinse numerosi architetti ad emigrare negli Stati Uniti, in particolare dalla Germania e dall'Austria (l'episodio più rilevante fu nel 1933 la chiusura della scuola della Bauhaus nella Germania nazista e la distruzione delle sue opere: gli architetti si rifugiarono negli Stati Uniti, soprattutto a Chicago.
Le tre regole di base di questo stile architettonico segnavano una rottura con l'architettura tradizionale: valorizzare i volumi per mezzo di superfici esterne lisce, evitare qualsiasi elemento decorativo, ma curare attentamente i dettagli architettonici, seguire rigorosamente il principio di regolarità.
La Palazzo di vetro sede dell'ONU a New York (United Nations Headquarters), inaugurato nel 1951, fu progettato da un gruppo internazionale di 11 architetti. È il più notevole esempio di opera del Movimento moderno nel secondo dopoguerra e vi si applicò il principio di avere edifici diversi a seconda delle funzioni: il grattacielo, alto 154 m, ospita il Segretariato generale e si presenta come un muro trasparente di vetro e alluminio, con i lati corti rivestiti da lastre di marmo.

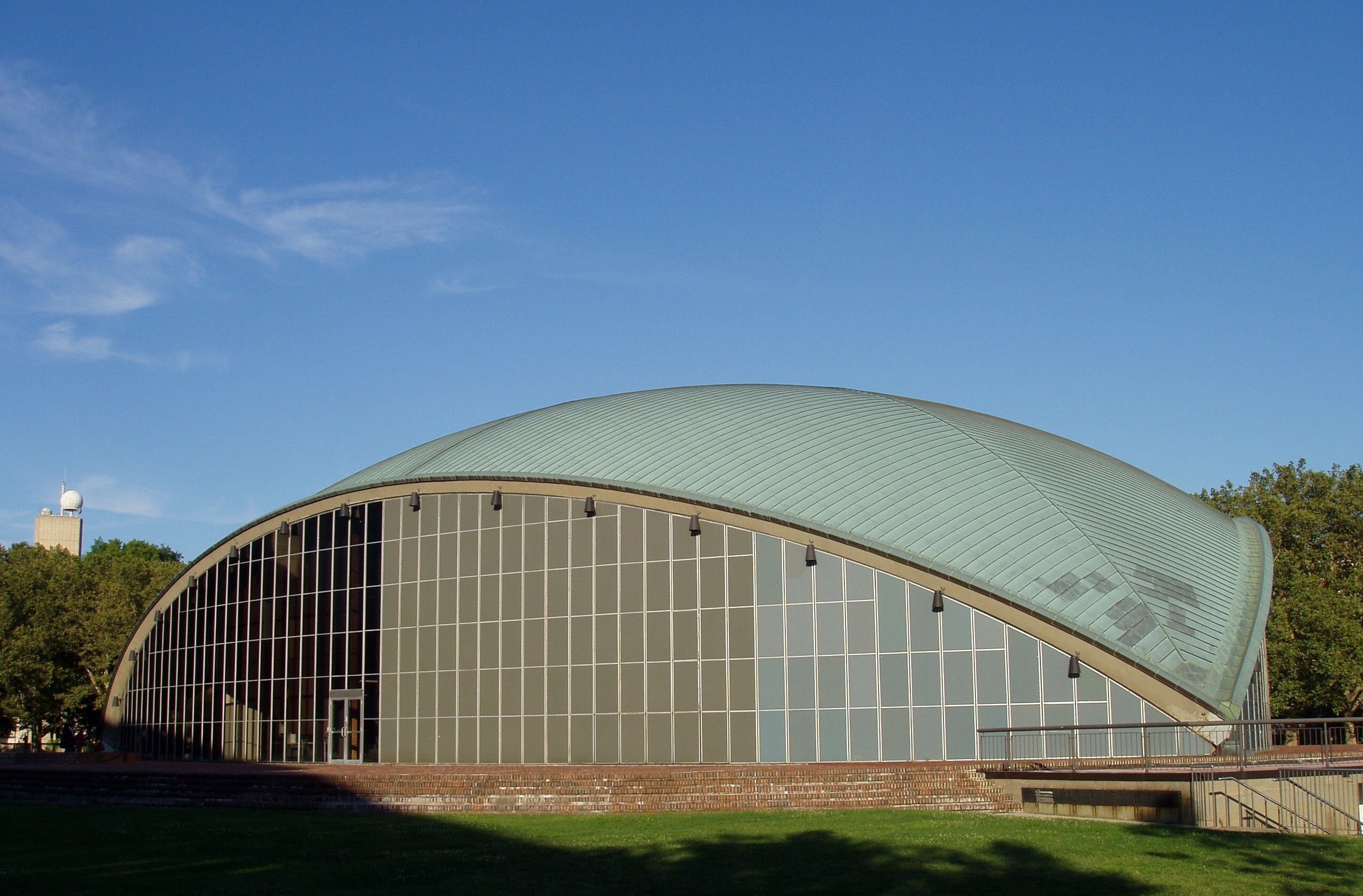
Kresge Auditorium, nel campus del Massachusetts Institute of Technology a Cambridge (Massachusetts), di Eero Saarinen, 1950-1955
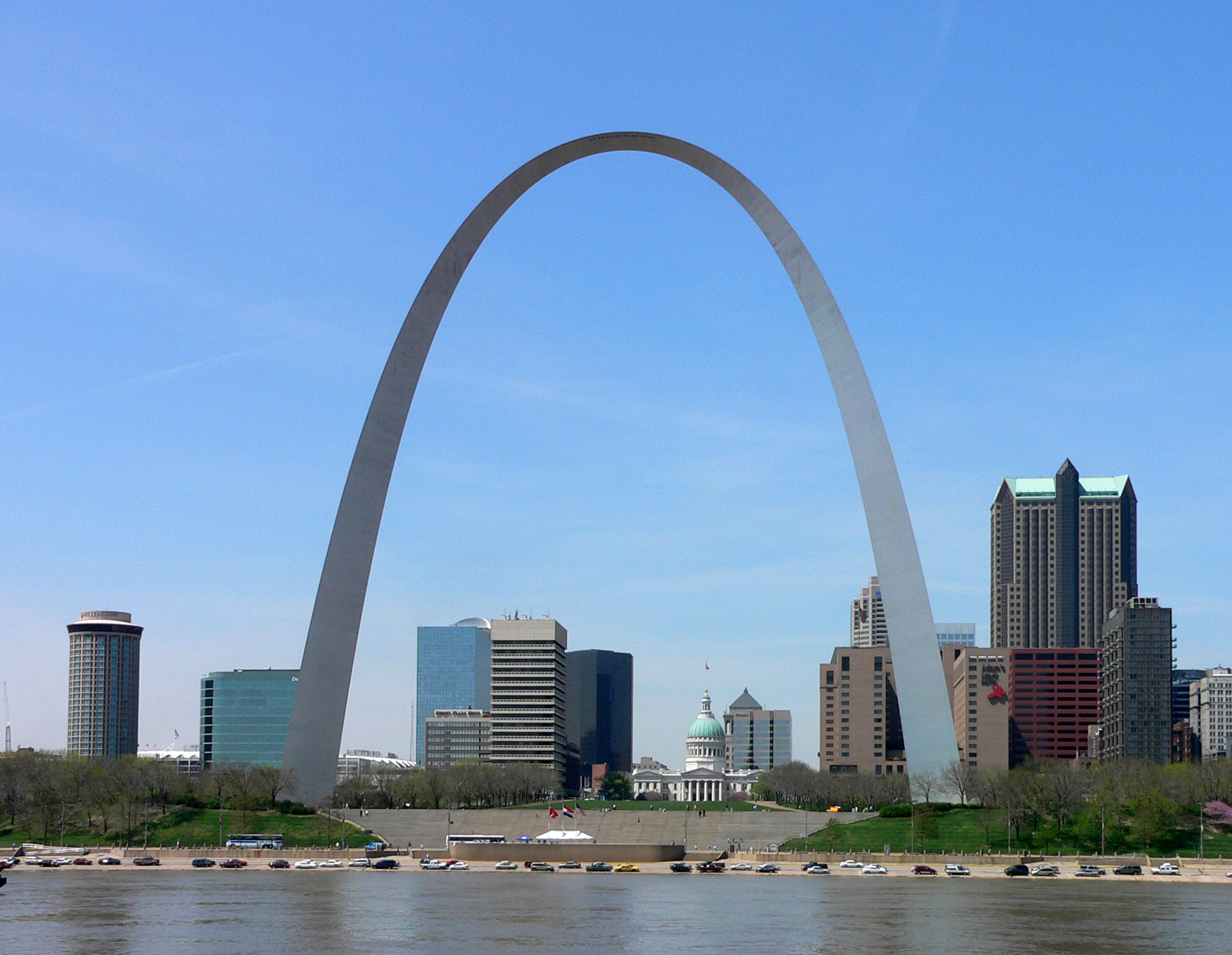
Gateway Arch, nel Jefferson National Expansion Memorial a Saint Louis (Missouri), di Eero Saarinen, progettato nel 1947 e costruito tra il 1963 e il 1965.
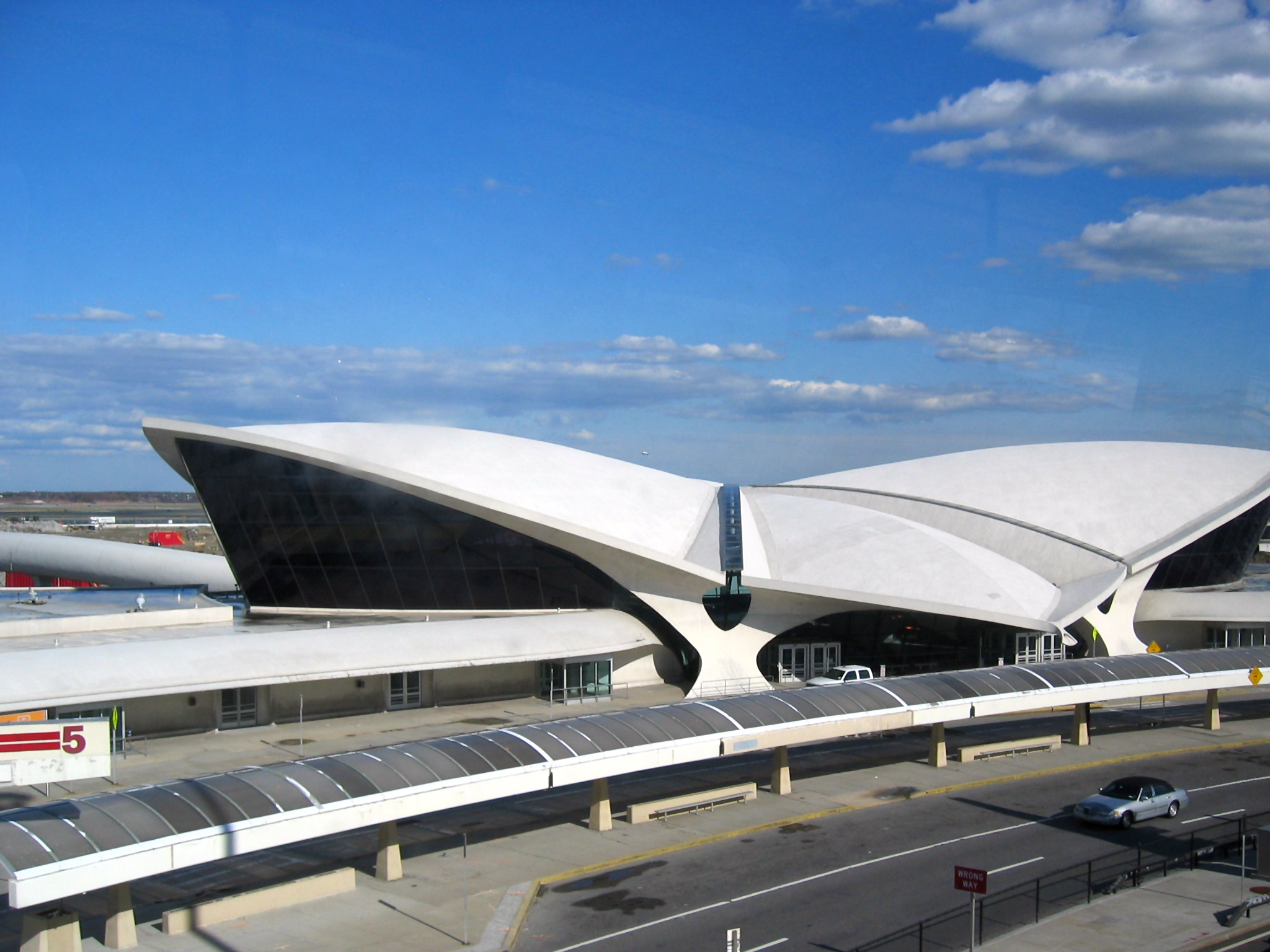
TWA Flight Center dell'Aeroporto internazionale John F. Kennedy a New York, di Eero Saarinen, 1962
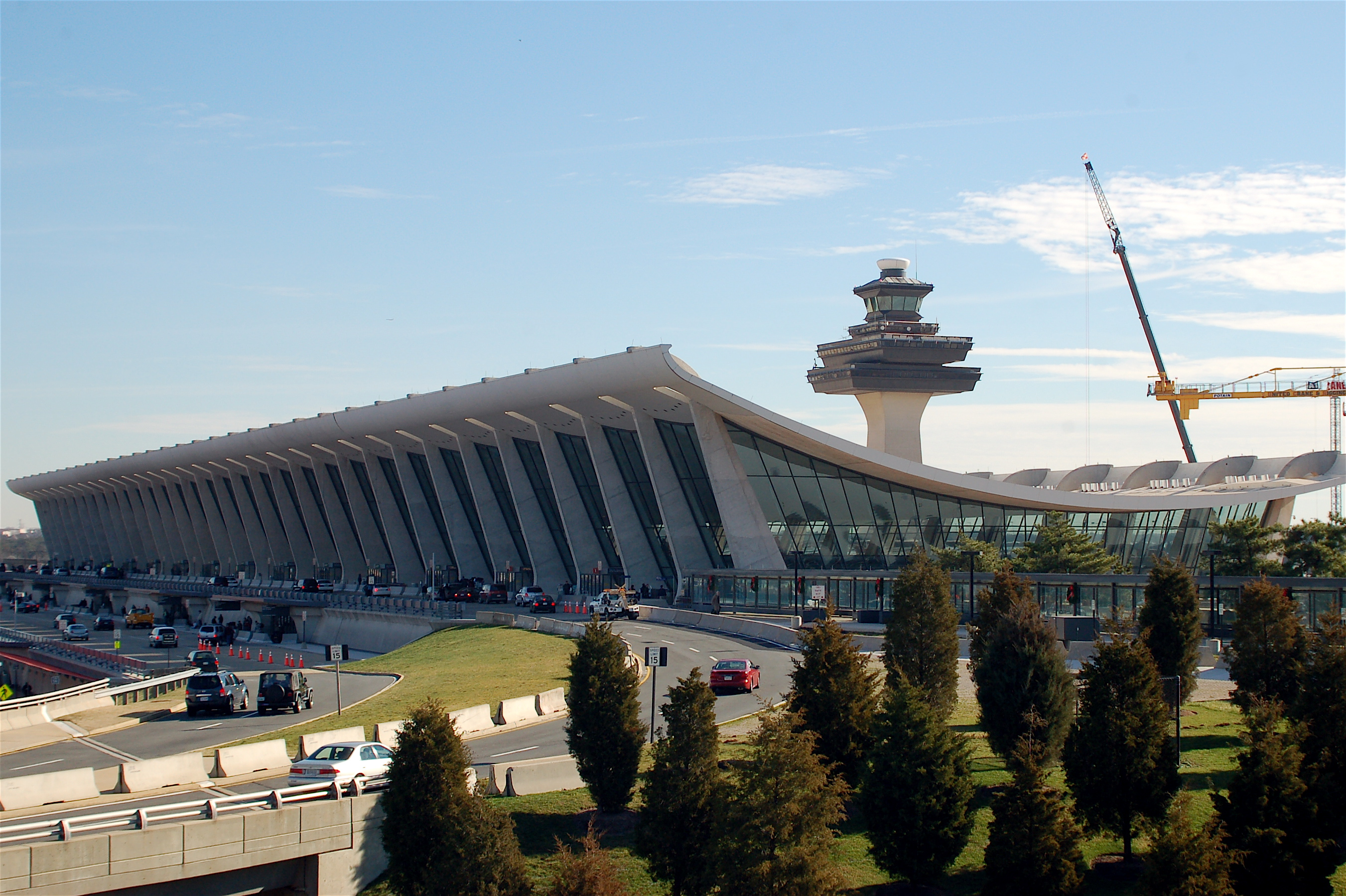
Terminal principale dell'Aeroporto internazionale Dulles a Washington, di Eero Saarinen, 1962

Il secondo dopoguerra fu caratterizzato inoltre dalle opere dell'architetto finlandese Eero Saarinen: l'auditorio Kresge del Massachusetts Institute of Technology a Cambridge (Massachusetts), del 1950-1955, il Gateway Arch di Saint Louis (Missouri), progettato nel 1947 (data del concorso per il progetto) e costruito tra il 1963 e il 1965, il "TWA Flight Center" (oggi "Terminal 5") dell'aeroporto di New York "John F. Kennedy", del 1962 e l'aeroporto di Washington, dello stesso anno.

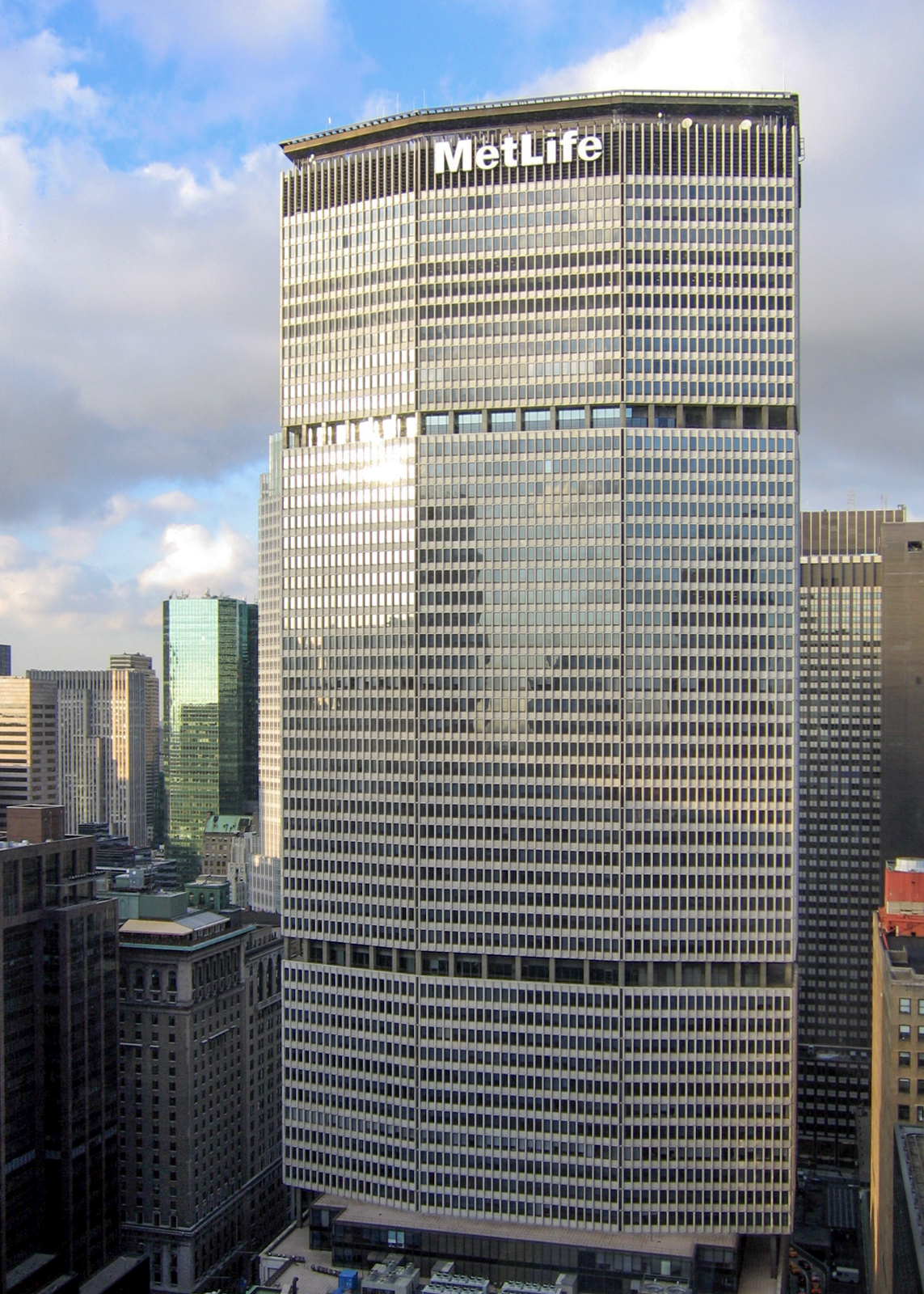
Pan Am Building a New York, di Walter Gropius e di Pietro Belluschi, 1958-1963
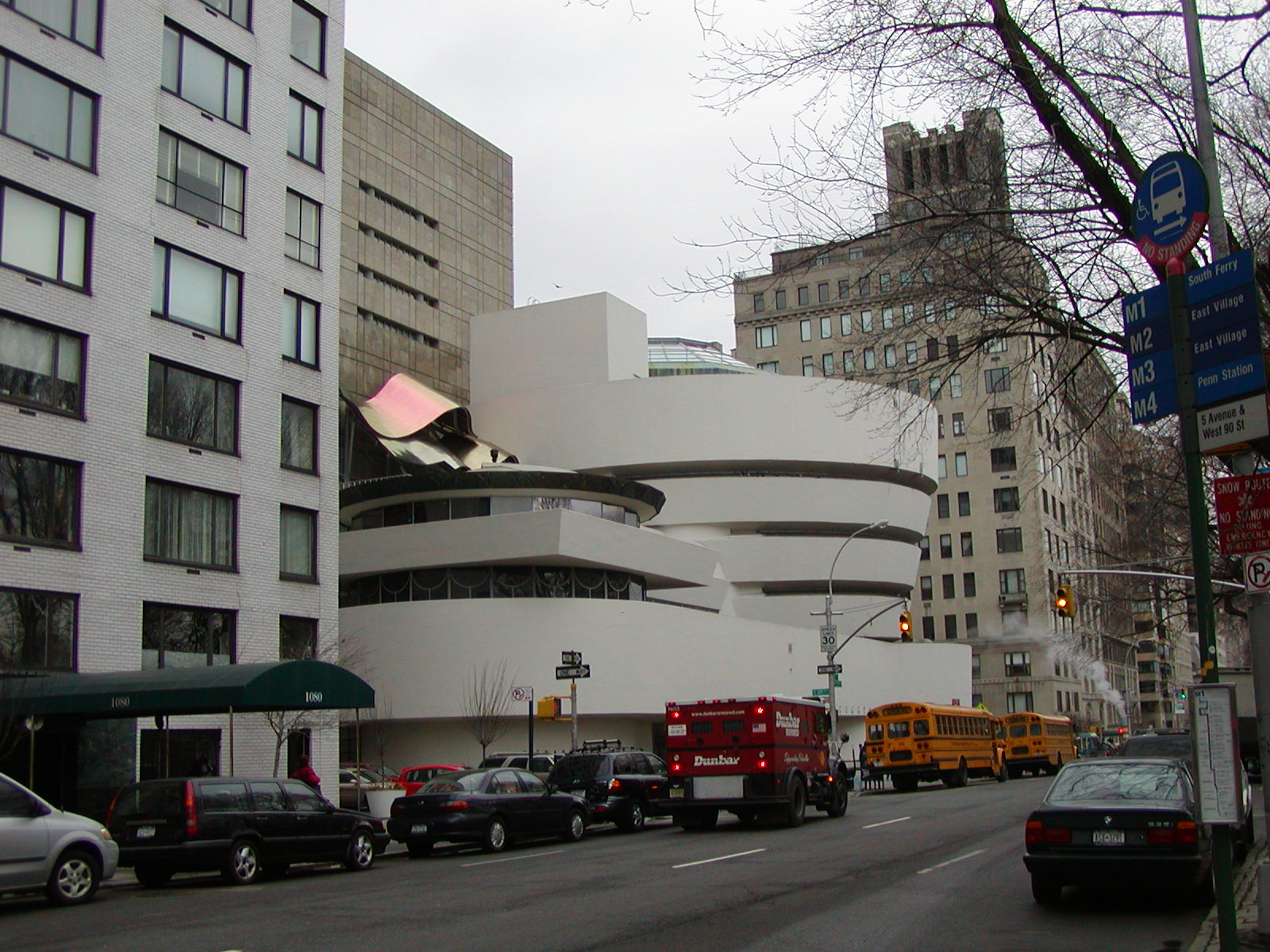
Museo Guggenheim di New York, opera di Frank Lloyd Wright, progettato dal 1943 e aperto al pubblico nel 1959
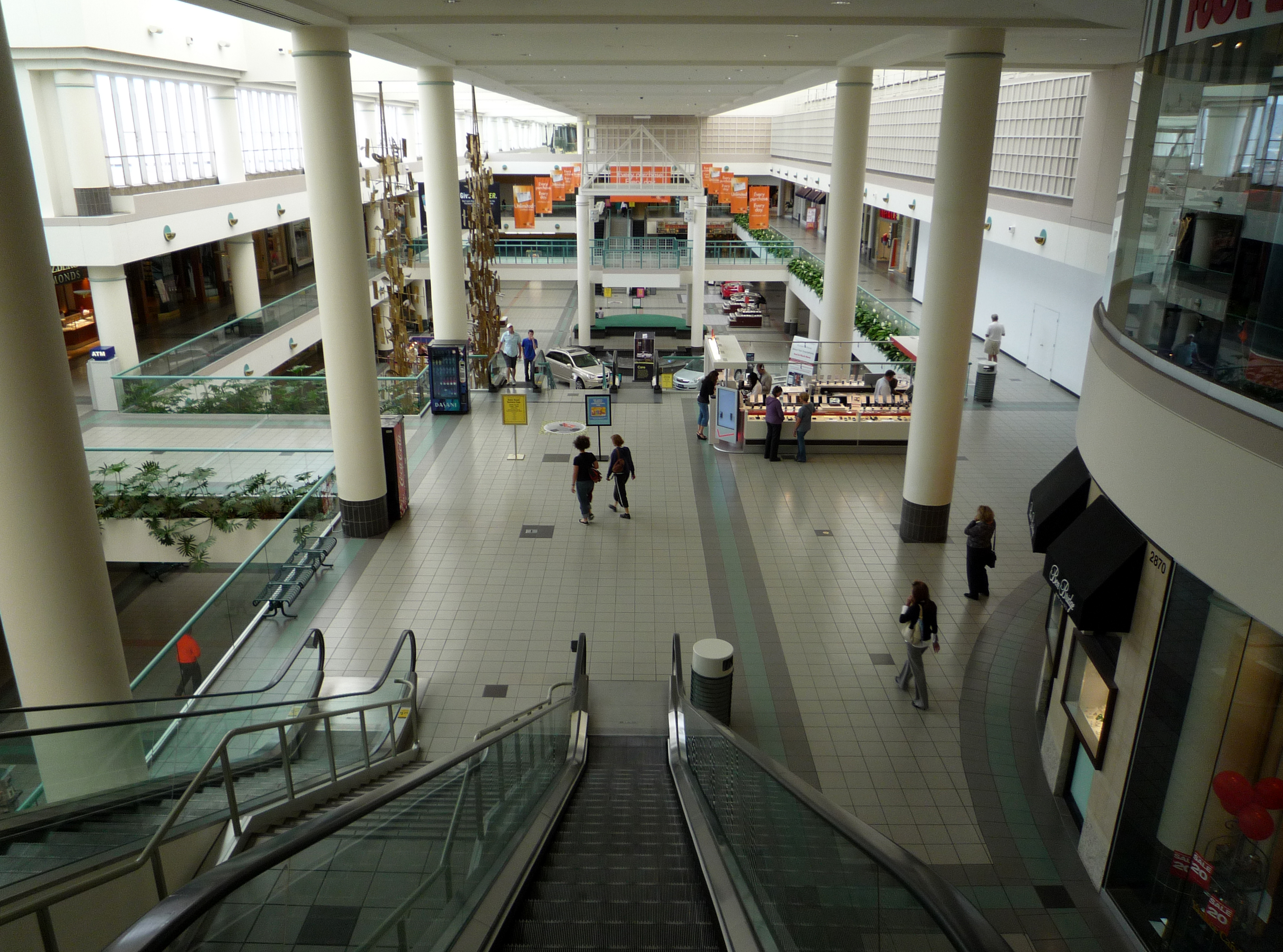
Southdale Center a Edina, presso Minneapolis (Minnesota), di Victor Gruen, aperto nel 1956
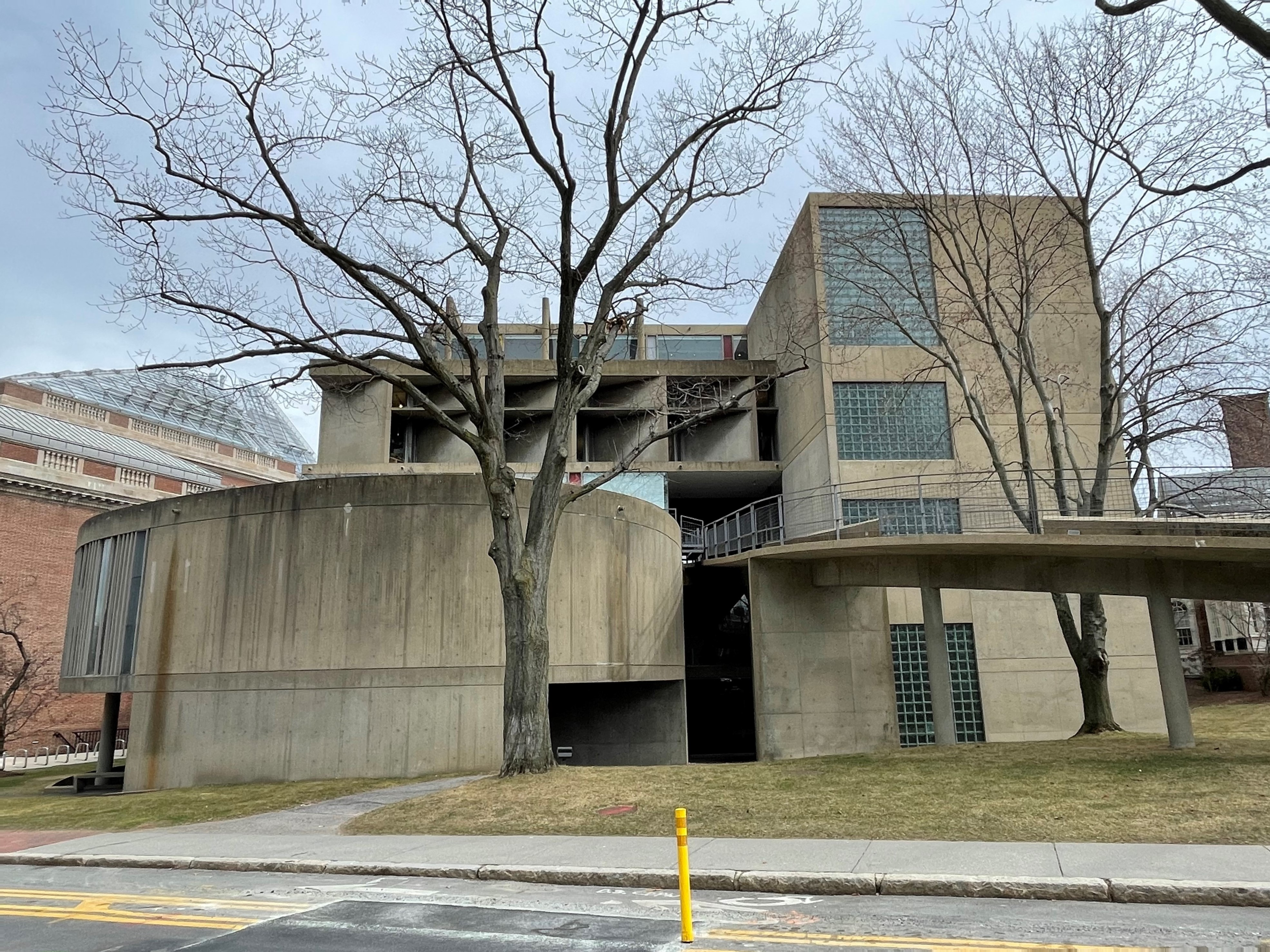
Carpenter Center for the Visual Arts ad Harvard ((Cambridge, Massachusetts)), di Le Corbusier, 1962

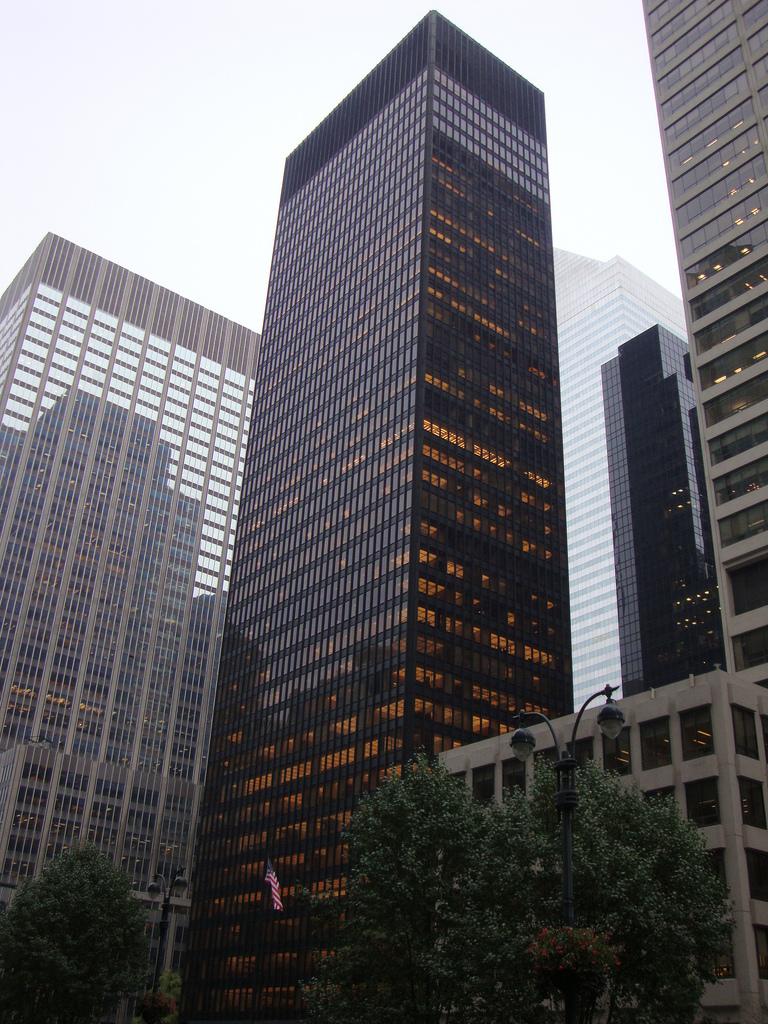
Seagram Building a New York, di Ludwig Mies van der Rohe e Philip Johnson, 1954-1958

Ludwig Mies van der Rohe, direttore della Bauhaus era arrivato negli Stati Uniti nel 1937 applicò le sue concezioni di classicismo modernista pressò l'Università di Chicago e a New York, con il Seagram Building, terminato nel 1958.
L'architetto tedesco Walter Gropius insegnò architettura ad Harvard e costruì a New York, insieme a Pietro Belluschi il controverso Pan Am Building (oggi MetLife Building), del 1958- 1963.
A New York il Museo Guggenheim, progettato a partire dal 1943 e aperto al pubblico dal 1959, fu l'ultima opera dell'architetto Frank Lloyd Wright.
L'architetto austriaco Victor Gruen, di idee socialiste, progettò alcuni grandi centri commerciali (il Southdale Center di Edina, presso Minneapolis (Minnesota), aperto nel 1956, e il primo nucleo del South Coast Plaza di Costa Mesa (California), aperto nel 1967), concependoli come un luogo di incontro comunitario che mancava nelle città americane e come spazi pubblici protetti dalle condizioni climatiche.
In numerosi edifici degli anni sessanta e settanta fu utilizzato largamente il cemento a vista. Il Carpenter Center for the Visual Arts di Harvard (Cambridge, Massachusetts) fu realizzato nel 1962 da Le Corbusier, sola opera del celebre architetto negli Stati Uniti. I più noti rappresentanti della tendenza brutalista furono Paul Rudolf, Marcel Breuer, Bertrand Goldberg e Louis Kahn.
La tendenza detta California Crazy consistette nel fare di un oggetto comune e quotidiano una forma architettonica, come uno snack bar a forma di hamburger. I parchi di divertimento utilizzarono questa architettura del piacere, criticata come architettura di facciata, volgare ed effimera. Questa tendenza colorata, visionaria ed eccentrica si trova soprattutto a Las Vegas.

### Postmodernismo

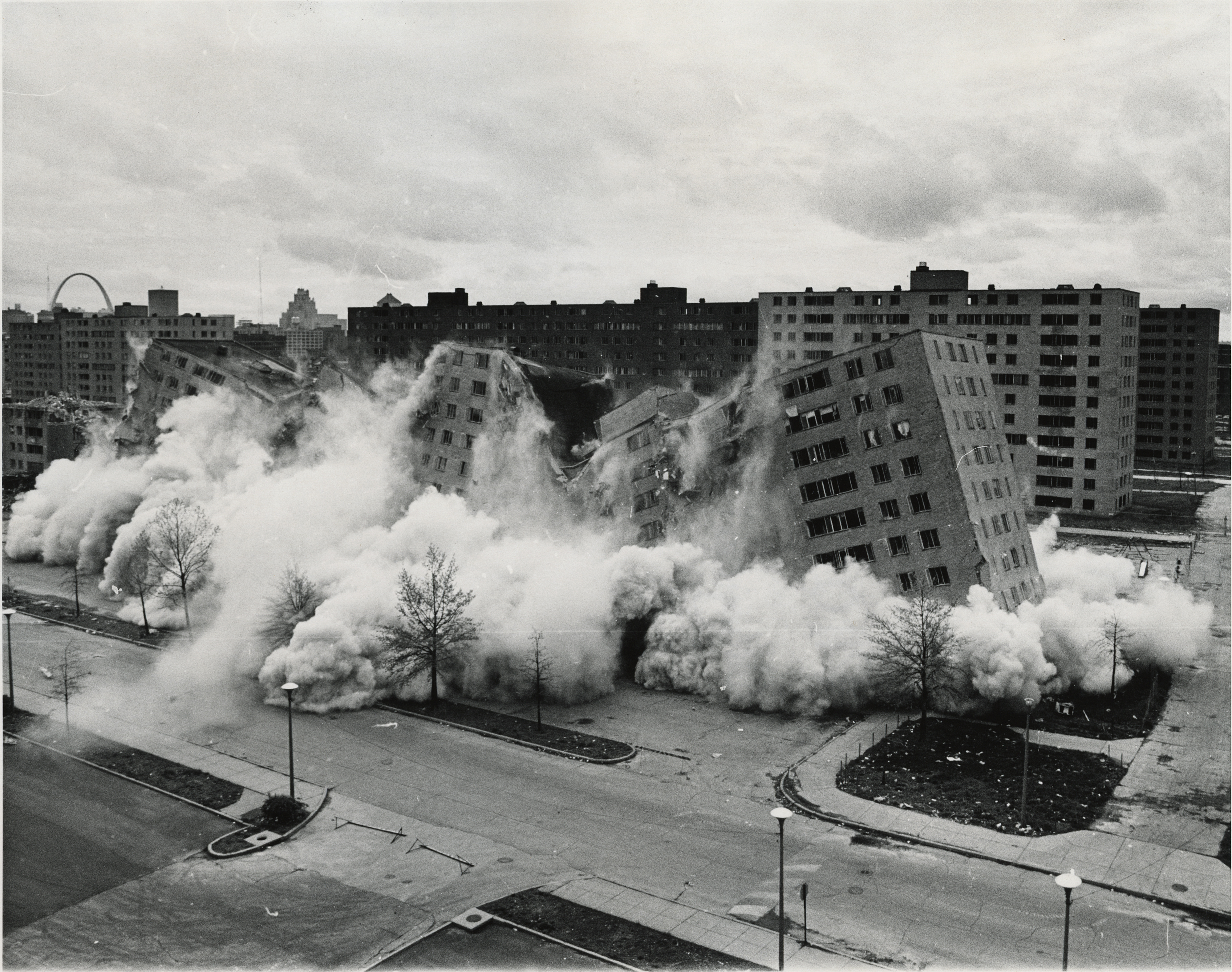
Demolizione del quartiere Pruitt-Igoe a Saint Louis (Missouri)

A partire dagli anni settanta sono state elaborate una serie di critiche allo Stile internazionale: l'architetto Robert Venturi ha pubblicato nel 1972 il libro Imparando da Las Vegas (Learning from Las Vegas), nel quale conia il motto "Meno è una noia" ("Less is a bore)", polemicamente ripreso dal celebre detto di Ludwig Mies van der Rohe "Meno è più" (Less is more). Sempre Venturi aveva già rivalutato la "complessità e la contraddizione in architettura" e Charles Jencks, nel suo scritto The Language of Post-Modern Architecture, aveva visto l'architettura postmoderna come un "complesso fluire" di elementi e significati da precedenti elementi e significati che abbiano storiche motivazioni: dalle realizzazioni del passato si attingono "frammenti" di diverse culture che sono elaborati in una nuova composizione architettonica. Jenks stabilisce una data precisa di passaggio con la demolizione, a causa delle sue condizioni di inabitabilità, il 15 luglio 1972, del quartiere di Pruitt-Igoe a Saint Louis, Missouri, che era stato costruito a partire dal 1950 su progetto dell'architetto Minoru Yamasaki.

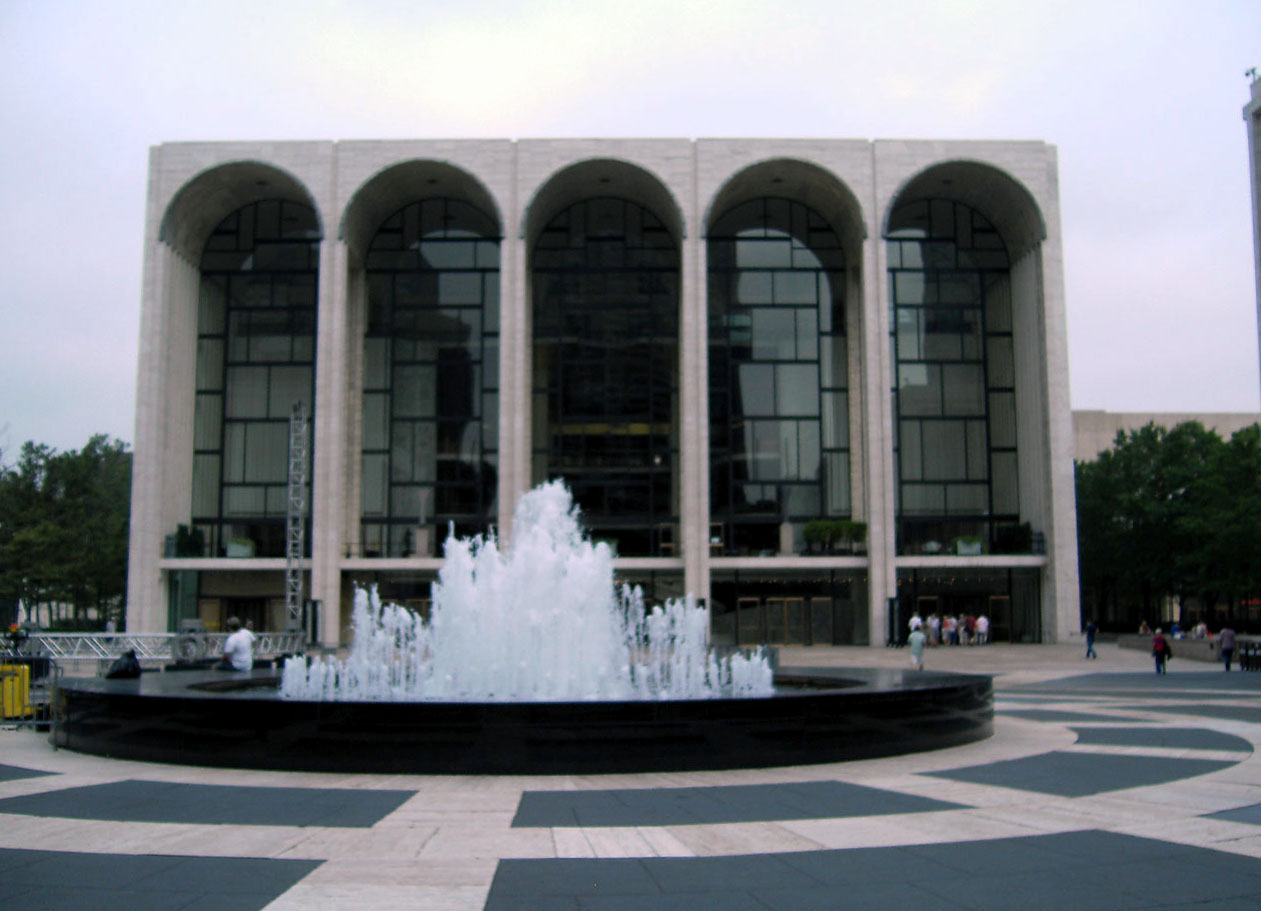
Metropolitan Opera, nel Lincoln Center di New York, di Wallace K. Harrison, 1966
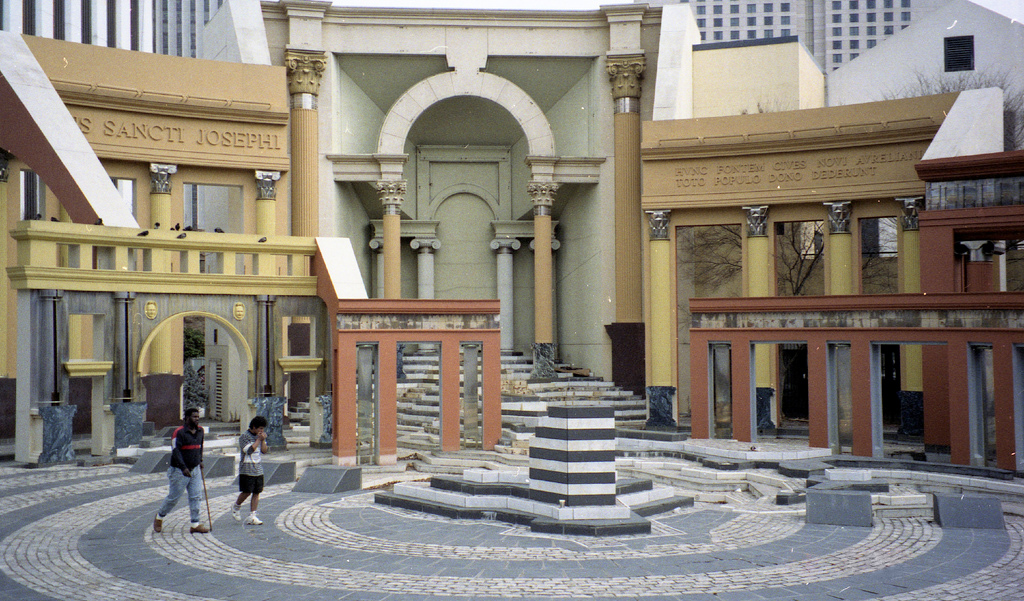
Piazza d'Italia, piazza pubblica di New Orleans (Louisiana), di Charles Willard Moore, 1978

Già la sede del Metropolitan Opera, nel Lincoln Center di New York, opera dell'architetto Wallace K. Harrison inaugurata nel 1966, aveva reintrodotto nella facciata dell'edificio, di travertino bianco, cinque grandi arcate.
Gli anni della crescita economica avevano visto lo sviluppo della Pop art, che esercitò la sua influenza anche sull'architettura: Charles Willard Moore nella Piazza d'Italia, piazza pubblica di New Orleans (Louisiana), del 1978 aveva già utilizzato una decorazione pittoresca e variata, in opposizione all'austerità dello Stile internazionale contemporaneo.
La crisi energetica del 1973 e la maggiore importanza attribuita alle opere architettoniche come parte dei beni culturali costituirono una nuova base di partenza.

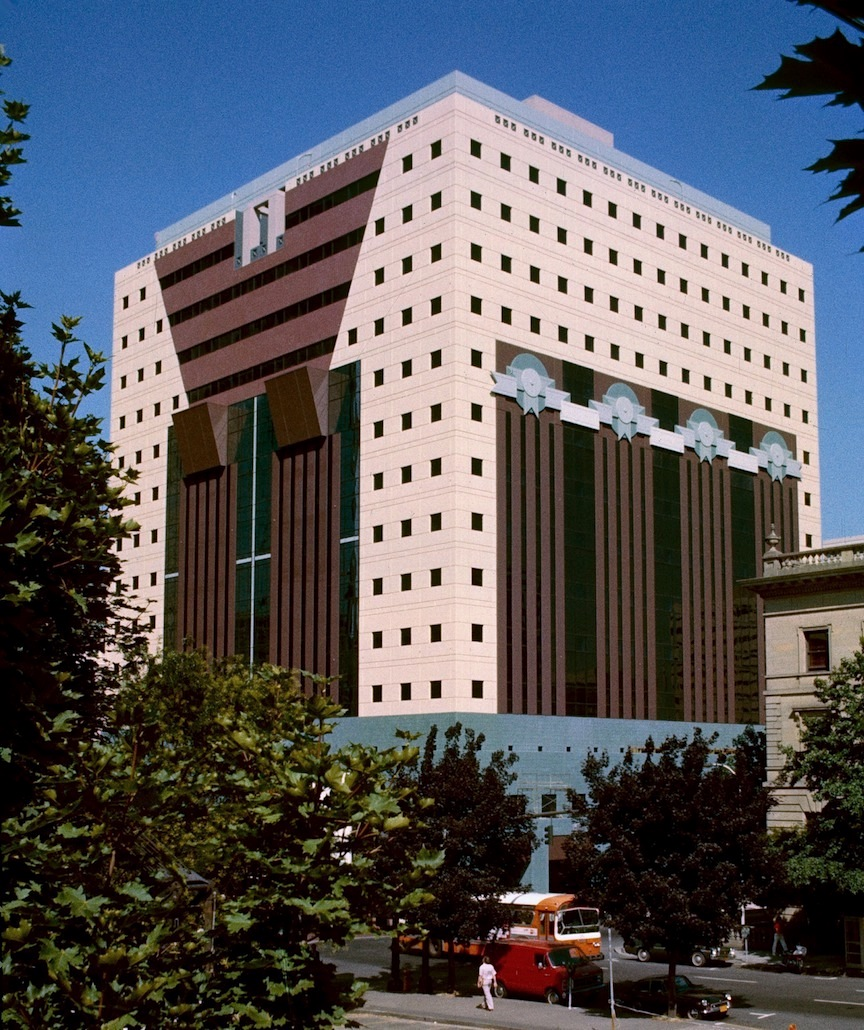
Portland Building di Michael Graves a Portland (Oregon), del 1982
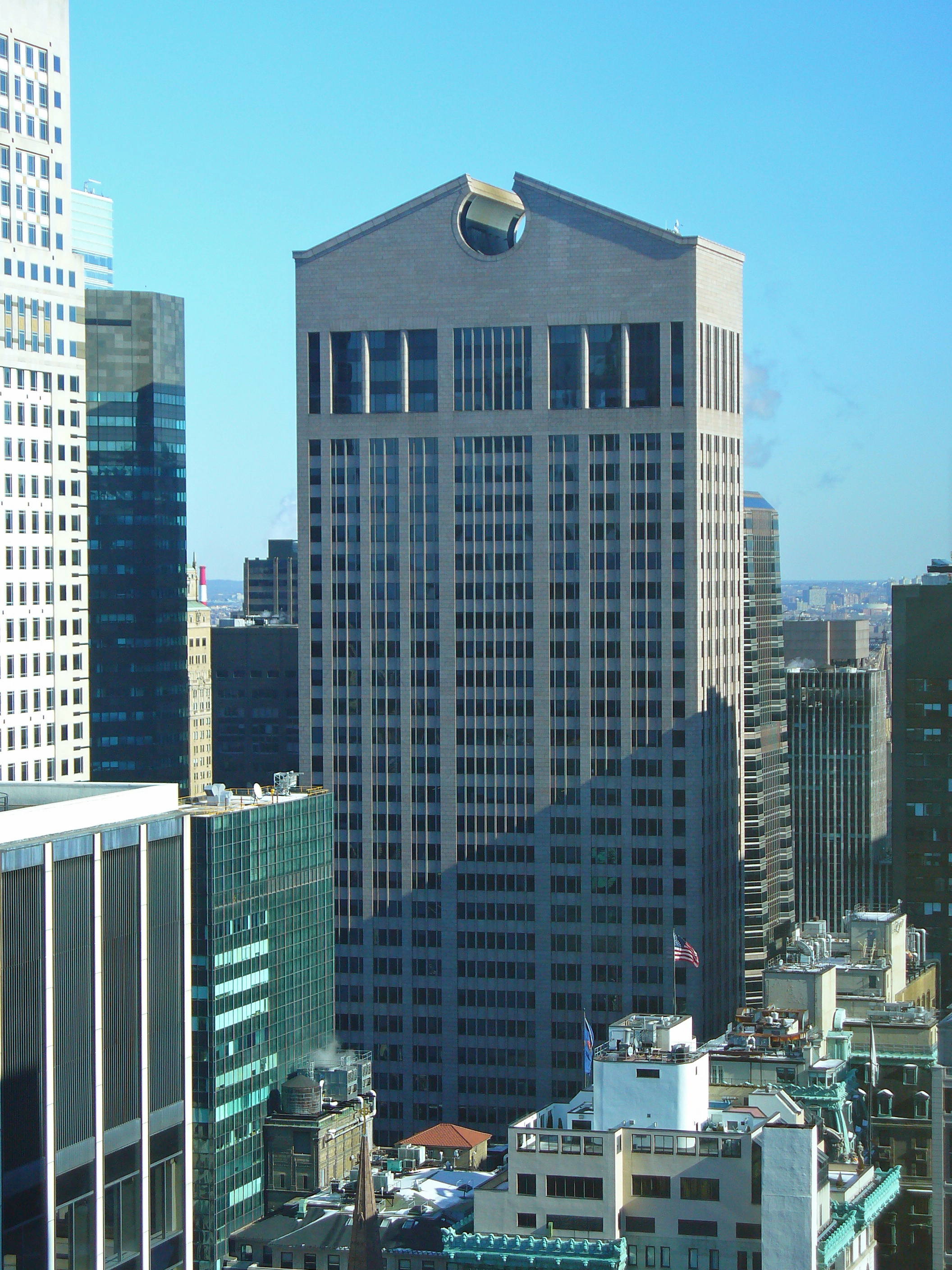
AT&T Building di Philip Johnson a New York, del 1978-1984
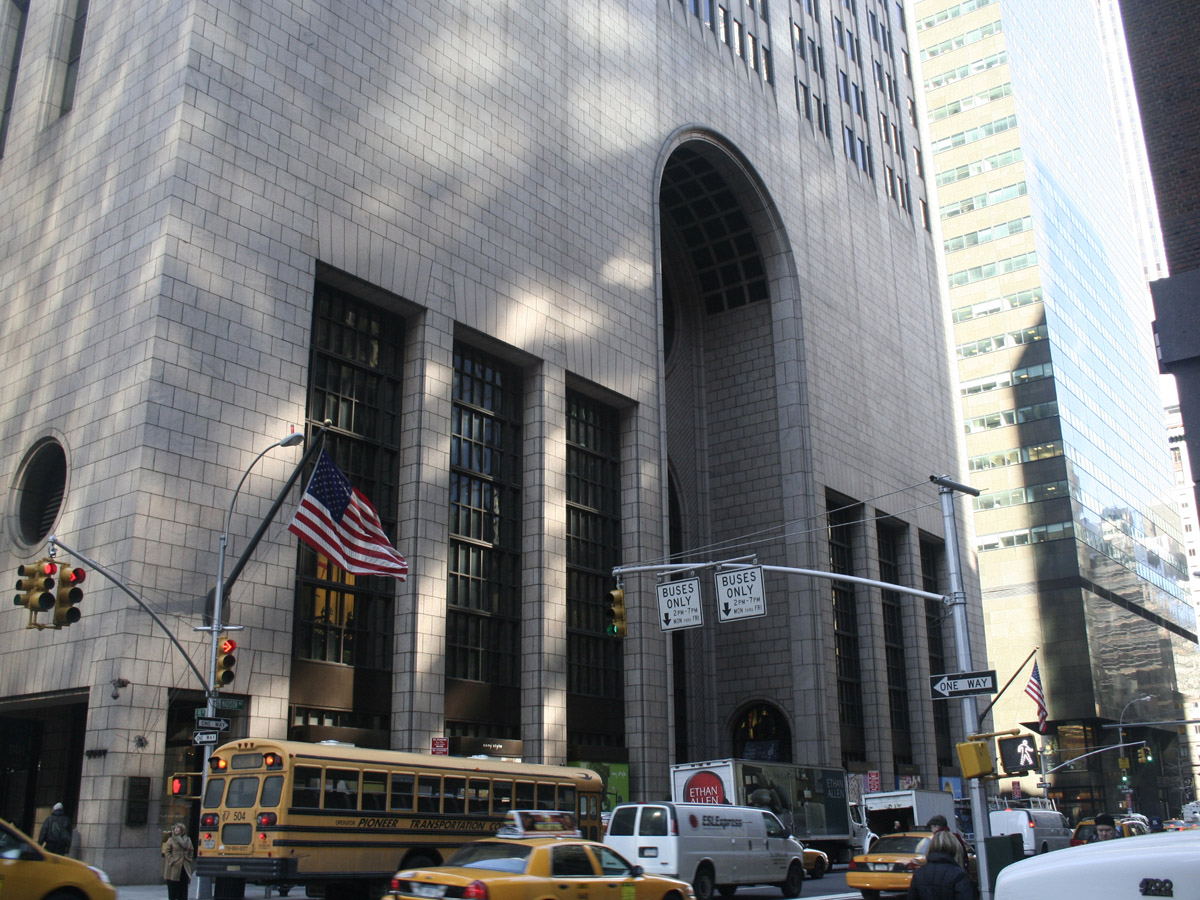
AT&T Building, arco di ingresso
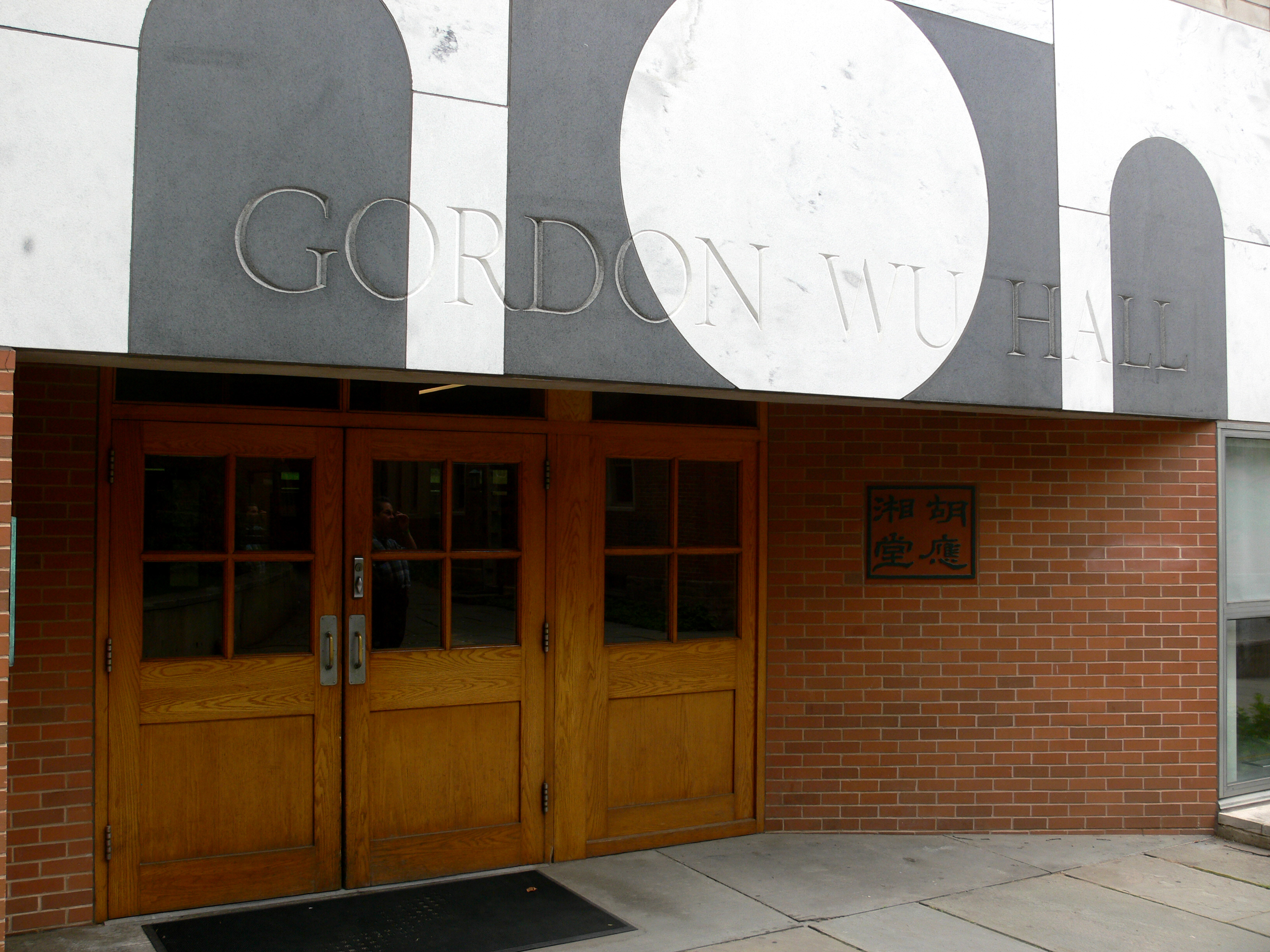
Ingresso della Gordon Wu Hall all'università di Princeton, di Robert Venturi, del 1983
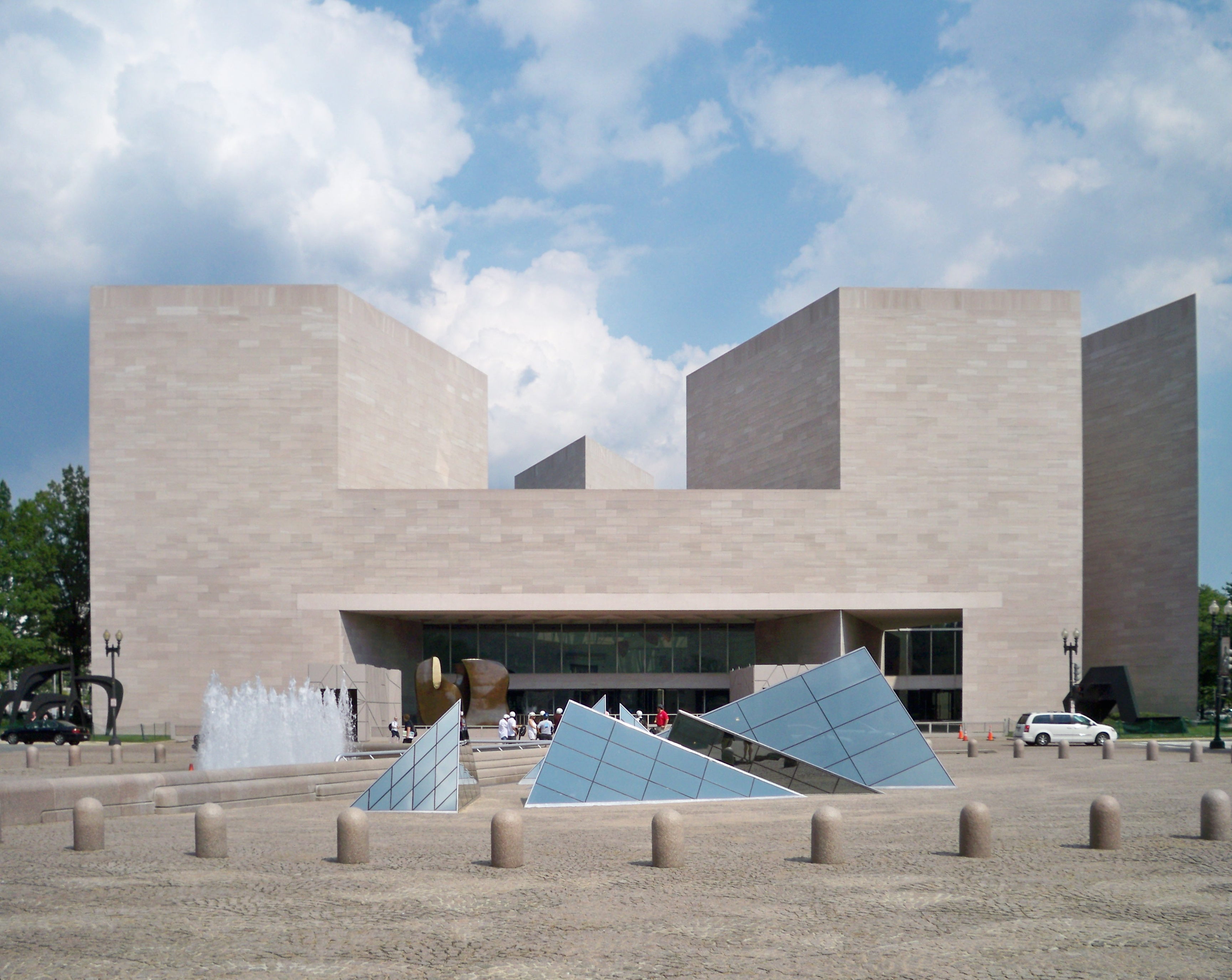
Edificio oriental della National Gallery of Art a Washington, di Ieoh Ming Pei, 1974-1978
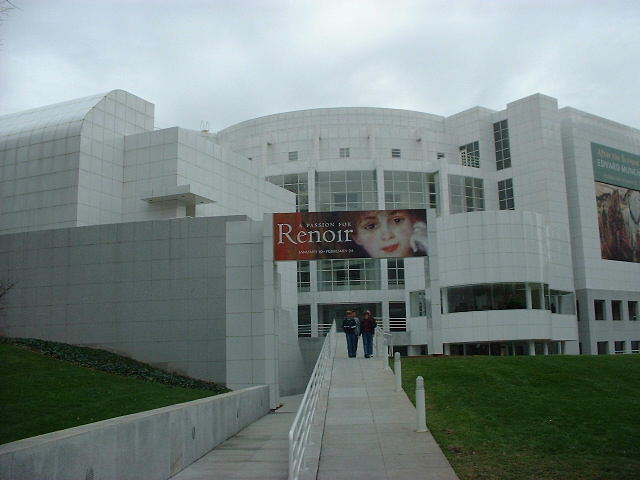
High Museum of Art di Atlanta (Georgia), di Richard Meier, 1980-1983
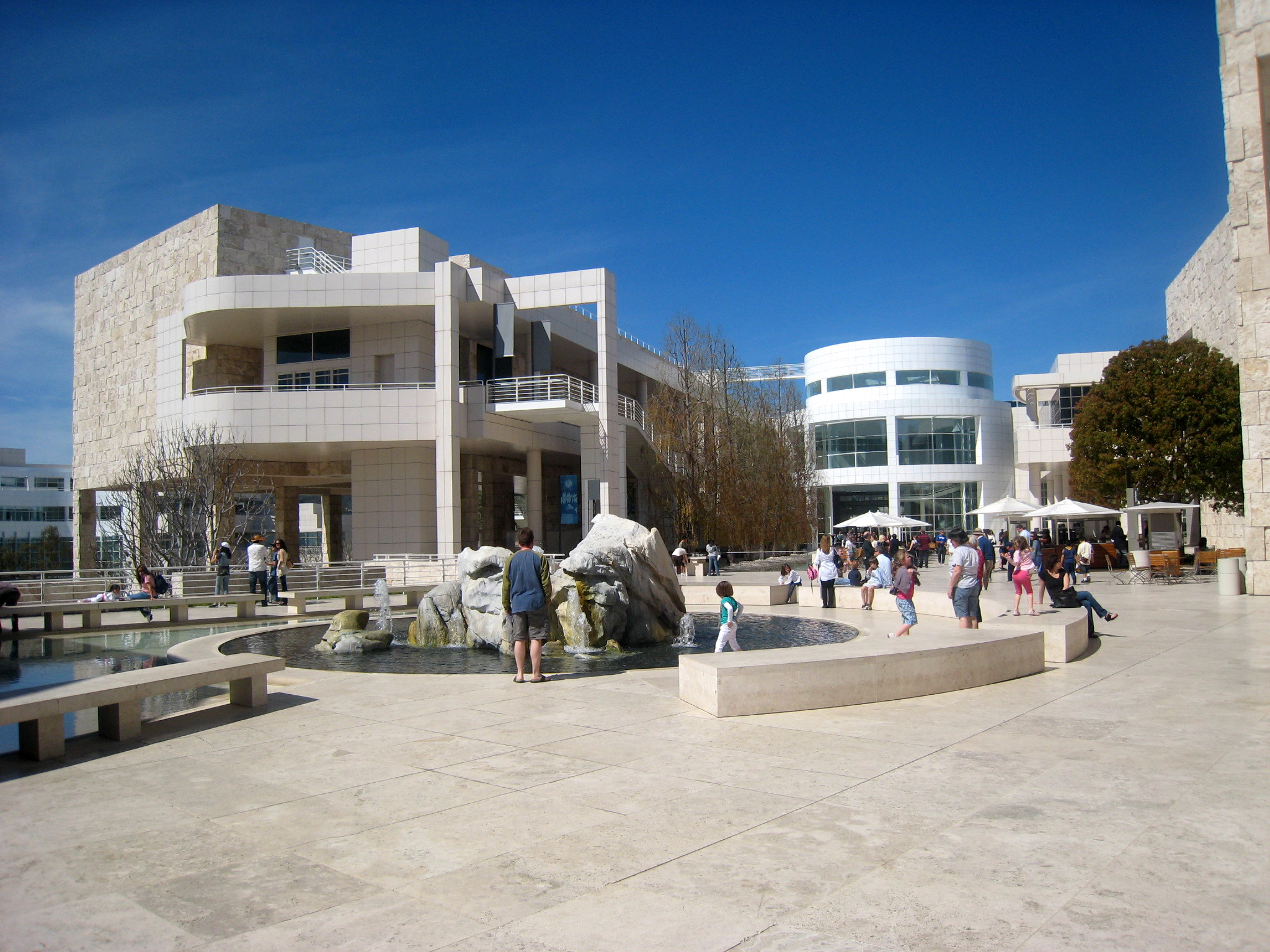
Getty Center a Los Angeles (California) di Richard Meier, 1997

La tendenza eclettica si è espressa nei grattacieli, nei campus universitari e nei musei.
Il Portland Building di Michael Graves a Portland (Oregon), del 1982, rappresenta una rielaborazione del grattacielo in chiave postmoderna, con il ritorno alla costruzione dell'edificio in cemento e l'inserzione di elementi storici e classici. L'AT&T Building di New York, opera controversa dell'architetto Philip Johnson del 1978 (completato nel 1984), presenta un arco di entrata monumentale su otto piani, ispirato ad una serliana rinascimentale, ed è sormontato da un frontone interrotto.
Nel campus dell'università di Princeton (a Princeton, ´New Jersey) Robert Venturi progettò la Gordon Wu Hall, completata nel 1983
L'edificio orientale della National Gallery of Art di Washington, opera dell'architetto Ieoh Ming Pei del 1974-1978 si articola in volumi giustapposti, mentre nell'High Museum of Art di Atlanta (Georgia), del 1980-1983, e nel Getty Center a Los Angeles (California), del 1985-1997, Richard Meier ha ripreso alcuni elementi dello stile di Le Corbusier.

### Decostruttivismo
Una mostra del 1988 presso il Museum of Modern Art di New York (Deconstructivist Architecture), introdusse il concetto di decostruttivismo in architettura, che in analogia al processo di decontrazione del linguaggio operato da Jacques Derrida, si propone di deostruire forma e funzione architettoniche.

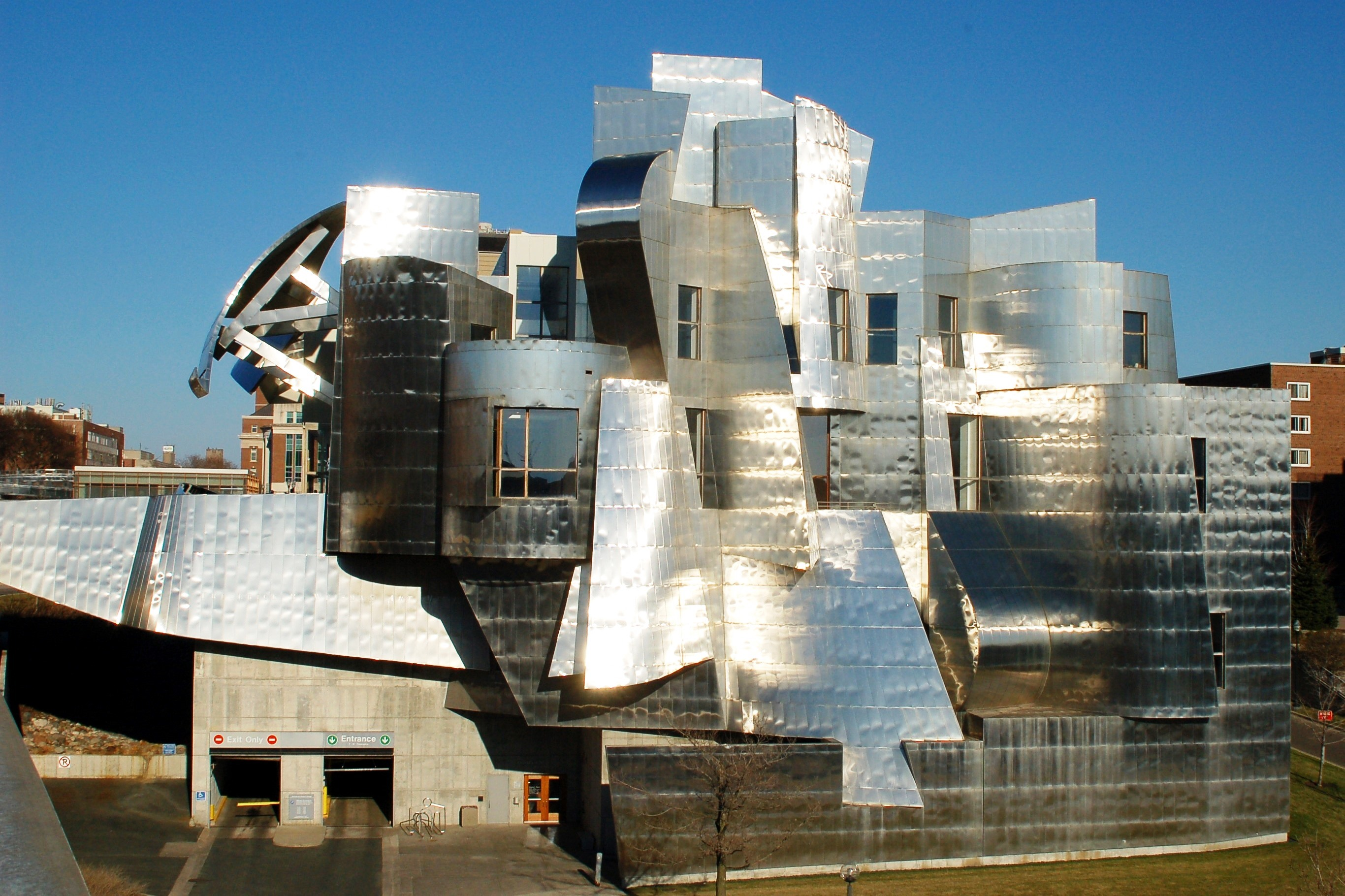
Weisman Art Museum nel campus della University of Minnesota Twin Cities a Minneapolis (Minnesota), di Frank Gehry, 1993
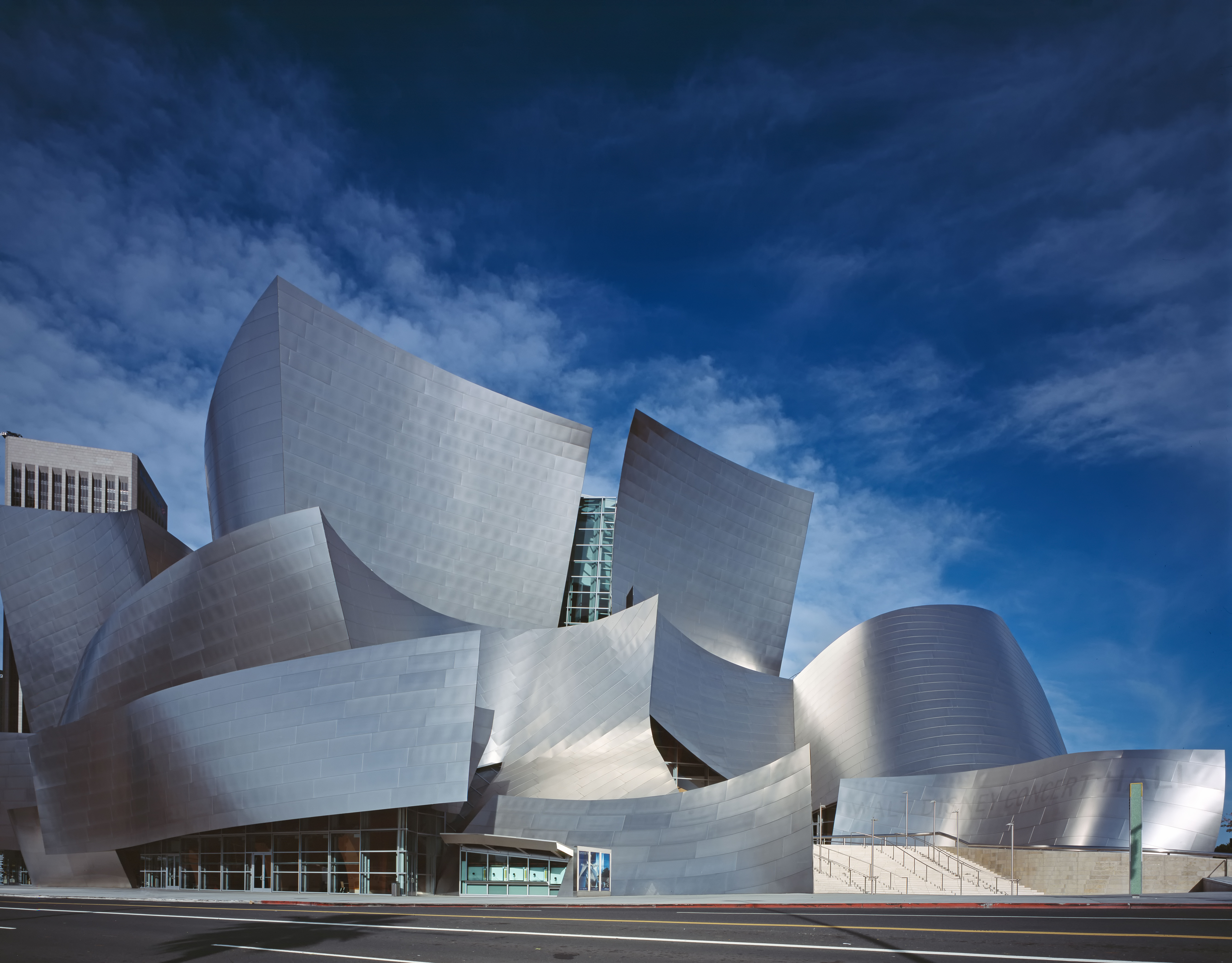
Walt Disney Concert Hall a Los Angeles (California), di Frank Gehry (concorso del 1989 e completamento nel 2003)
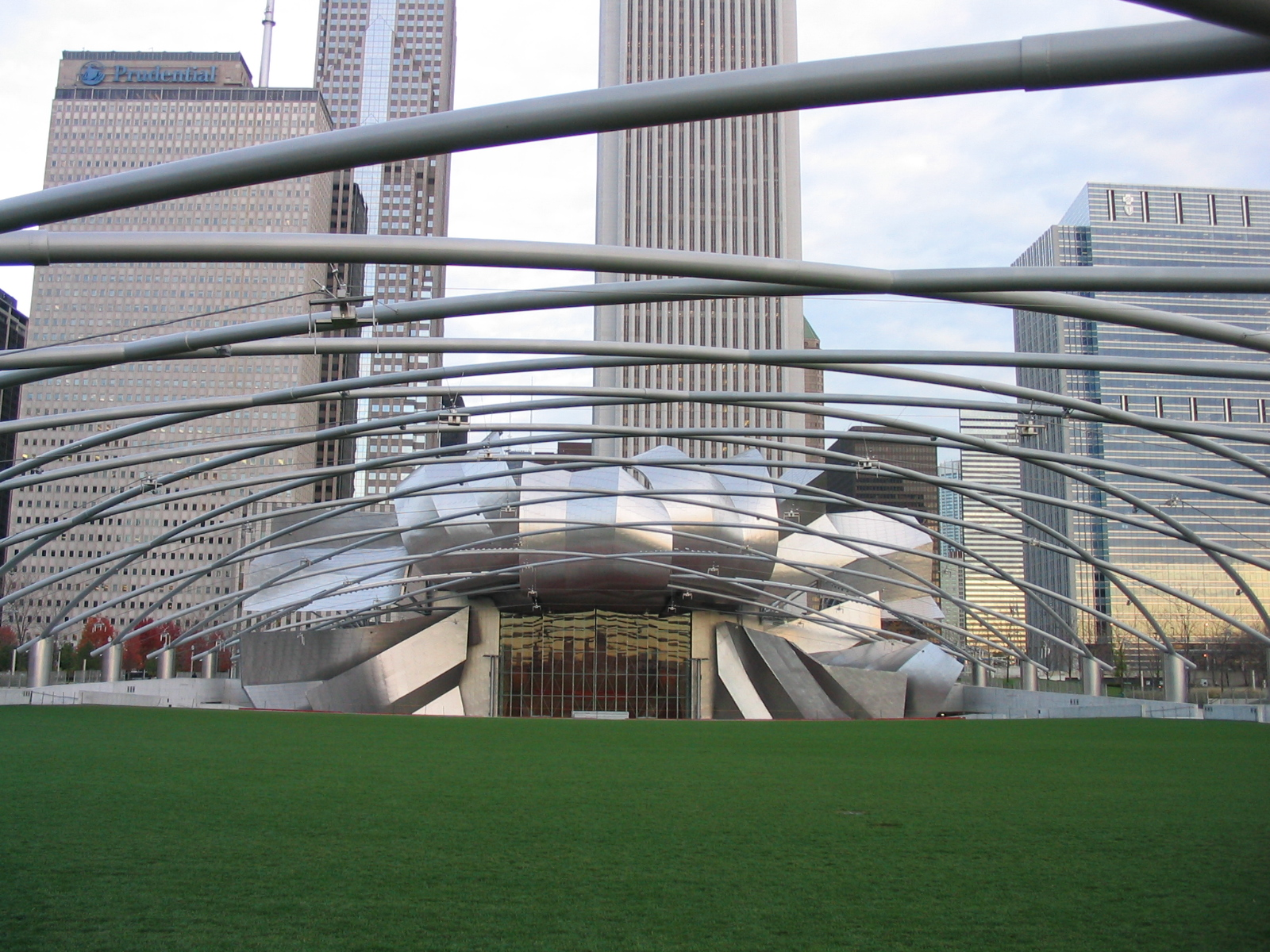
Padiglione Jay Pritzker nel Millennium Park di Chicago (Illinois), di Frank Gehry, 2004

Il decostruttivismo si è espresso in architettura con le opere di Frank Gehry, come il Weisman Art Museum della University of Minnesota Twin Cities a Minneapolis (Minnesota), del 1993, la Walt Disney Concert Hall a Los Angeles (California), completata nel 2003, il Padiglione Jay Pritzker nel Millennium Park di Chicago (Illinois), del 2004.

### Architettura high-tech

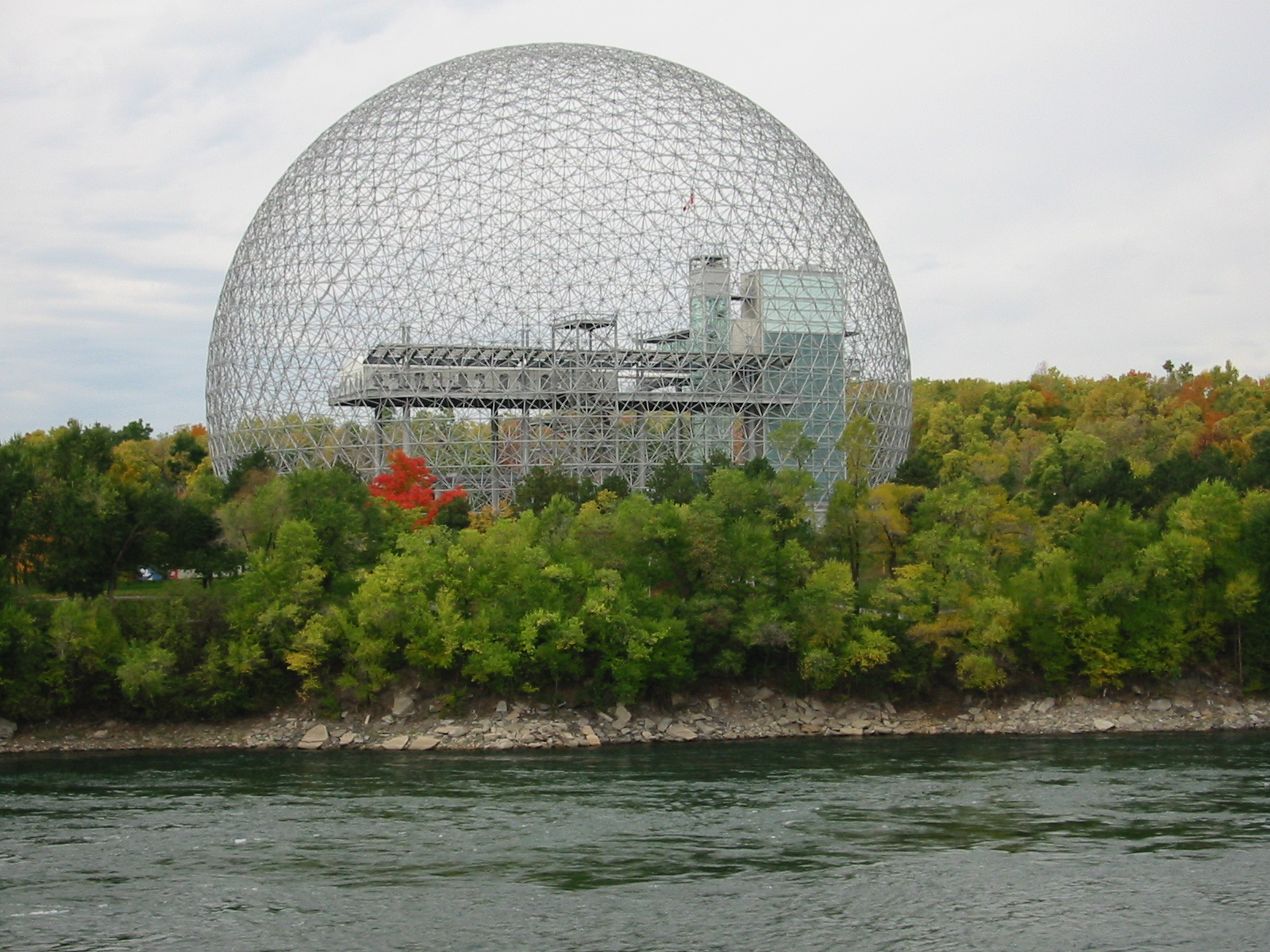
Cupola geodetica come padiglione degli Stati Uniti all'Expo 67 di Montréal, in Canada

Negli anni settanta si sviluppò inoltre una corrente denominata architettura high-tech a partire dal libro High-tech, del 1978, caratterizzata dall'ampio utilizzo di materiali industriali altamente tecnologici. Questa corrente fu inizialmente considerata un prolungamento del Movimento moderno oltre il brutalismo e definita "tardo modernismo".
Uno dei suoi principali rappresentanti statunitensi è stato l'architetto Richard Buckminster Fuller, che creò il concetto di cupola geodetica, utilizzato nel padiglione degli Stati Uniti all'Expo 67 del 1967 a Montréal, in Canada.

## Sviluppi nel XXI secolo
Gli attentati dell'11 settembre 2001 hanno provocato una riflessione sui grattacieli, il loro simbolismo e i problemi legati alla sicurezza.
Parallelamente ci si è posti il problema della compatibilità ecologica di queste strutture. Il US Green Building Council (USGBC) ha elaborato il sistema di certificazione per Green building LEED, che certifica il risparmio energetico, l'efficienza nell'uso dell'acqua, la riduzione delle emissioni di CO2, Sono state sviluppate le tematiche dell'architettura bioclimatica (in lingua inglese environmental design).

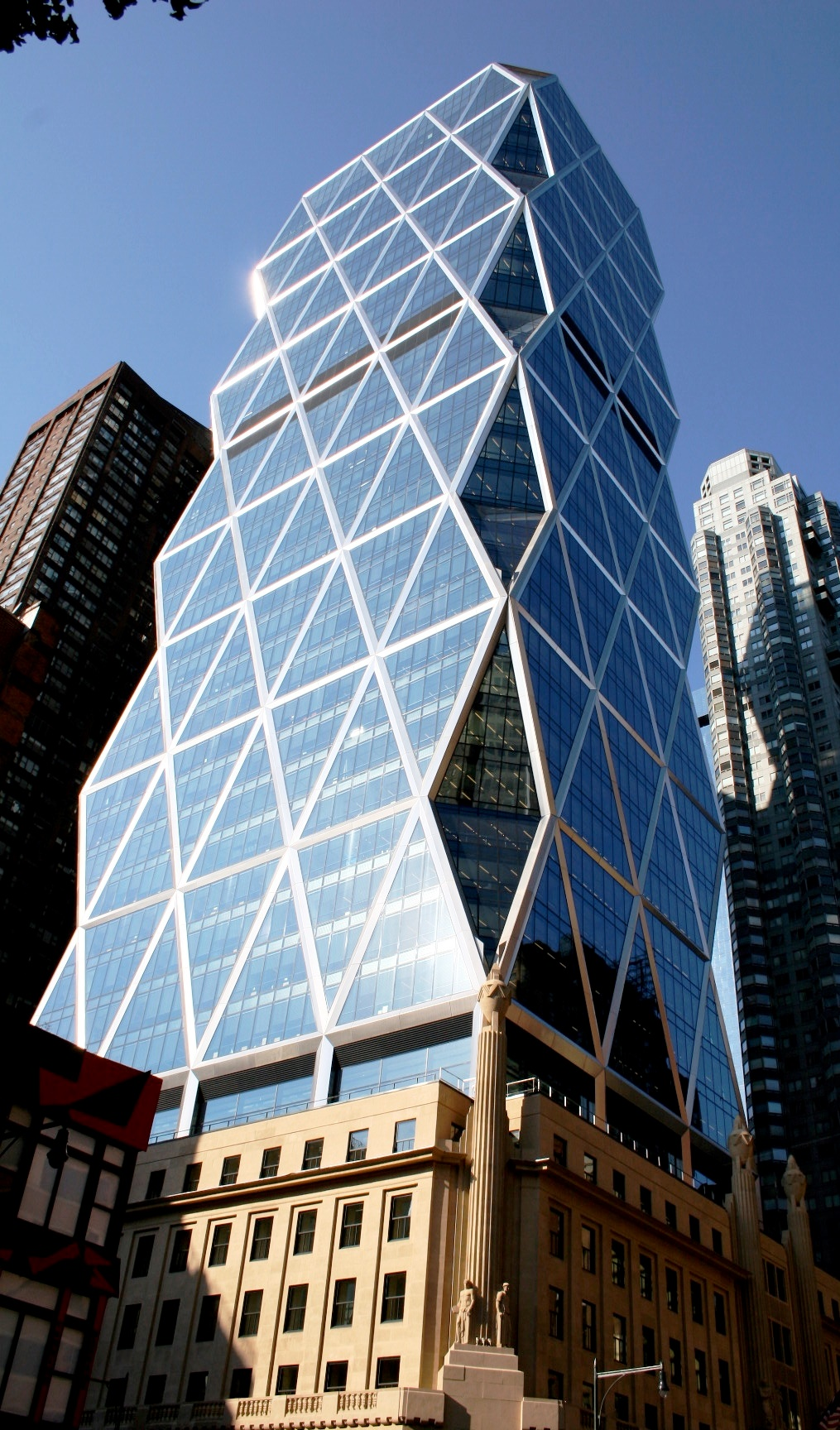
Hearst Tower a New York, di Norman Foster, 2006
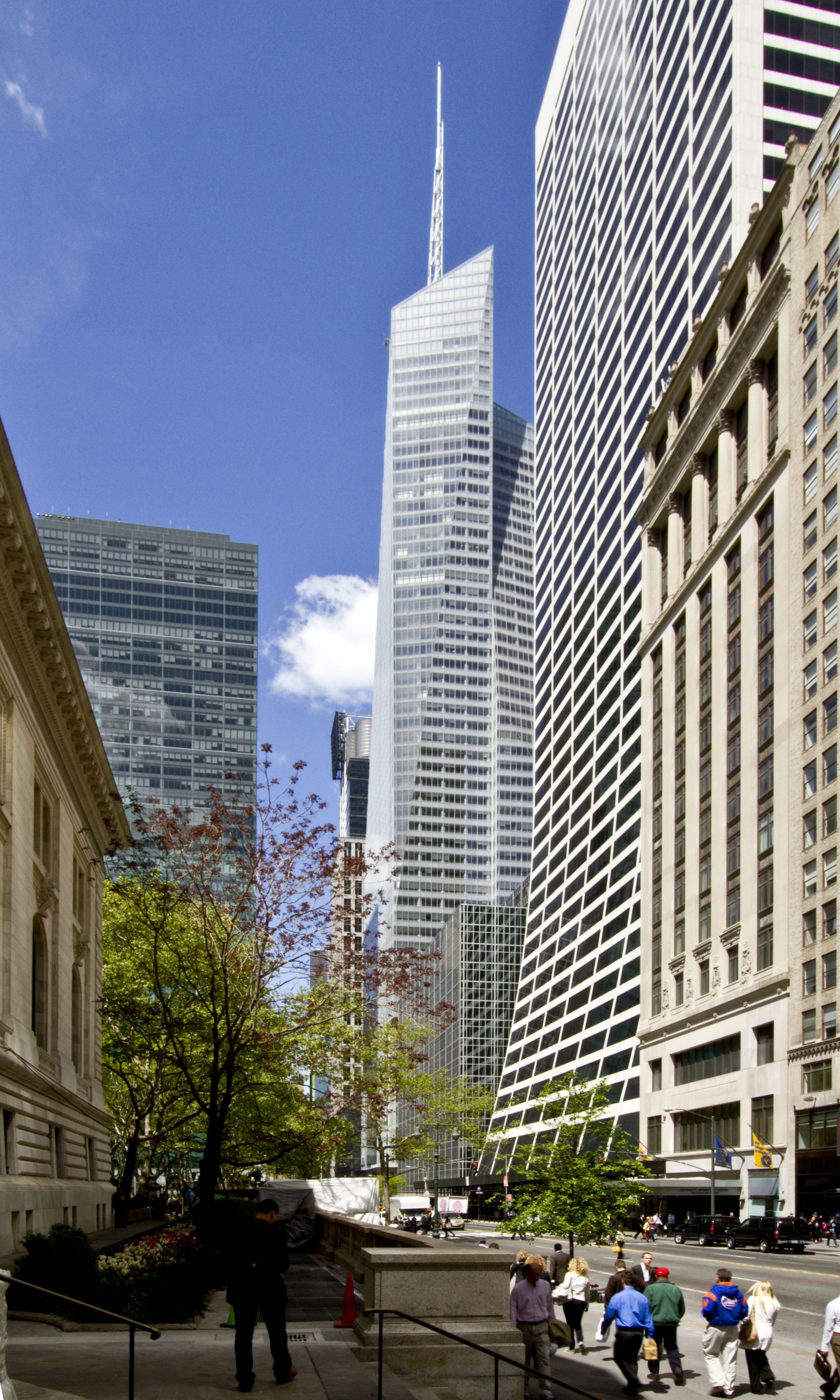
Bank of America Tower, a New York, dello studio Cook+Fox Architects, 2009
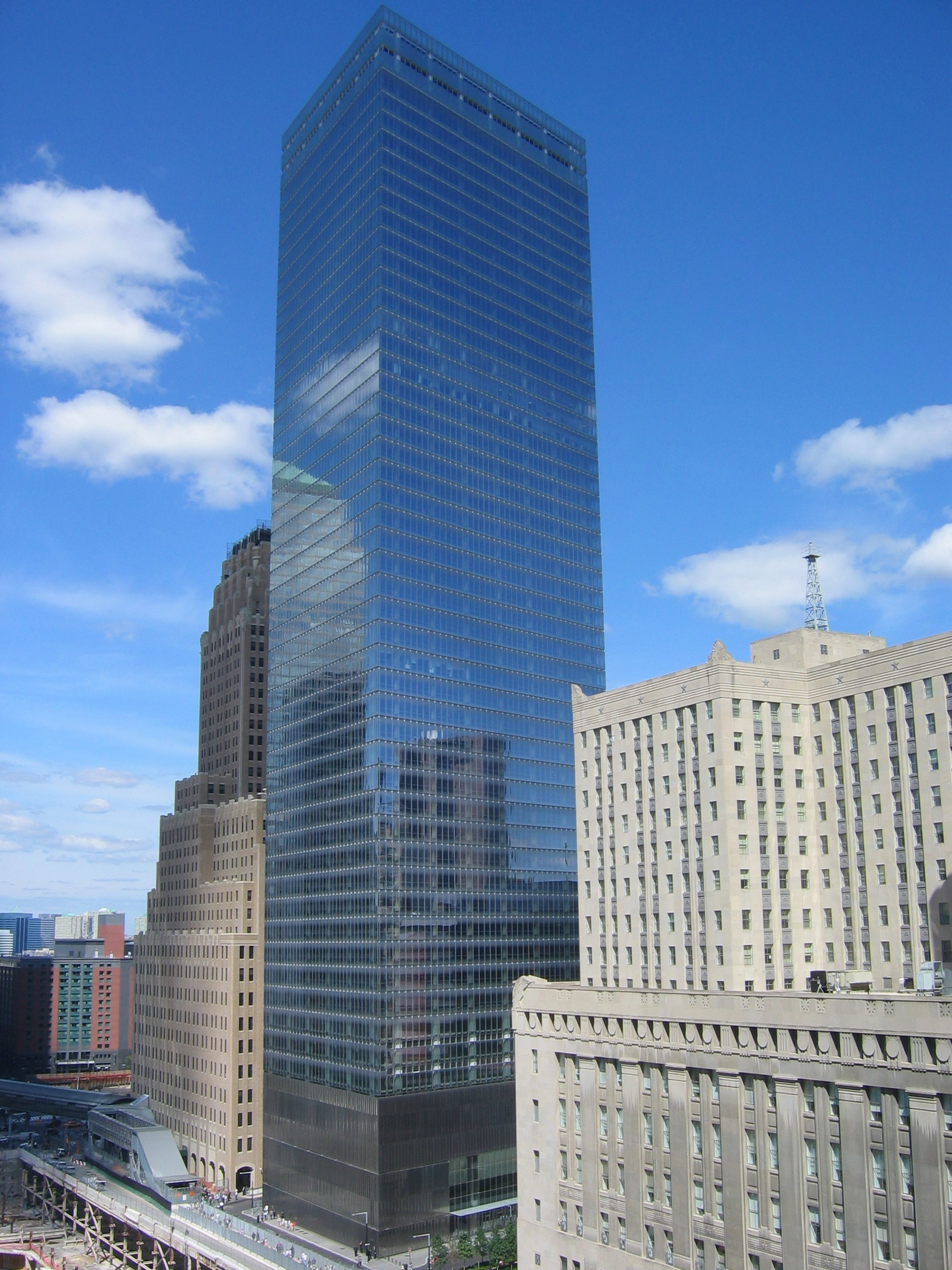
7 World Trade Center a New York, dello studio Skidmore, Owings e Merrill, 2006

A New York sono state erette la Hearst Tower, opera dell'architetto Norman Foster, completata nel 2006 e la Bank of America Tower, progettata dallo studio Cook+Fox Architects, completata nel 2009.
Lo studio di architettura di Chicago Skidmore, Owings e Merrill, ha elaborato il progetto del 7 World Trade Center a New York, completato nel 2006 massimizzando l'utilizzo della luce naturale e l'impiego di materiali riciclati.

## Protezione del patrimonio architettonico
Gli Stati Uniti sono stati risparmiati dalle distruzioni causate dalla prima e seconda guerra mondiale, i cui bombardamenti hanno comportato la distruzione di intere città in Europa e in Giappone. Sono tuttavia presenti importanti rischi naturali: terremoti in California e cicloni particolarmente devastanti sulle coste del Golfo del Messico.
Per proteggere gli edifici storici dagli appetiti speculativi dei privati, lo Stato federale si è dotato di diverse istituzioni: agli inizi del XX secolo è stata istituita la lista dei monumenti nazionali statunitensi, creata per la protezione di siti naturalistici e di realizzazioni architettoniche. A partire dal 1935 il Servizio dei parchi nazionali (National Park Service) si è incaricato dell'elenco degli edifici, dei monumenti e dei quartieri di interesse storico degli Stati Uniti. Associazioni come "Historic New England" sono inoltre molto attive nella preservazione e manutenzione del patrimonio locale.

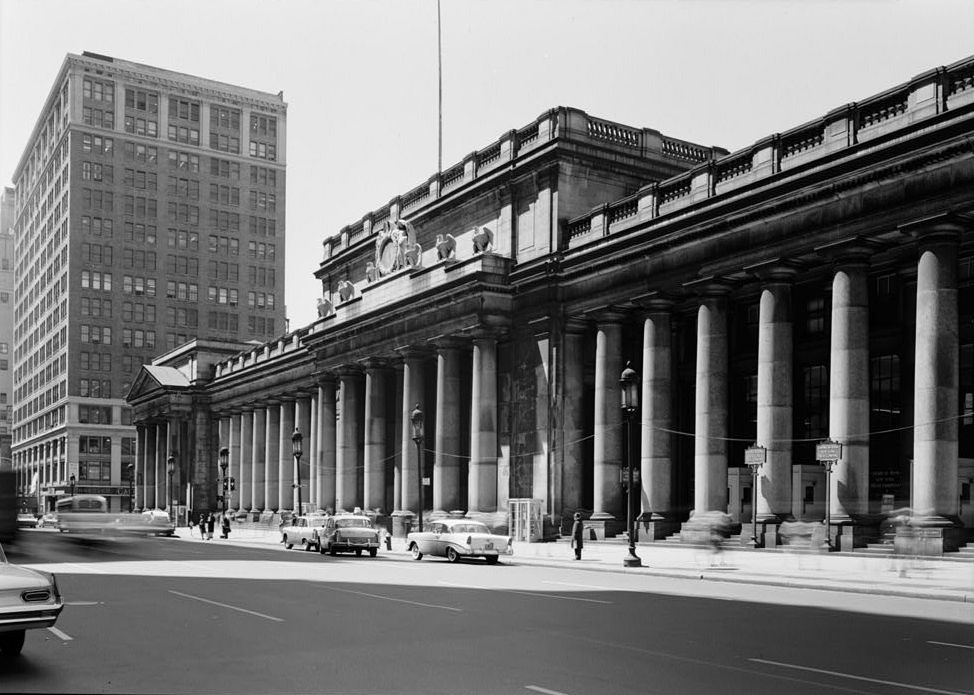
La Pennsylvania Station di New York prima della demolizione (1962)
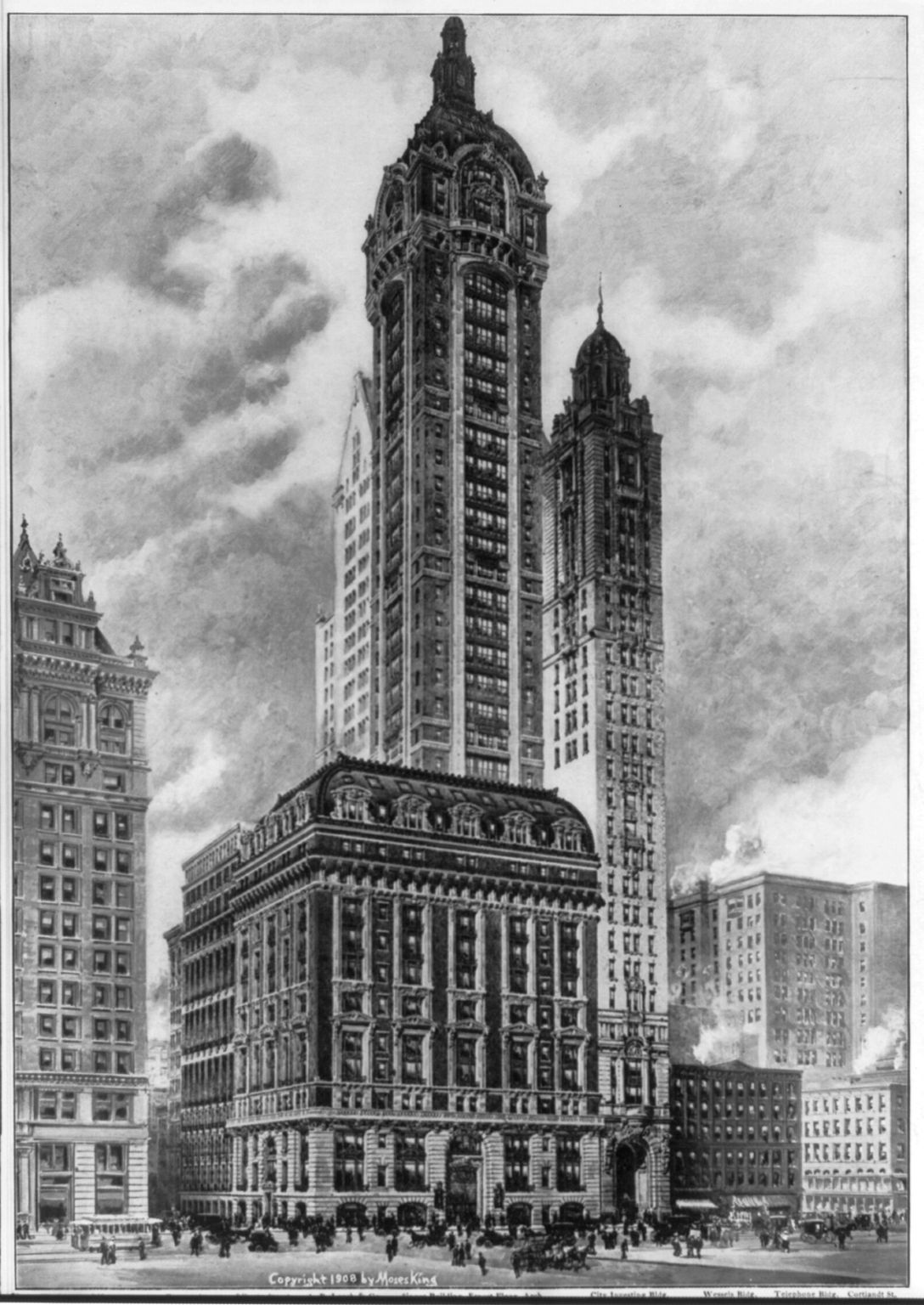
Il Singer Building di New York in una stampa del 1908
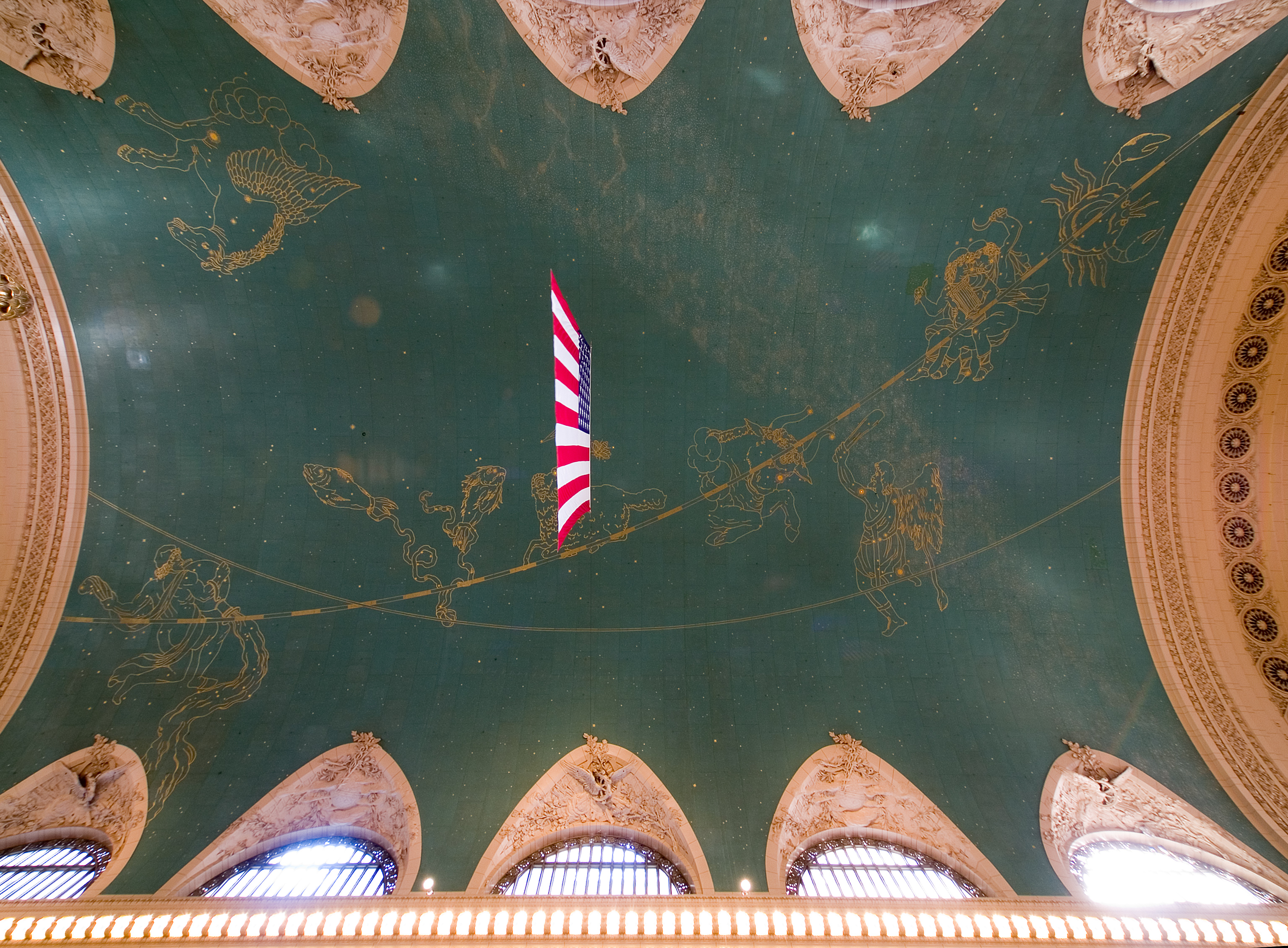
La volta della hall principale del Grand Central Terminal di New York, restaurata nel 1998

Il movimento per la riabilitazione degli edifici antichi si è sviluppato soprattutto a partire dagli anni settanta, con proteste per le operazioni di rinnovamento urbano. A New York si erano avute le demolizioni della Pennsylvania Station nel 1963 e del Singer Building nel 1968, ma una campagna di opinione che vide la partecipazione di Jackie Kennedy permise di salvare il Grand Central Terminal, costruito agli inizi del XX secolo e nel 1998 i lavori di restauro permisero di far riapparire il soffitto originario della hall principale.
Si prese progressivamente coscienza della necessità di difendere anche il patrimonio più recente: nel 1998 fu registrato come sito storico protetto il liceo di Little Rock, per la sua importanza nel movimento dei diritti civili alla fine degli anni 1950.

## Scuole di architettura
L'insegnamento dell'architettura nella prima metà del XIX secolo era restato sotto l'influenza dei metodi inglesi e del resto non esistevano ancora luoghi di formazione specializzati. Le agenzie di architettura e le loro biblioteche ne svolgevano la funzione. I sketching club, che davano corsi serali di disegno nelle grandi metropoli, si federarono nel 1891 per formare l'"Architectural League of America".
Nel 1865, per volere di William Robert Ware, si tennero i primi corsi universitari di architettura presso il Massachusetts Institute of Technology (presso Boston, Massachusetts), seguiti da quelli presso l'Università di Columbia (a New York), nel 1881. Nel 1906 si aprì il primo dipartimento di architettura sulla costa orientale, presso l'Università di Berkeley (presso San Francisco, California).
Il congresso dell'"American Institute of Architects" (AIA) si riunì per la prima volta nel 1867 e nel 1894 fu creata la "Society of Beaux-Arts Architects". Nel 1905 l'Accademia americana aprì la propria sede a Roma. Le riviste di architettura contribuirono a diffondere l'interesse per la disciplina: una delle prime fu l'American Architect and Building News, nata a Boston nel 1876, mentre dal 1879 si pubblicò a San Francisco la Californian Architect and Building News.
L'influenza della École des Beaux-Arts di Parigi restò a lungo predominante e molti architetti statunitensi vi si formarono. Nel 1916 venne fondato il Beaux-Arts Institute of Design.
La Cranbrook School, voluta a Detroit dal magnate della stampa George G. Booth, la cui sede fu progettata da Eliel Saarinen e venne costruita tra il 1926 e il 1931, ha formato numerosi architetti statunitensi nel corso del XX secolo.